# Tourismus in Polen

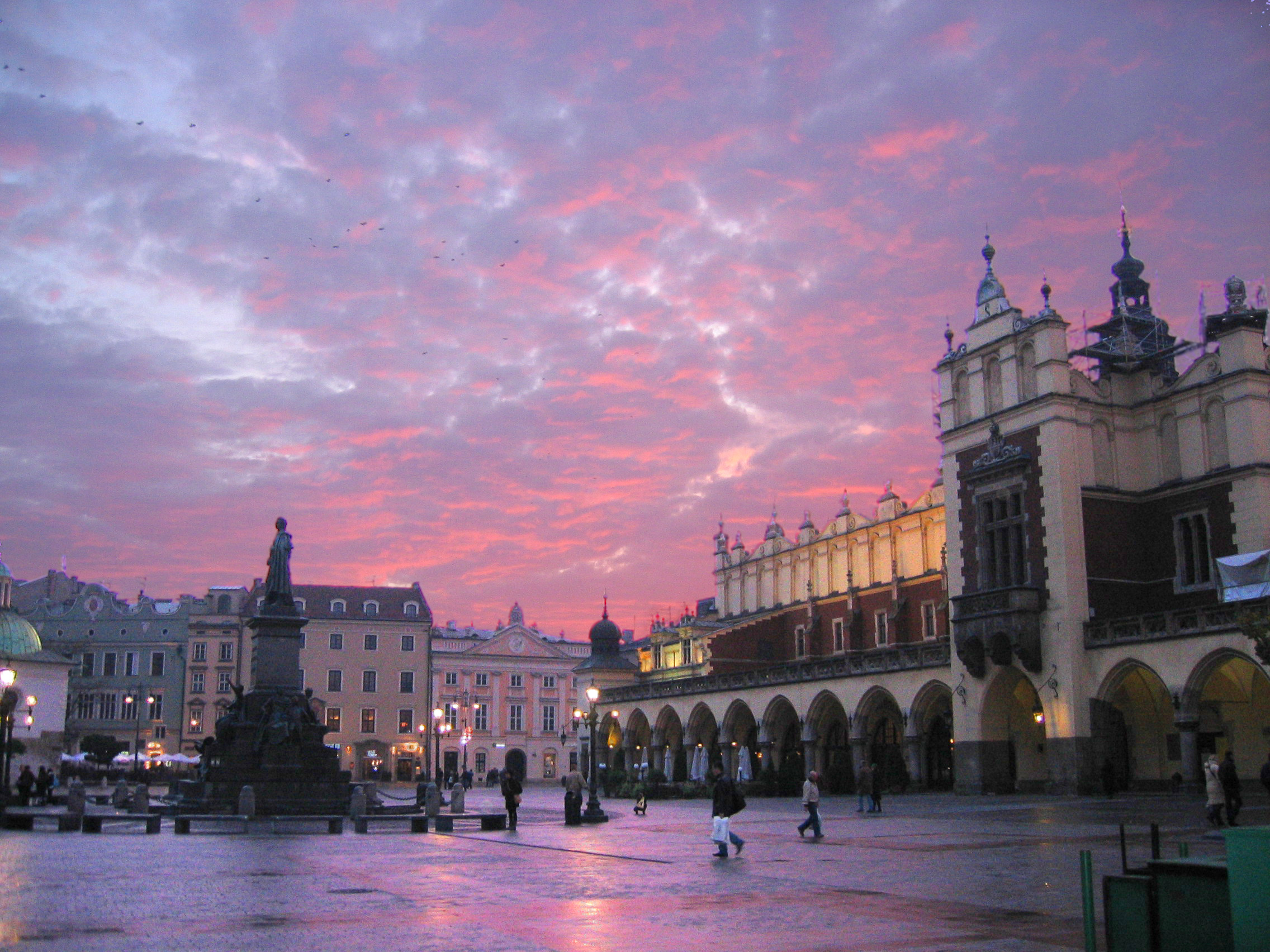
Hauptmarkt in Krakau

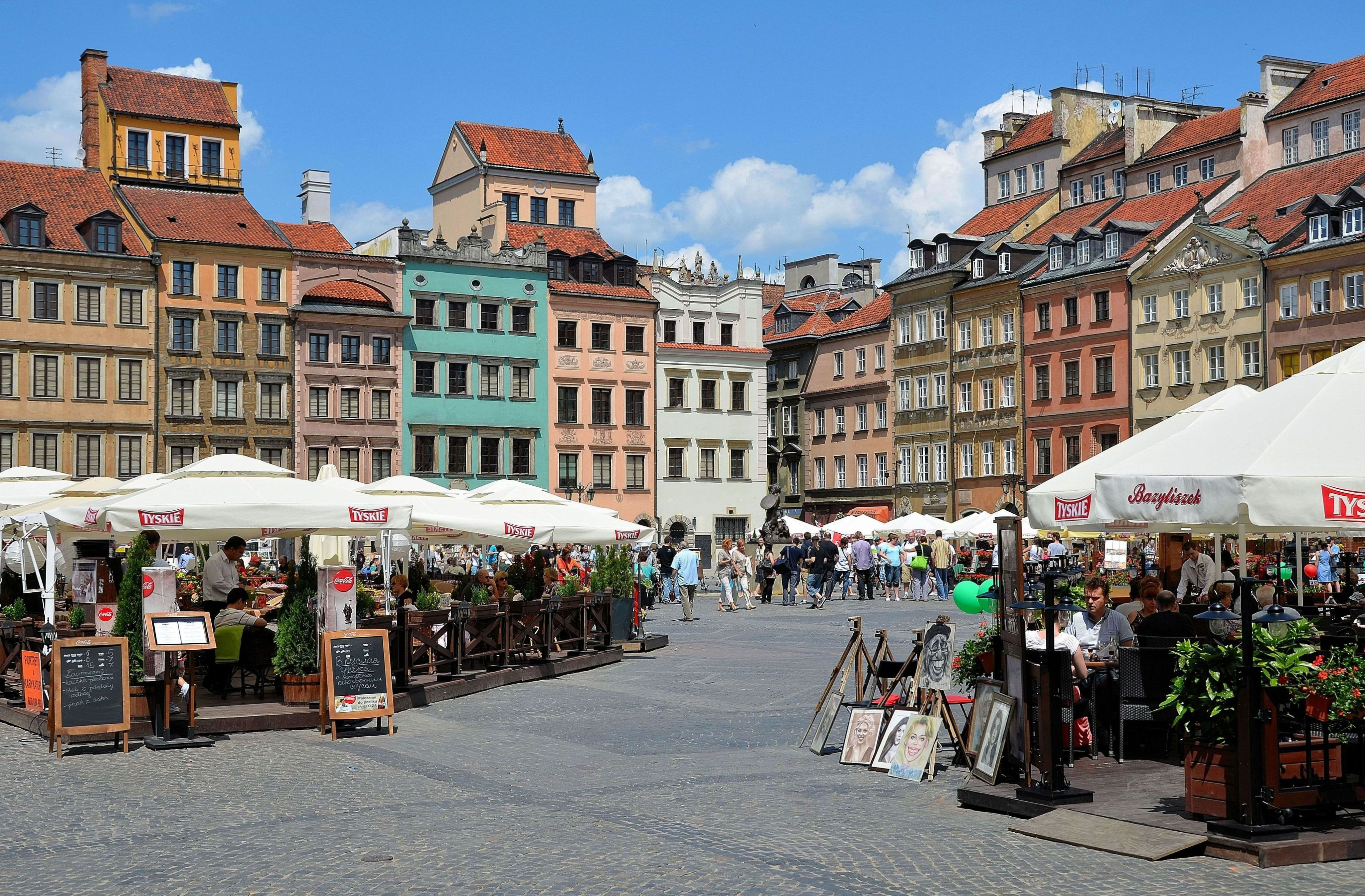
Warschauer Altstadt

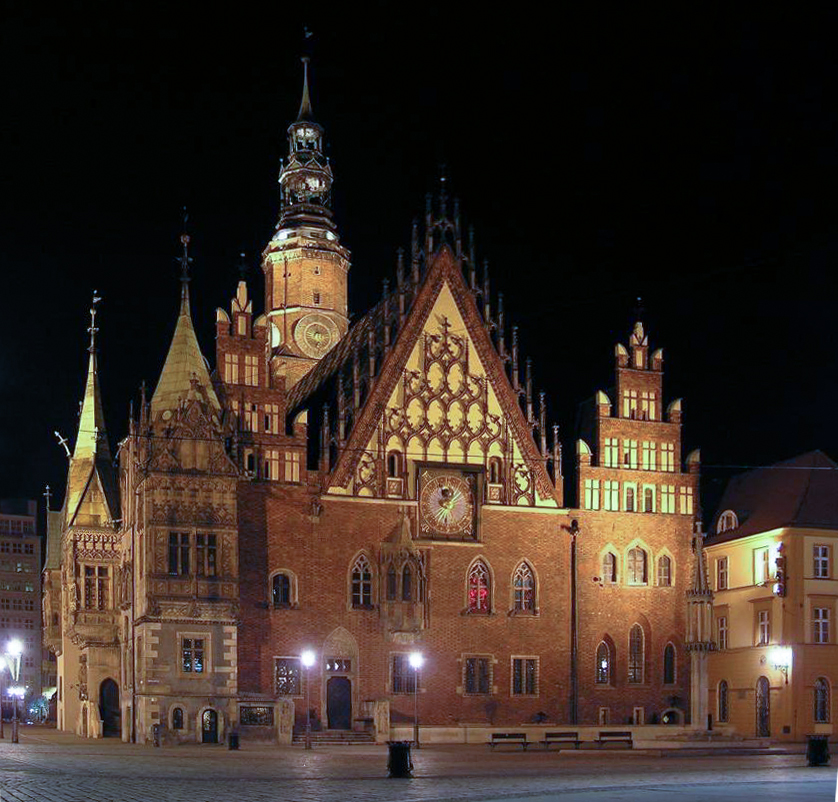
Breslau

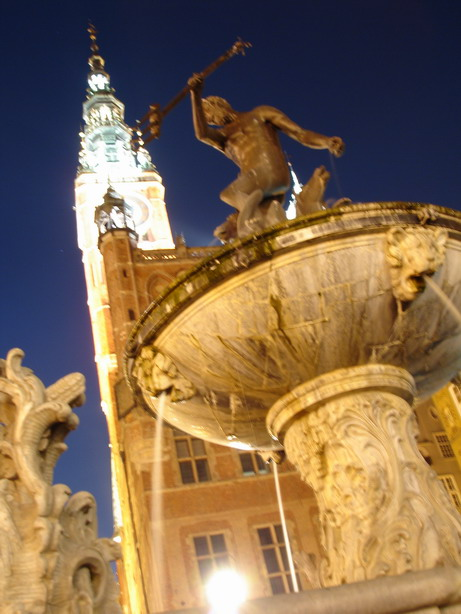
Danzig

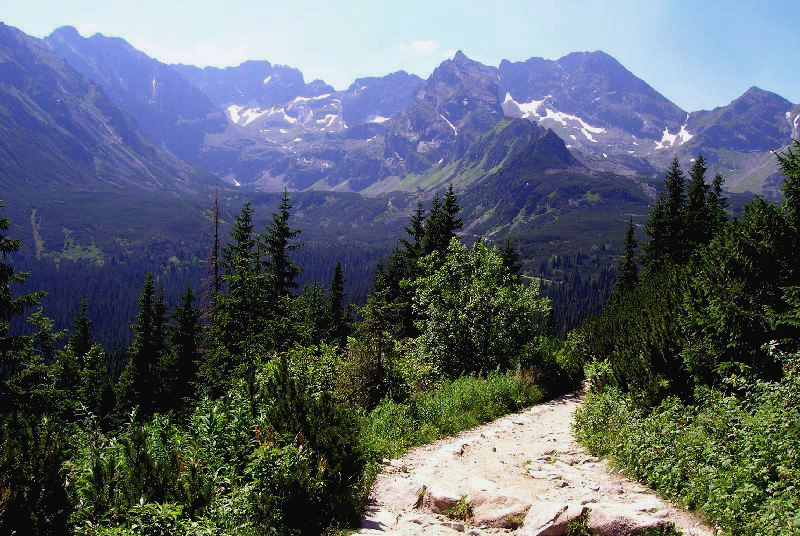
Dolina Gąsienicowa in der Tatra

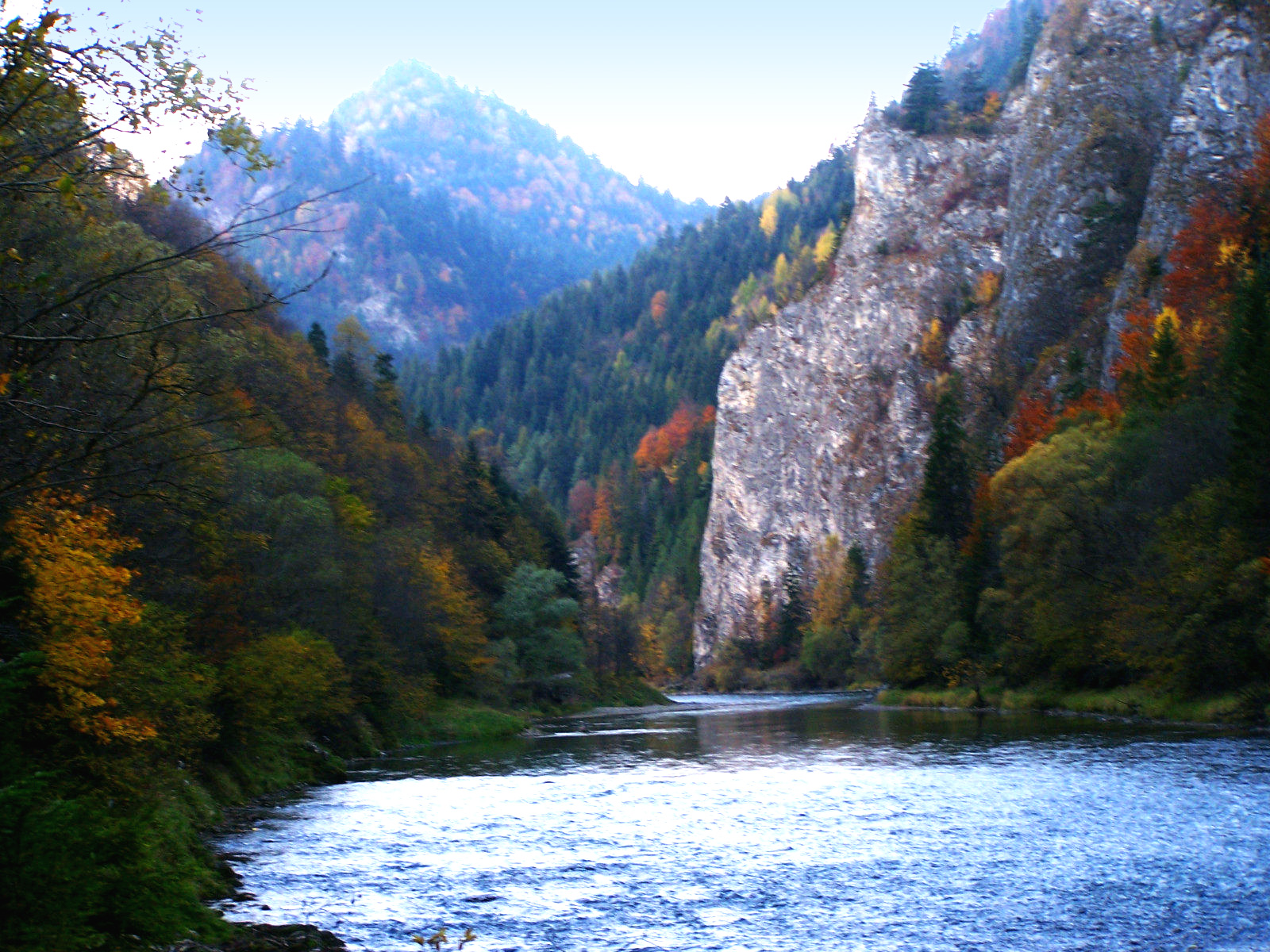
Dunajec

Der Tourismus in Polen ist einer der wichtigsten Wirtschaftszweige des Landes.
Für Touristen sind in Polen einerseits die Städte mit deren Kulturangebot, andererseits die unberührte Natur sehr attraktiv. Aber auch demjenigen, der seinen Urlaub sportlich aktiv verbringen möchte, bietet Polen viele Möglichkeiten, vor allem im Bereich des Wasser-, Landschafts- und Wintersports.
Erholungsgebiete und Kurorte finden sich im Süden und Norden Polens, in den Woiwodschaften Ermland-Masuren, Westpommern, Pommern, Kujawien-Pommern, Kleinpolen, dem Karpatenvorland und Niederschlesien. Wassersport kann man an der Ostsee, den Seenplatten und einigen Gebirgsflüssen, v. a. Dunajec, San, Poprad, Pilica, Glatzer Neiße, Bober und ihren Stauseen betreiben. Die Bergregionen Tatry, Beskiden, Krakau-Tschenstochauer Jura, Heiligkreuzgebirge, Sudeten mit dem Riesengebirge an erster Stelle laden zum Ski- und Wanderurlaub ein. Als Wintersporthauptstadt Polens gilt Zakopane.
Zu den bekanntesten kulturellen Ereignisse in Polen gehören Internationaler Chopin-Wettbewerb in Warschau, Warschauer Herbst und Sopot Festival. Die Kulturzentren in Polen sind unter anderem Warschau, Krakau, Posen, Breslau, Danzig, Łódź, Katowice, Lublin, Stettin und Toruń.
Im Travel and Tourism Competitiveness Report 2017 des World Economic Forum belegt Polen Platz 46 von 136 Ländern.

## Besucher
Im Jahr 2010 besuchten das Land vor allem Deutsche (25,86 Mio.), Tschechen (9,24 Mio.), Slowaken (6,01 Mio.), Ukrainer (5,03 Mio.) und Belarussen (3,09 Mio.).
Folgende Tabelle gibt Überblick über die Entwicklung der Anzahl der Ankünfte von internationalen Gästen seit dem Jahre 1995. Als internationale Gäste zählen alle Personen, die aus dem Ausland anreisen und mindestens einmal im Land übernachten. Angegeben sind zudem die getätigten Ausgaben dieser Gäste (gerechnet in US-Dollar).
| Jahr | Anzahl int. Gäste | Einnahmen       |
| ---- | ----------------- | --------------- |
| 1995 | 19.215.000        | 6,927 Mrd. USD  |
| 2000 | 17.400.000        | 6,128 Mrd. USD  |
| 2005 | 15.200.000        | 7,161 Mrd. USD  |
| 2010 | 12.470.000        | 10,037 Mrd. USD |
| 2011 | 13.350.000        | 11,649 Mrd. USD |
| 2012 | 14.840.000        | 11,888 Mrd. USD |
| 2013 | 15.800.000        | 12,432 Mrd. USD |
| 2014 | 16.000.000        | 12,924 Mrd. USD |
| 2015 | 16.728.000        | 11,355 Mrd. USD |
| 2016 | 17.471.000        | 12,052 Mrd. USD |
| 2017 | 18.258.000        | 14.083 Mrd. USD |

## Land
Polen liegt in Mitteleuropa. Das Gebiet Polens besteht aus fünf geografischen Räumen. Im Nordwesten befindet sich die von der Pommerschen bis zur Danziger Bucht reichende Ostseeküste, die durch zahlreiche Nehrungen, Binnengewässer und Dünen gekennzeichnet ist. Die weitgehend gerade verlaufende Küstenlinie wird durch das Stettiner- und das Frische Haff sowie die Putziger Wiek unterbrochen. Im Norden und der Mitte schließt sich das von der Eiszeit geformte Tiefland der mitteleuropäischen Ebene an, in dem vier große Seenplatten (Masurische Seenplatte, Kaschubische Seenplatte, Pommersche Seenplatte und Großpolnische Seenplatte) liegen, deren zahlreiche Gewässer in eine hügelige Moränenlandschaft eingebettet sind (vgl. Kaschubische Schweiz). Südlich des Tieflandes liegen die durch die Urstromtäler der großen Flüsse geprägten Landschaften Schlesiens und Masowiens. Insbesondere die Lubliner Region an der mittleren Weichsel mit ihren Lößböden ist stark durch Hohlwege gekennzeichnet. Südlich davon befinden sich die polnischen Mittelgebirge, der Krakau-Tschenstochauer Jura, das Heiligkreuzgebirge, die Beskiden, die Waldkarpaten und die Sudeten. Die höchste Erhebung, die Tatra, ist ein geologisch sehr vielseitiges Hochgebirge.

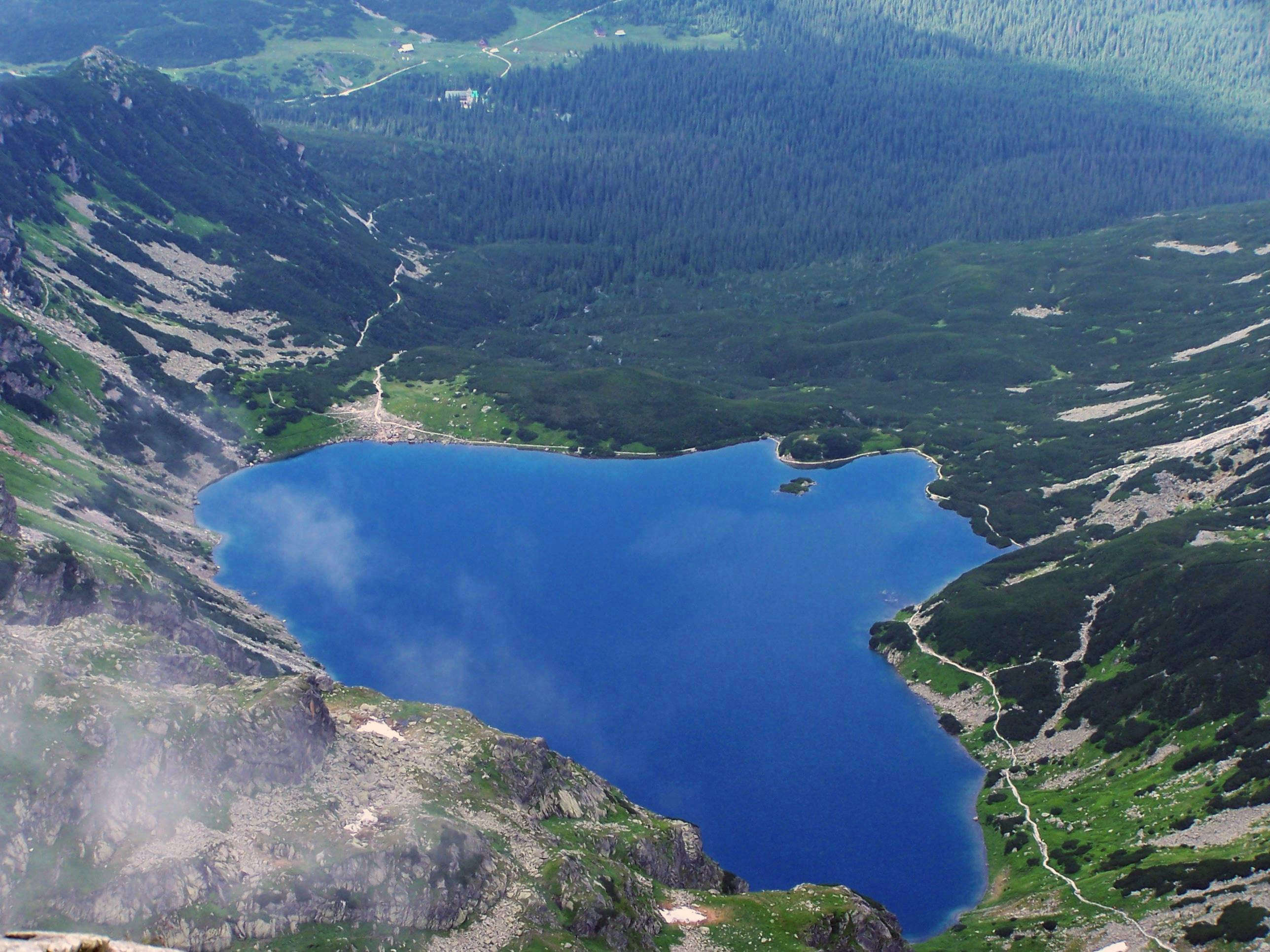
Czarny Staw Gąsienicowy in der Hohen Tatra (Małopolska)
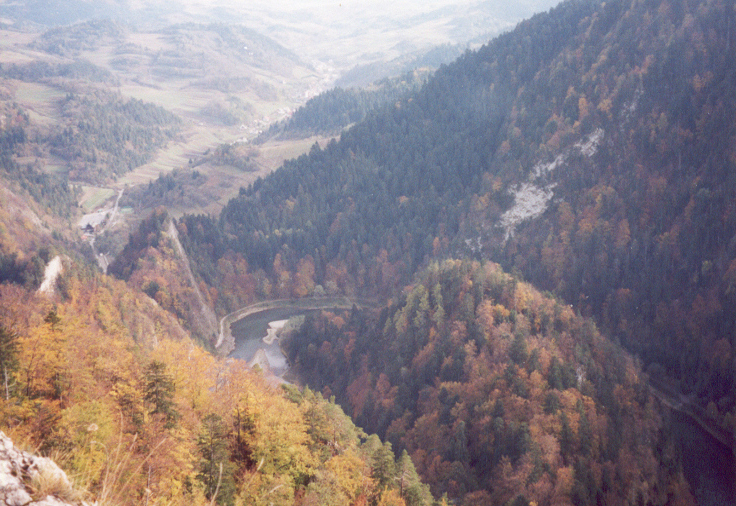
Dunajec von Sokolica (Małopolska)
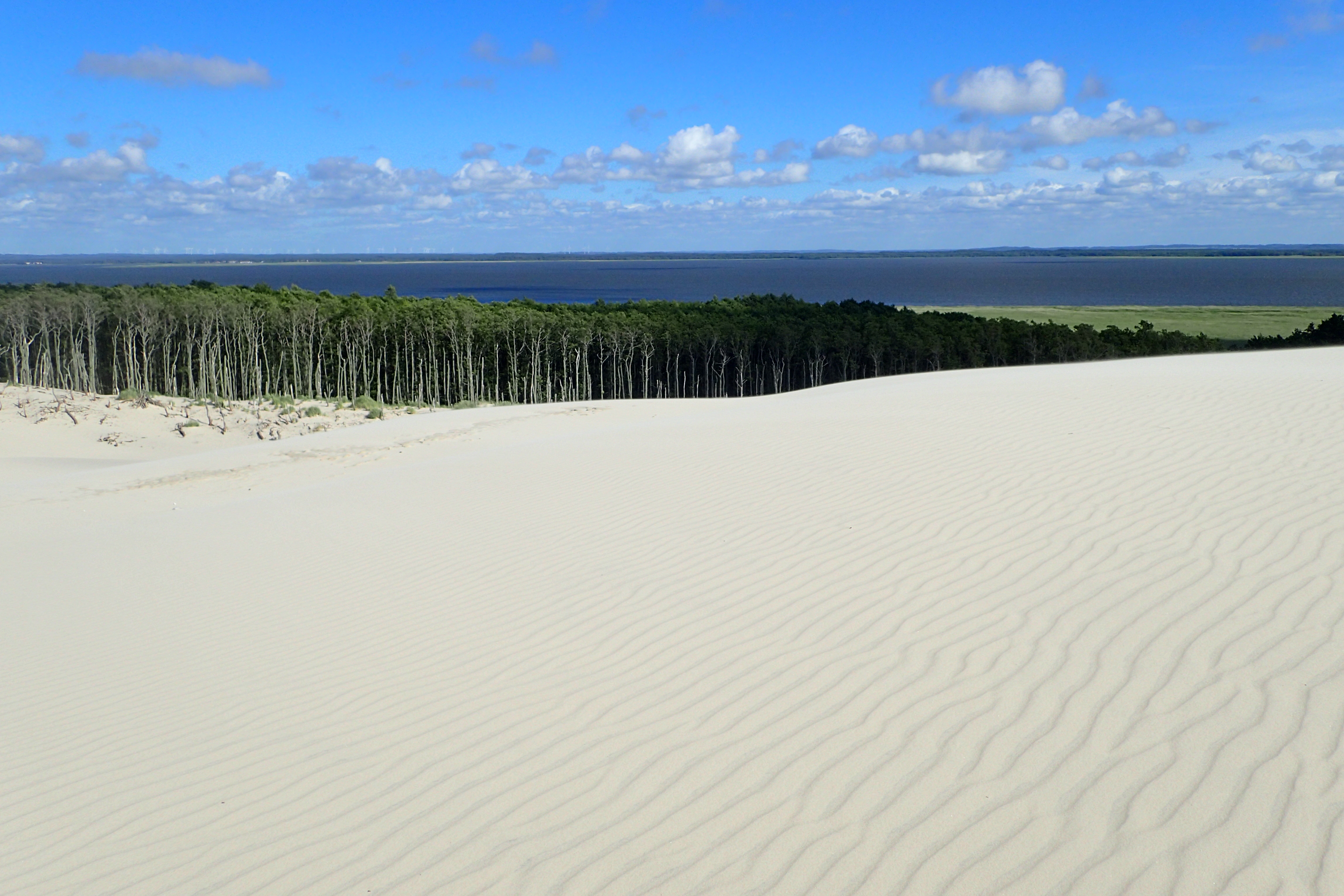
Dünen im Slowinzischen Nationalpark bei Łeba (Westpommern)
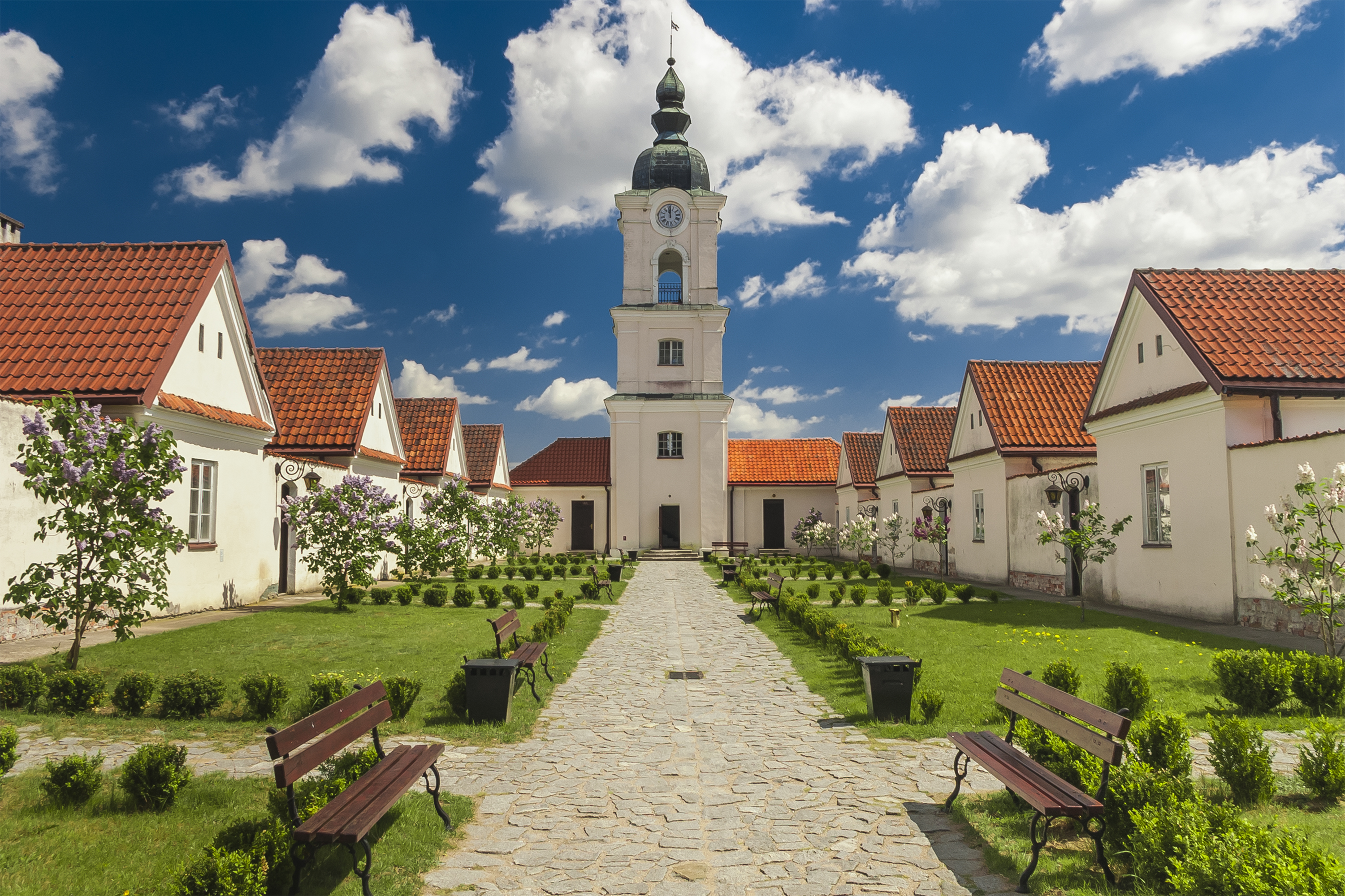
Kloster in Wigry (Podlachien)
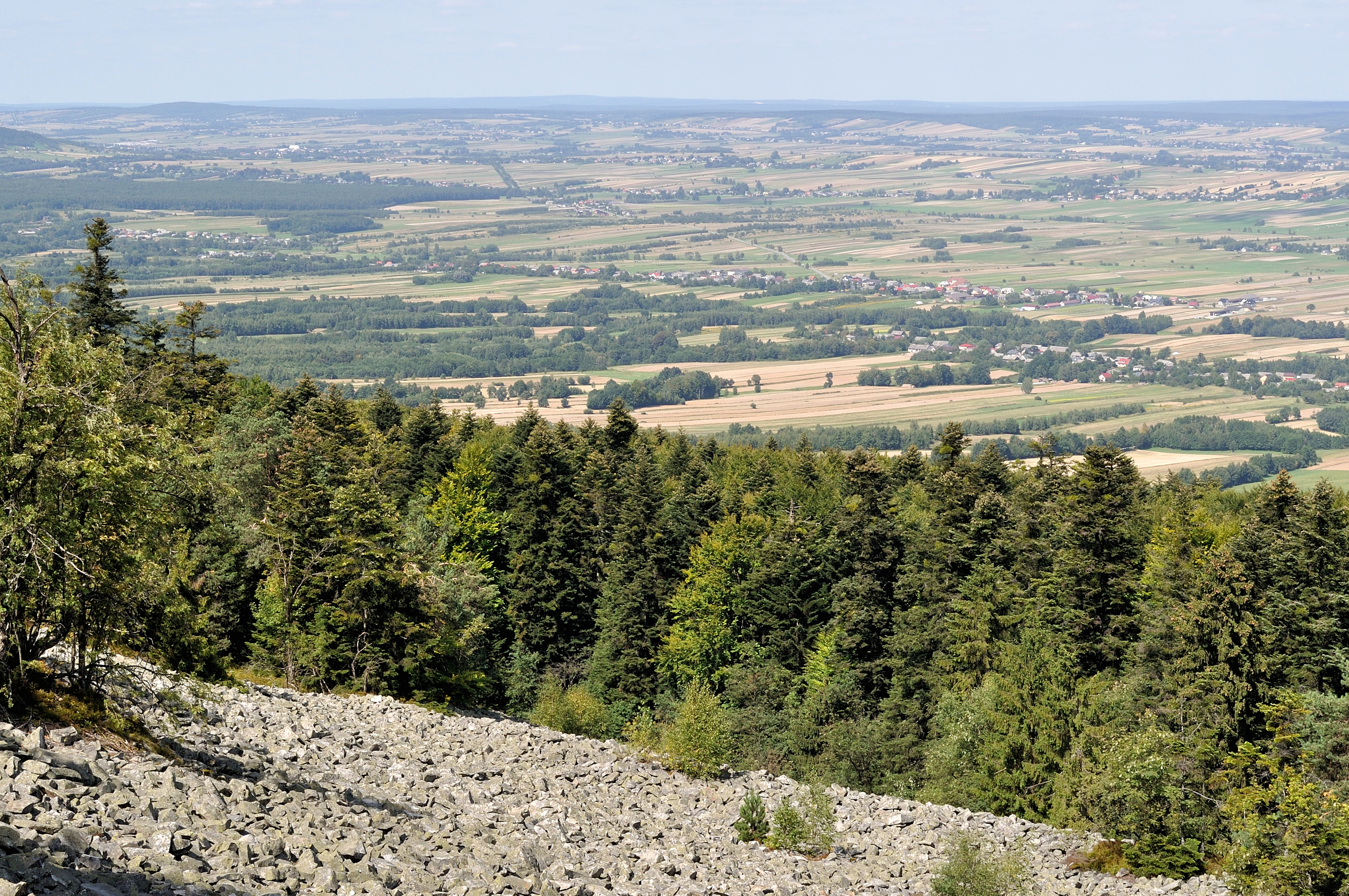
Heiligkreuzgebirge
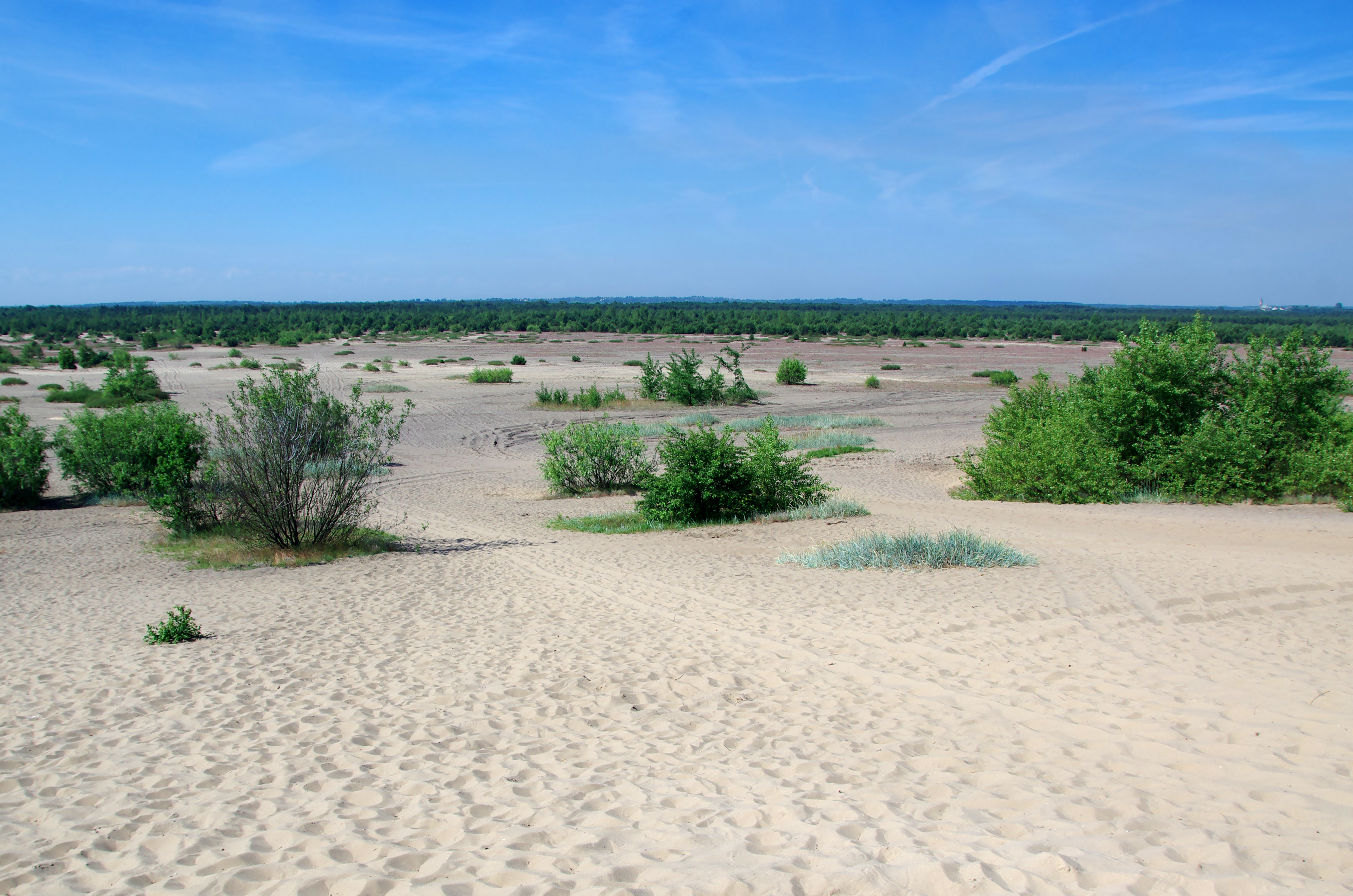
Błędów-Wüste

## Regionen
Polen ist in 16 Woiwodschaften gegliedert.

### Woiwodschaft Ermland-Masuren

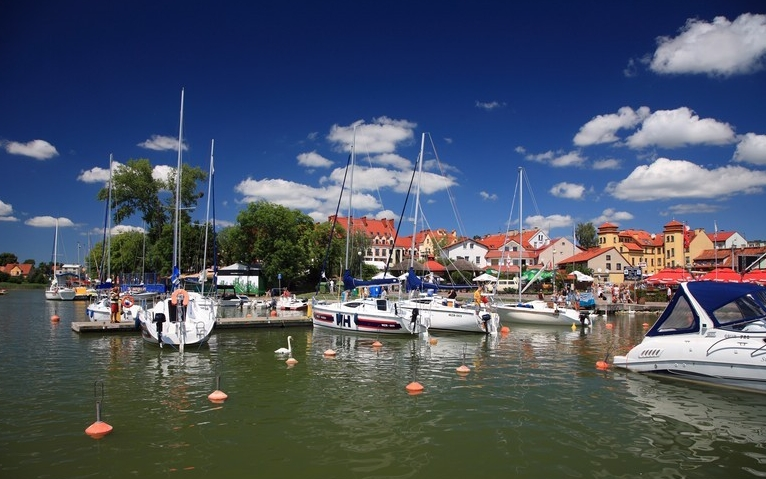
Mikołajki

Ermland-Masuren (Województwo warmińsko-mazurskie) – Region im Nordosten Polens, mit zahlreichen Seen und Kreuzritterburgen aus Backstein. Gilt als Zentrum des Wassersports in Polen, insbesondere die Gegend um die Großen Masurischen Seen. Die Kajakroute entlang der Krutynia oder Wyszka am Śniardwy gilt als eine der schönsten in Europa. Aber auch Wandern, Radfahren, Segelfliegen und Ballonfahrten sind sehr beliebt. Segel- und Motorboote können auf den Masurischen Wasserwegen von Angerburg bis Johannisburg fahren. Eine Verbindung zur Ostsee besteht noch nicht.
In der Region befindet sich der Flughafen Olsztyn-Mazury, es existieren Bahnverbindungen nach Warschau, Danzig, Toruń und Białystok und die Europastraße 77 durchquert das Gebiet.

### Woiwodschaft Großpolen

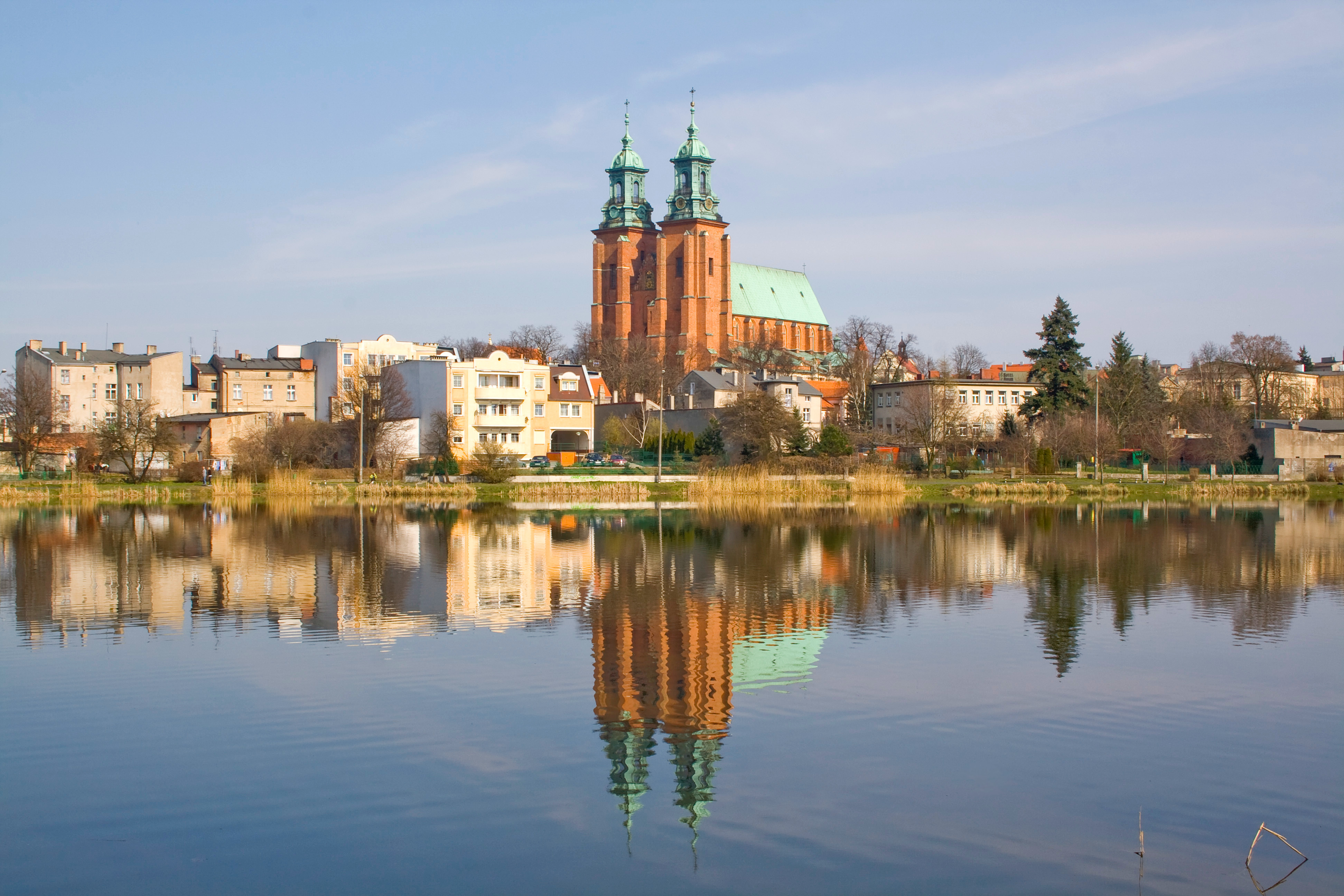
Erzkathedrale von Gniezno

Woiwodschaft Großpolen (Województwo wielkopolskie) – eine geschichtsträchtige Region um Posen, gilt als polnisches Kernland, mit Siedlungen aus der Bronzezeit und der Wiege des polnischen Staates um Gnesen, Kruszwica und Ostrów Lednicki. Es gibt viele Bauten aus der Romanik um Gnesen und viele barocke Paläste um Posen. In Licheń Stary steht eine der größten Kirchen der Welt – dem Petersdom in Rom nachempfunden. Die Großpolnische Seenplatte lädt zum Wassersport ein.
Die Region ist gut verbunden mit der Umgebung. Die Haupteisenbahnknotenpunkte sind Ostrów Wielkopolski, Piła, Krzyż Wielkopolski und Posen Hauptbahnhof, der hat die Hauptverbindungen unter anderem nach Warschau (Bahnstrecke Warszawa–Poznań), Berlin (Bahnstrecke Frankfurt (Oder)–Poznań), Stettin (Bahnstrecke Poznań–Szczecin), Toruń (Bahnstrecke Poznań–Toruń), Breslau, Katowice und Kołobrzeg. Die Hauptstraßen sind Europastraße 30, Europastraße 261 und Europastraße 67. Der Flughafen Posen-Ławica liegt innerhalb der Stadtgrenzen.

### Woiwodschaft Heiligkreuz

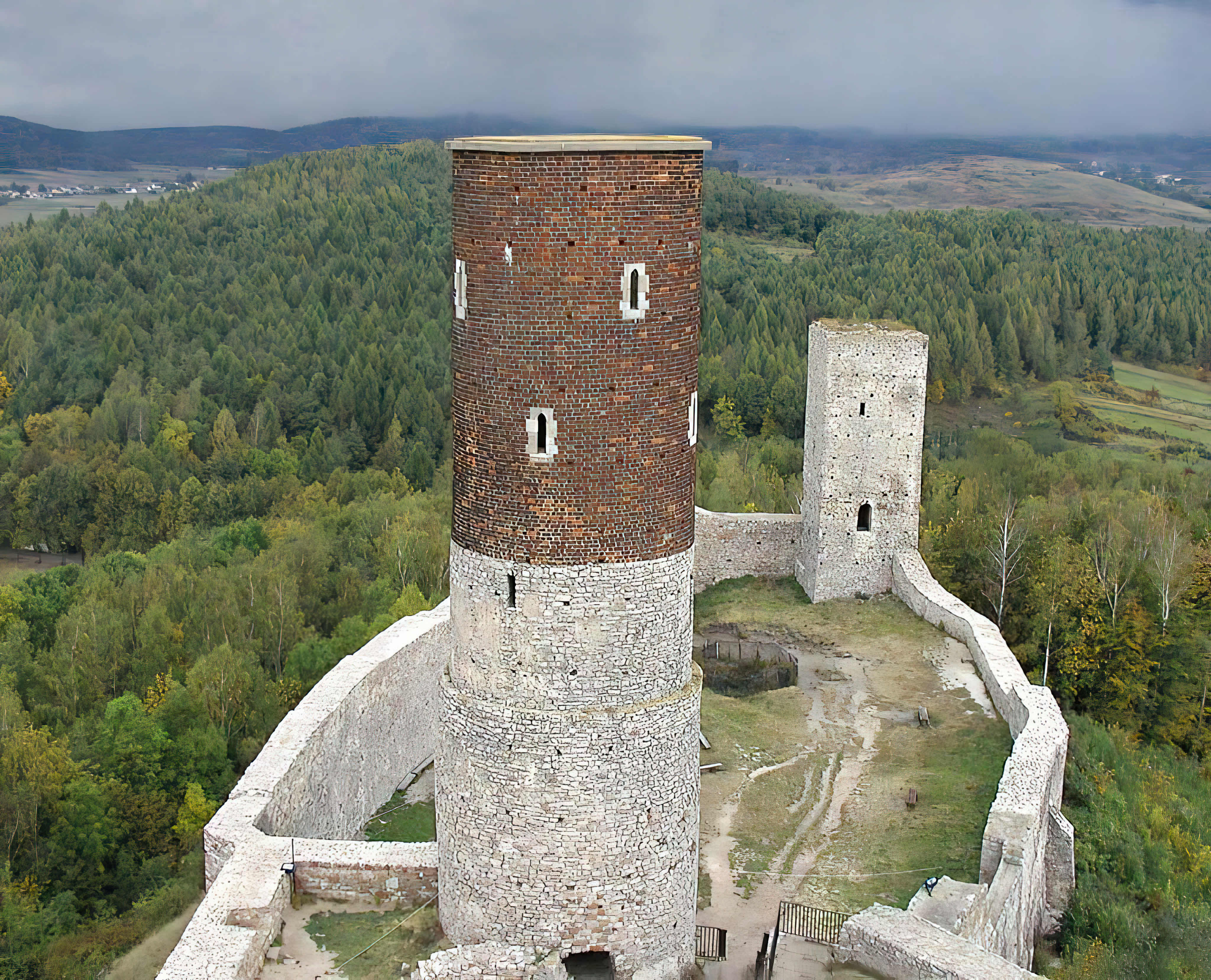
Burgruine aus dem 13./14. Jahrhundert in Chęciny

Woiwodschaft Heiligkreuz (Województwo świętokrzyskie) – Region um eines der ältesten Gebirge der Welt, das Heiligkreuzgebirge in südöstlichen Zentralpolen. In Ujazd steht eine der größten Burgruinen Europas – Krzyżtopór, und die Tropfsteinhöhle Raj gilt als die schönste in Polen. In Chęciny, in der Nähe von Kielce, liegt die Ruine der Burg aus dem 13./14. Jahrhundert. Sandomierz ist eine der schönsten mittelalterlichen Kleinstädte Mitteleuropas.
Die meisten Anschlüsse sind mit Warschau, Krakau, Łódź und Częstochowa.

### Woiwodschaft Karpatenvorland
Woiwodschaft Karpatenvorland (Województwo podkarpackie) – Region im äußersten Südosten Polens mit den "wilden" Gebirgen Bieszczady und Beskid Niski. Mit den menschenleeren Hochauen hat das Bieszczady-Gebirge einen besonderen Reiz. Hier lebt noch der Braunbär, der Wolf und der Luchs. Wassersport ist am von Bergen umgebenen Solina-Stausee möglich. Zahlreiche Renaissance-Paläste, allen voran in Łańcut, Baranów Sandomierski und Krasiczyn und schöne Renaissancestädte Przemyśl, Jarosław, Leżajsk.
Die Europastraße 40 führt in die Region aus dem Westen und Osten und Europastraße 371 – aus dem Norden und Süden. Rzeszów hat Flughafen Rzeszów-Jasionka und Bahnverbindungen, einschließlich aus Krakau und Warschau.

### Woiwodschaft Kleinpolen

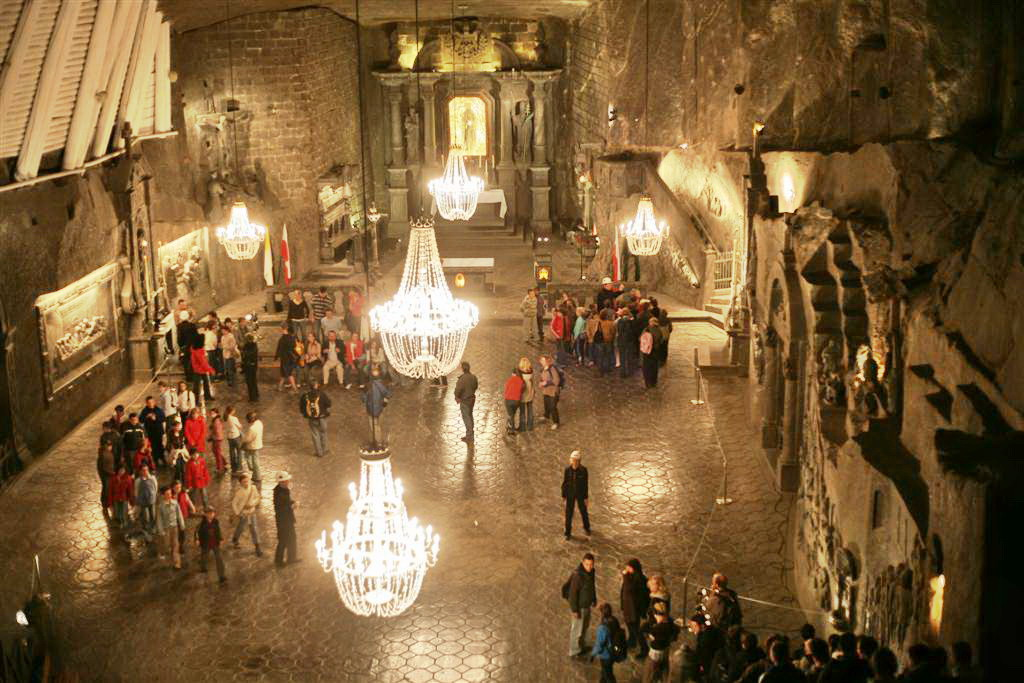
Salzbergwerk Wieliczka

Woiwodschaft Kleinpolen (Województwo małopolskie) – die wahrscheinlich schönste Region Polens, im Süden mit fünf Nationalparks und fünf Weltkulturerbestätten. Hier liegen die höchsten Gebirge, Hohe Tatra, Westliche Tatra, Gorce, Pieninen, Babia Góra, Beskiden und der Krakau-Tschenstochauer Jura. Die ehemalige Hauptstadt Krakau gilt als schönste Stadt Polens und war europäische Kulturhauptstadt 2000. Der Altstadtkomplex mit der Wawelanlage ist auf der Liste der Welterbestätten der UNESCO. Daneben gibt es zahlreiche Klöster, Burgen, Renaissanceschlösser und das Nachtleben Krakaus mit seinen zahlreichen Studentenkellern ist legendär.
Zakopane gilt als Wintersporthauptstadt Polens mit Après-Ski vom besten. Szczyrk, Żywiec, Zawoja, Krynica-Zdrój und Rabka-Zdrój sind weitere wichtige Skiorte. An den Stauseen bei Czorsztyn, Żywiec und Tarnów ist Wassersport möglich. Floss- und Kajaktouren im Dunajecdurchbruch in den Pieninen sind ein besonderes Erlebnis. Ein Muss ist auch das 800 Jahre alte Salzbergwerk Wieliczka.
Transportwege Europastraße 40, Europastraße 77 und Europastraße 75 (über Oberschlesien) führen zu Kleinpolen. Krakau hat eine gute Bahnverbindungen und Flüge von vielen europäischen Städten – Flughafen Johannes Paul II. Krakau-Balice.

### Woiwodschaft Kujawien-Pommern

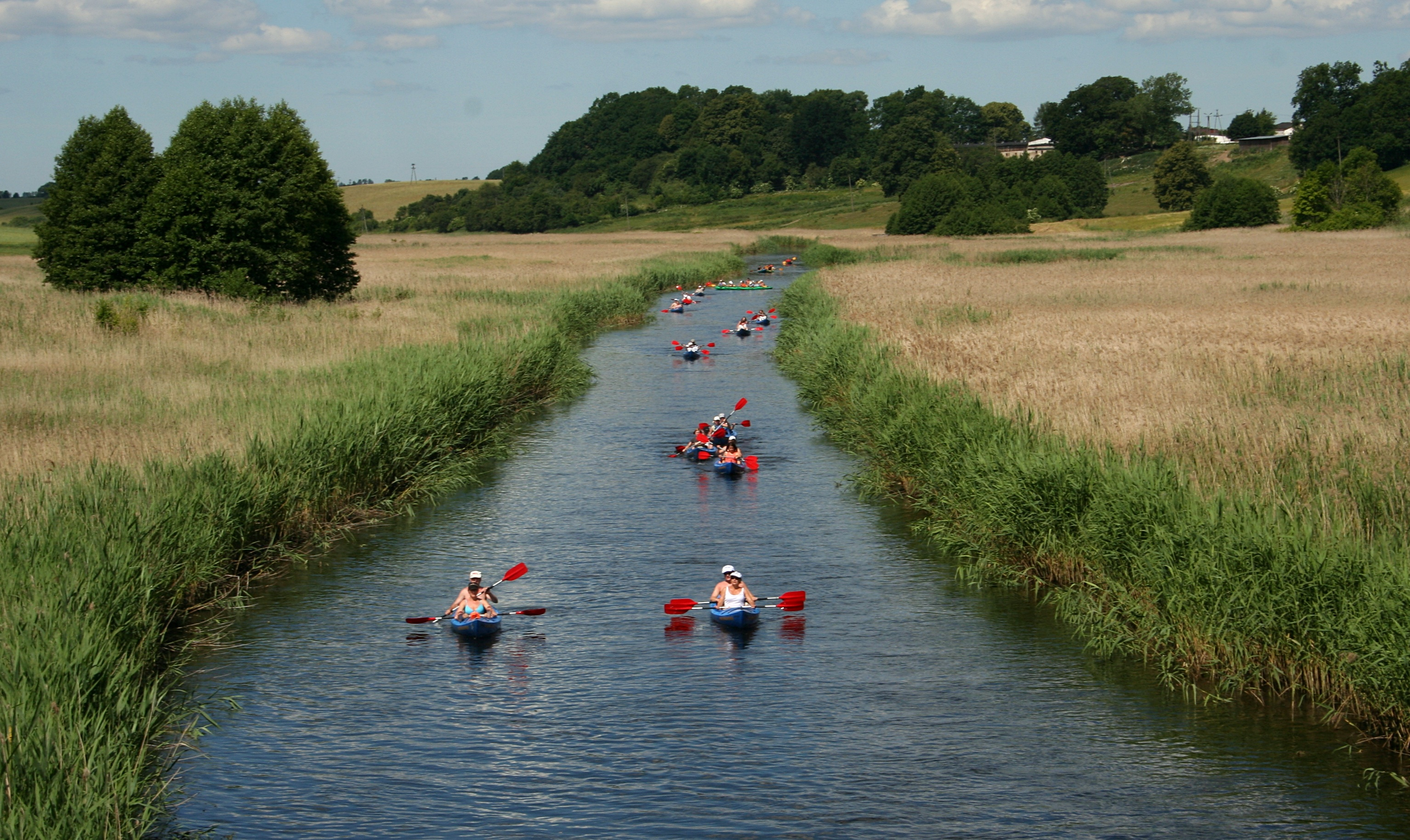
Kajaktour an der Brda

Woiwodschaft Kujawien-Pommern (Województwo kujawsko-pomorskie) – Region an der unteren Weichsel von der Backsteingotik geprägt. Toruń hat nach Krakau die meisten denkmalgeschützten Objekte in Polen. Beliebt ist die Kajaktour an der Brda. Włocławek und der Kurort Ciechocinek sind sehenswert. In Włocławek gibt es spezielle Trasse der Backsteingotik, breites Angebot der Museen und Stausee.
Die Region hat Ignacy-Jan-Paderewski-Flughafen Bydgoszcz und die Bahnverbindungen z. B. nach Posen, Piła, Warschau, Łódź, Olsztyn und Danzig. Die Haupteisenbahnknotenpunkte sind Bydgoszcz (Bahnhof Bydgoszcz Główna), Toruń und Inowrocław. Die Region liegt auf die Europastraße 75, Europastraße 261 und Landesstraße 10 – die Verbindungen mit Danzig, Łódź, Posen, Warschau und Stettin.

### Woiwodschaft Lebus

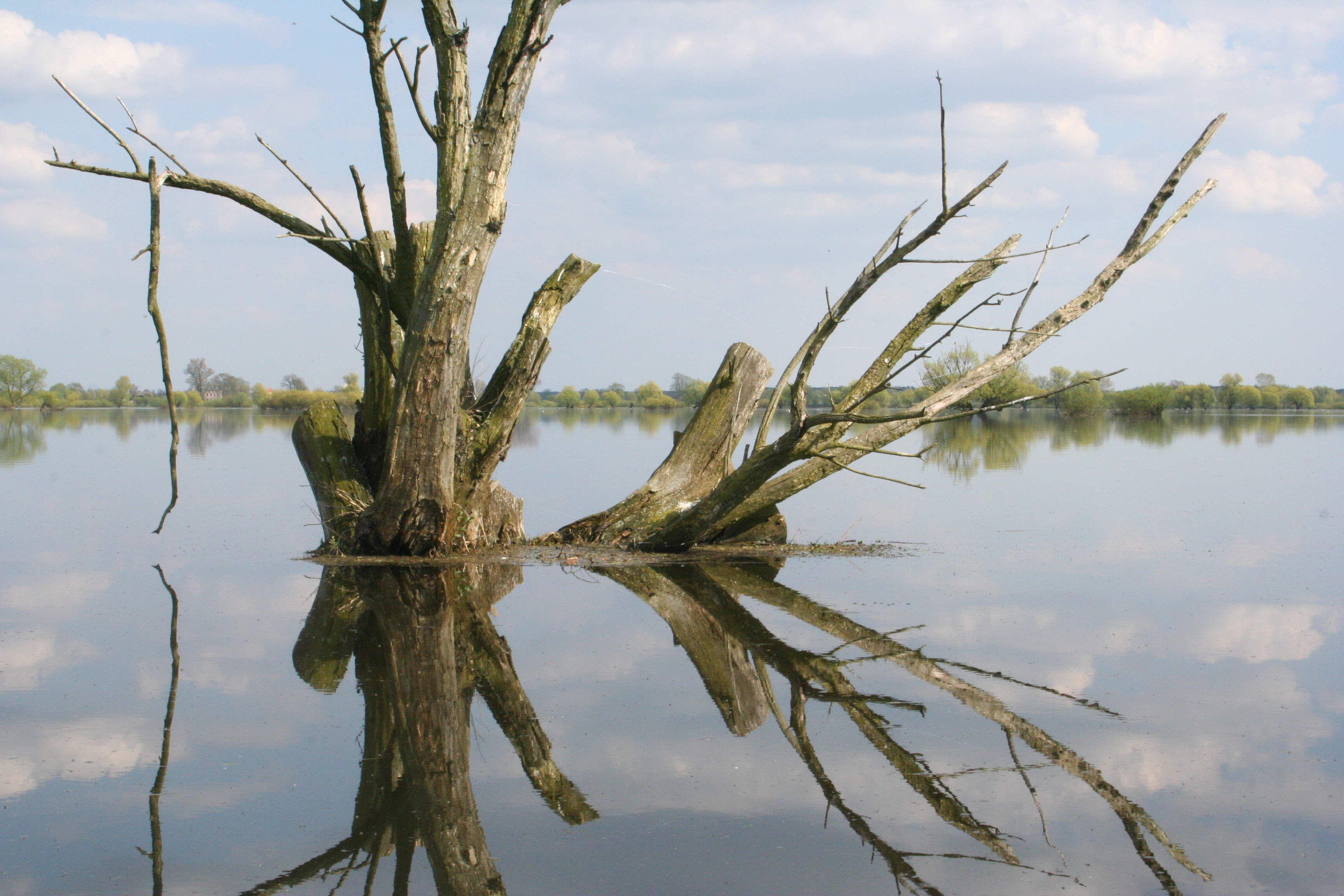
Nationalpark Warthemündung

Woiwodschaft Lebus (Województwo lubuskie) – Region an der mittleren Oder, an der Grenze zu Deutschland. Ein herausragendes Beispiel der deutsch-polnischen Versöhnung in dieser Gegend ist der Muskauer Park, der von der UNESCO zum Weltkulturerbe erhoben worden ist. Um Zielona Góra befindet sich zudem das größte Weinanbaugebiet in Polen.
Die Region verfügt über eine gute Verkehrsanbindung zu Berlin, Dresden, Stettin, Breslau, Posen und Warschau (z. B. Autobahn A2 (Europastraße 30) und Schnellstraße S3 (Europastraße 65)) und Bahnhof Rzepin – Kreuzungspunkt zweier wichtiger Hauptstrecken: Bahnstrecke Frankfurt (Oder)–Poznań und Bahnstrecke Wrocław–Szczecin. In Zielona Góra ist der Flughafen Zielona Góra-Babimost.

### Woiwodschaft Łódź
Woiwodschaft Łódź (Województwo łódzkie) – Region in Zentralpolen um die Sezessionsstadt Łódź. Łowicz gilt als Zentrum der polnischen Folklore.
Diese Region hat z. B. Autobahn A2, Autobahn A1 und Schnellstraße S8 und außerdem Władysław-Reymont-Flughafen Łódź. Die Haupteisenbahnknotenpunkte sind Łódź, Kutno, Łowicz und Koluszki. Haupteisenbahnlinien führen von Warschau über Skierniewice, Koluszki und Piotrków Trybunalski nach Katowice und Wien und von Warschau über Łowicz und Kutno nach Posen und Berlin.

### Woiwodschaft Lublin

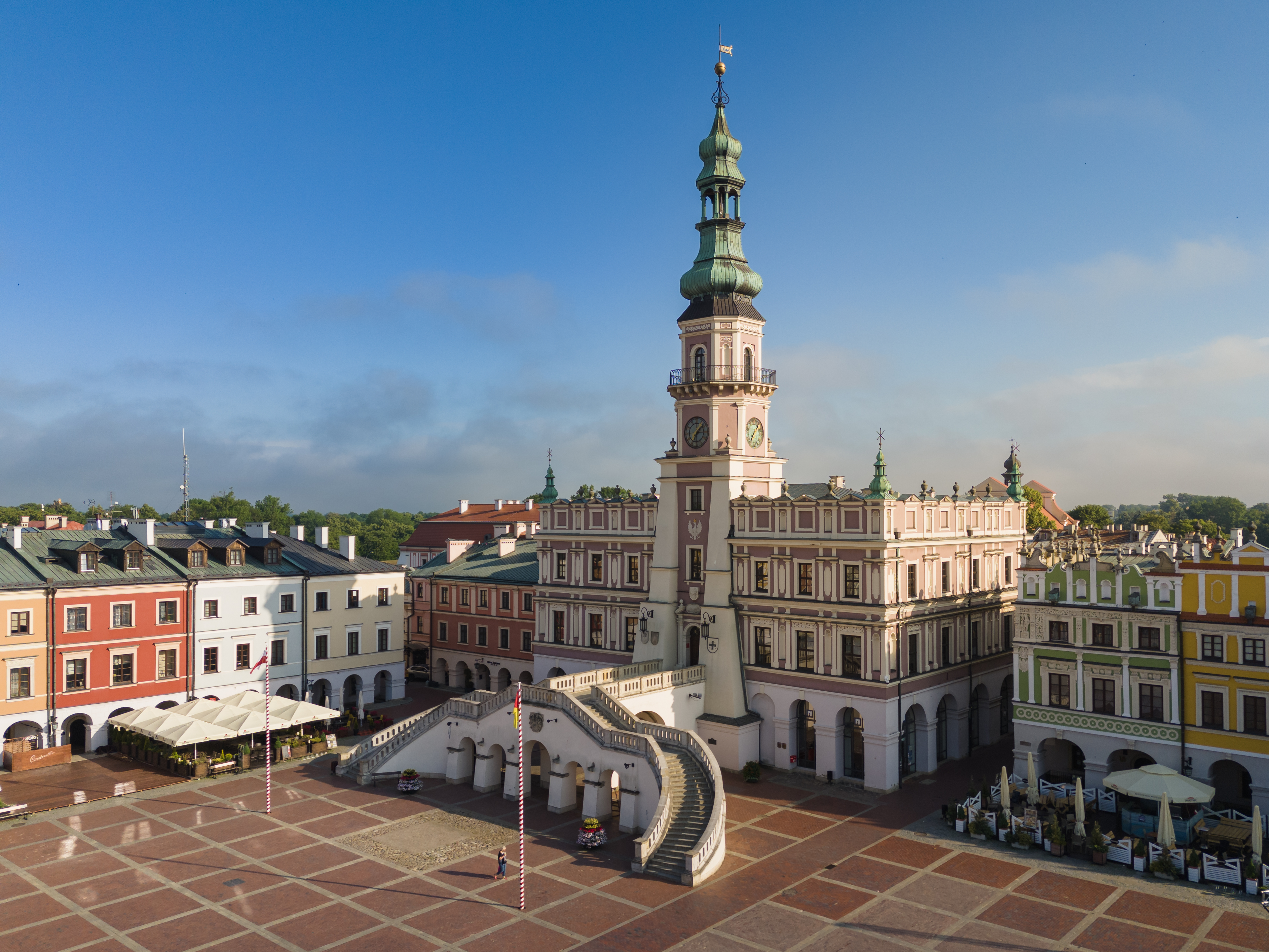
Zamość

Woiwodschaft Lublin (Województwo lubelskie) – Region im Osten Polens an der Grenze zur Ukraine und Belarus. Zahlreiche Renaissancestädte künden von dem Reichtum der polnisch-litauischen Adelsrepublik in der frühen Neuzeit, z. B. Kazimierz Dolny, Zamość, Lublin. Es gibt zahlreiche Spuren der jüdischen Kultur. Burgen und Burgruinen sind in Puławy, Kozłówka, Lublin, Kazimierz und Janowiec. Die Landschaft des Nationalpark Roztocze lädt zu langen Wanderungen an der Tanew ein.
Die Region hat Flughafen Lublin-Świdnik, die Bahnverbindungen z. B. nach Warschau, Radom, Siedlce, Przemyśl und Skarżysko-Kamienna und liegt auf die Europastraße 372 und Europastraße 373.

### Woiwodschaft Masowien

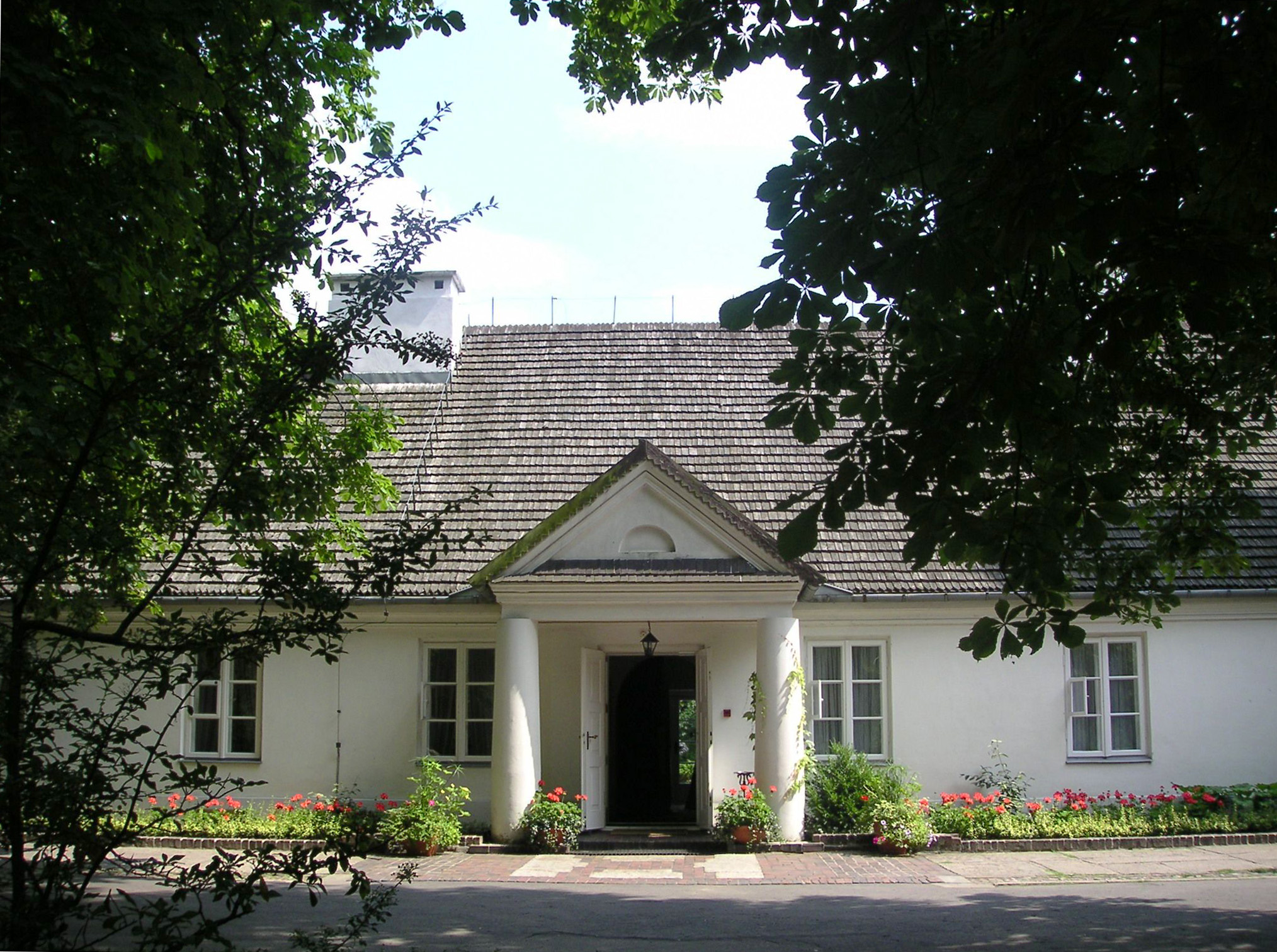
Geburtshaus von Fryderyk Chopin in Żelazowa Wola

Woiwodschaft Masowien (Województwo mazowieckie) – Region im Zentrum Polens, um Warschau – eine weite Landschaft die durch endlose Felder und Alleen mit Trauerweiden gekennzeichnet ist, die Chopins Musik prägte, mit zahlreichen typischen Herrensitzen polnischer Adeliger aus dem 18. Jahrhundert und romantischen Landschaftsparks in Arkadia und Nieborów, Wassersportmöglichkeiten am Zegrze-Stausee bei Warschau und an der Narew, mit zahlreichen Barock- und Klassizismuspalästen und Gärten in Warschau als auch mit modernen Architektur in der Hauptstadt, die als eine der höchsten Städte Europas gilt, und Nachtleben in Warschau.
Die bequeme Transportmittel sind:
- Flugzeug nach Warschau – Chopin-Flughafen Warschau und Flughafen Warschau-Modlin,
- Zug von Berlin nach Warschau (Bahnstrecke Warszawa–Poznań) und von Wien nach Warschau (über Katowice oder Krakau),
- Mit dem Auto – Europastraße 30 oder Europastraße 75 und weiter von Piotrków Trybunalski oder von Breslau – Europastraße 67.

Die anderen Haupteisenbahnlinien führen von Warschau nach Danzig, Białystok, Lublin, Terespol (und weiter Brest, Minsk und Moskau) und nach Krakau über Włoszczowa oder Radom und Kielce. Europastraßen 30, 67, 77 und 372 schneiden sich in Warschau. Die anderen Hauptwege sind Landesstraße 12 von Łęknica über Leszno, Kalisz, Piotrków Trybunalski, Radom und Lublin nach Ukraine und Landesstraße 10 von Płońsk bei Warschau über Toruń, Bydgoszcz und Piła nach Stettin.

### Woiwodschaft Niederschlesien

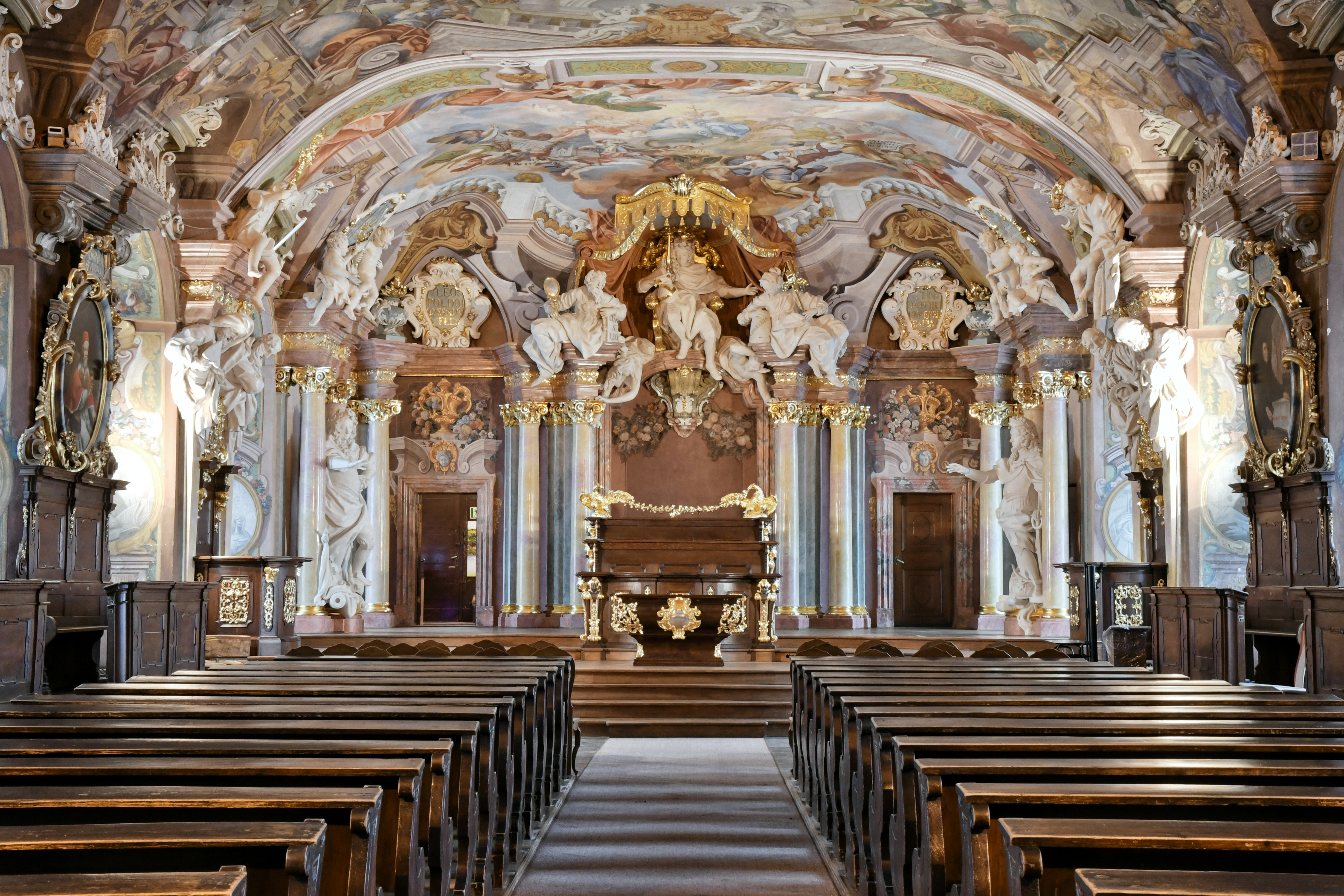
Aula Leopoldina, Universität Breslau

Woiwodschaft Niederschlesien (Województwo dolnośląskie) – Region im Südwesten Polens mit dem Hauptkamm der Sudeten (Riesengebirge, Isergebirge, Glatzer Schneegebirge, Heuscheuergebirge) und zahlreichen Barockbauten. Von Deutschland gut zu erreichen sind die Skiorte Karpacz und Szklarska Poręba im Riesengebirge. Breslau hat ein interessantes Nachtleben und zahlreiche Sehenswürdigkeiten in der Altstadt, viele Schlösser, Klöster, Burgen, Forts und Ruinen entlang der Oder.
Von Deutschland nach Breslau führen Autobahn A4 (Europastraße 40) und Autobahn A18 (Europastraße 36). Die anderen wichtigsten Wege sind Europastraße 65, Europastraße 67 und Europastraße 261. Der Haupteisenbahnknotenpunkt ist Bahnhof Wrocław Główny mit Verbindungen z. B. nach Zielona Góra, Rzepin, Kostrzyn nad Odrą und Stettin (Bahnstrecke Wrocław–Szczecin), Jelenia Góra, Wałbrzych (Bahnstrecke Wrocław–Wałbrzych), Kłodzko und Międzylesie (Bahnstrecke Wrocław–Międzylesie), Legnica, Węgliniec, Posen, Kalisz, Warschau, Kluczbork, Oppeln und Katowice. Die Eisenbahnknotenpunkte bei deutsch-polnische Grenze sind Bahnhof Węgliniec und Bahnhof Lubań Śląski. In Breslau ist Nikolaus-Kopernikus-Flughafen Breslau.

### Woiwodschaft Opole
Woiwodschaft Opole (Województwo opolskie) – Region im Süden Polens an der Oder mit zahlreichen hölzernen Schrotkirchen und historischen Städtchen.
Die Region liegt auf die Europastraße 40. Die Haupteisenbahnknotenpunkt ist Bahnhof Opole Główne mit Verbindungen z. B. nach Breslau, Kluczbork, Posen, Lubliniec, Częstochowa, Katowice, Kędzierzyn-Koźle und Kłodzko.

### Woiwodschaft Podlachien

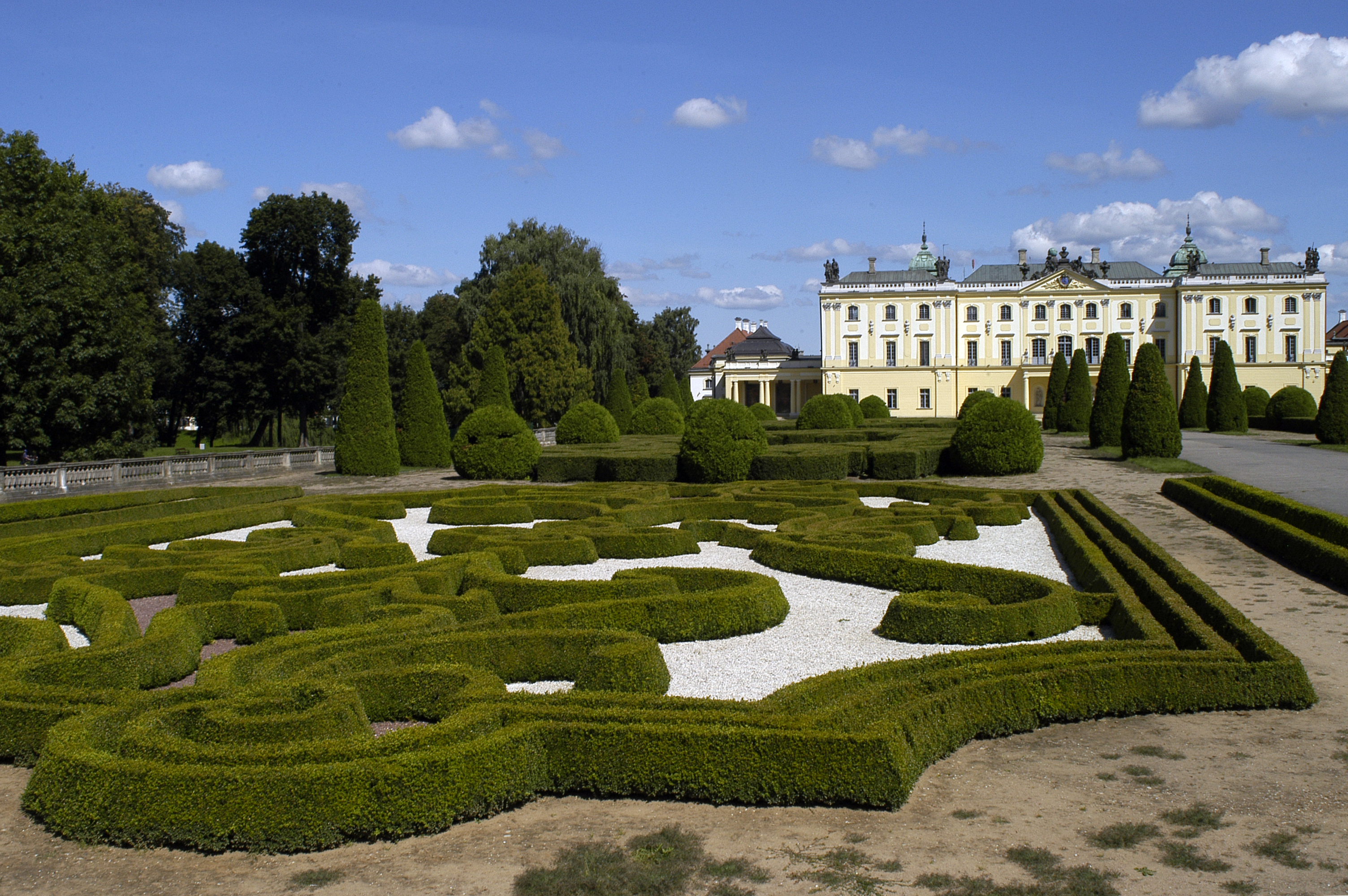
Branicki-Palast in Białystok

Woiwodschaft Podlachien (Województwo podlaskie) – der "wilde Osten" Polens, mit dem letzten Urwald Mitteleuropas. Hier leben die letzten Wisente in Europa in freier Wildbahn. Elche, Wölfe und Braunbären sind auch anzutreffen. Zahlreiche Zeugnisse jüdischer Kultur und des Reichtums der polnischen Magnaten. Der Branicki-Palast in Białystok gilt als polnisches Versailles. Die Renaissance-Synagoge in Tykocin gilt als die schönste in Europa. Hier leben auch die polnischen Muslime – die Tataren zusammen mit orthodoxen und katholischen Polen. In Supraśl steht die wahrscheinlich schönste orthodoxe Kirche Polens. Die Kajakroute entlang der Czarna Hańcza zählt zu den attraktivsten in Polen. Um den Seekomplex Wigry im äußersten Nordosten Polens gibt es exzellente Wassersportmöglichkeiten. Der hierzu gehörende See Hańcza ist mit über 100 m der tiefste in Polen und dem gesamten nordeuropäischen Tiefland von Frankreich bis Estland.
Die Region hat die Bahnverbindungen nach Warschau und liegt auf die Europastraße 67 von Prag, Breslau und Warschau nach Litauen, Lettland, Estland und Finnland.

### Woiwodschaft Pommern

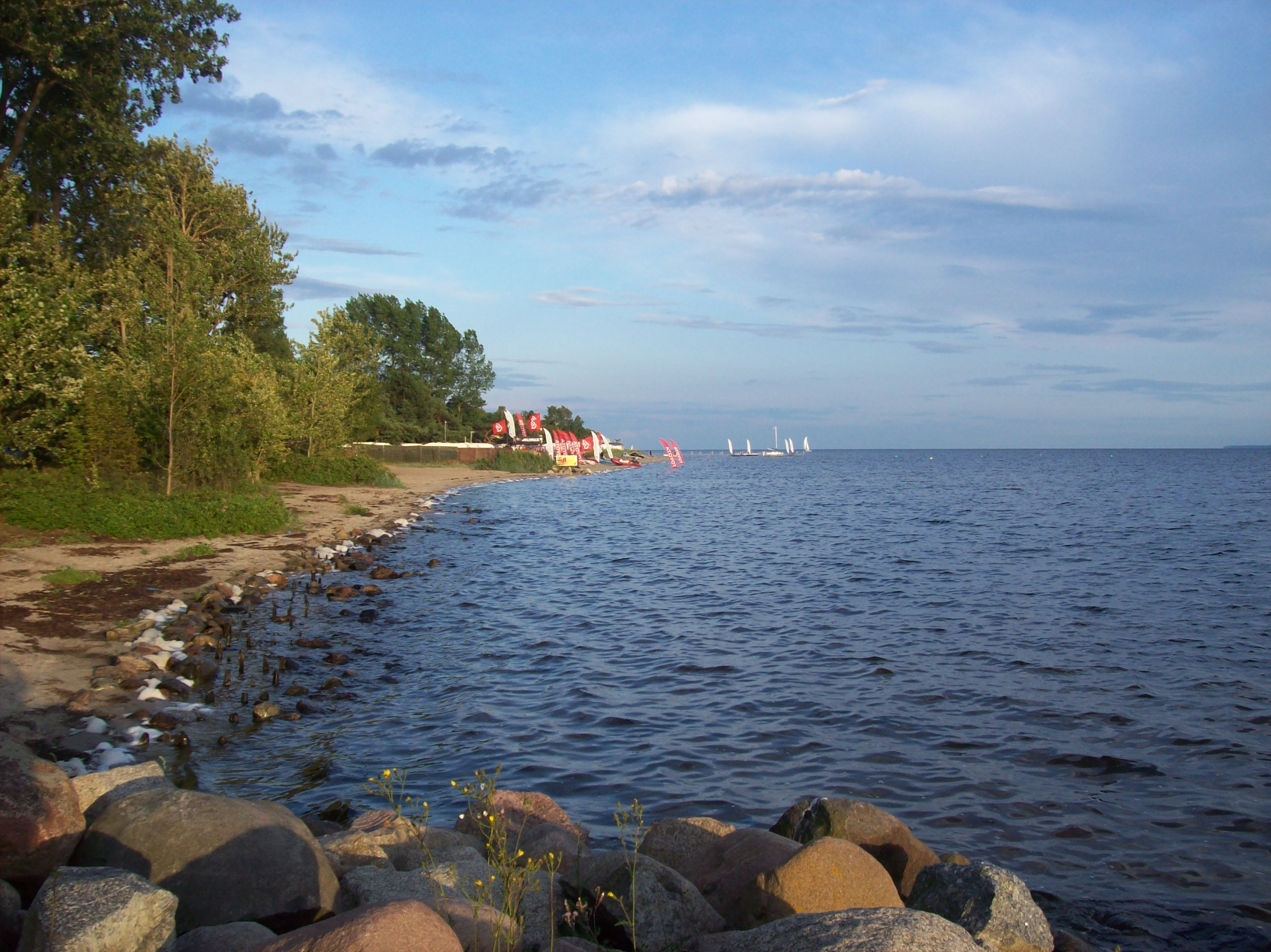
Halbinsel Hel

Woiwodschaft Pommern (Województwo pomorskie) – Region im Norden Polens – nach Kleinpolen, die wohl schönste Woiwodschaft Polens um die Dreistadt – Danzig, Sopot und Gdingen, mit endlosen Sandstränden an der Ostseeküste, mit dem wüstenartigen Sandmeer von Dünen im Slowinzischen Nationalpark, mit Danzig als manieristisches Tor Polens, mit zahlreichen Kreuzritterburgen, mit der Ordensburg Marienburg an der Nogat als größter Burg der Welt und mit Seenplatten in der Kaschubischen Schweiz. Wassersportmöglichkeiten (Surfen, Wracktauchen, Segeln) sind an der Danziger Bucht, insbesondere auf der Halbinsel Hel vorhanden.
Danzig und Gdynia haben gute Bahnverbindungen mit Warschau, Posen, Stettin und Olsztyn. Europastraße 28 über Stettin und Europastraße 75 über Łódź führen nach Danzig. Danzig und Gdynia haben Verbindungen nach Schweden und Finnland durch die Ostsee. In Danzig ist Flughafen Danzig-Lech Wałęsa.

### Woiwodschaft Schlesien

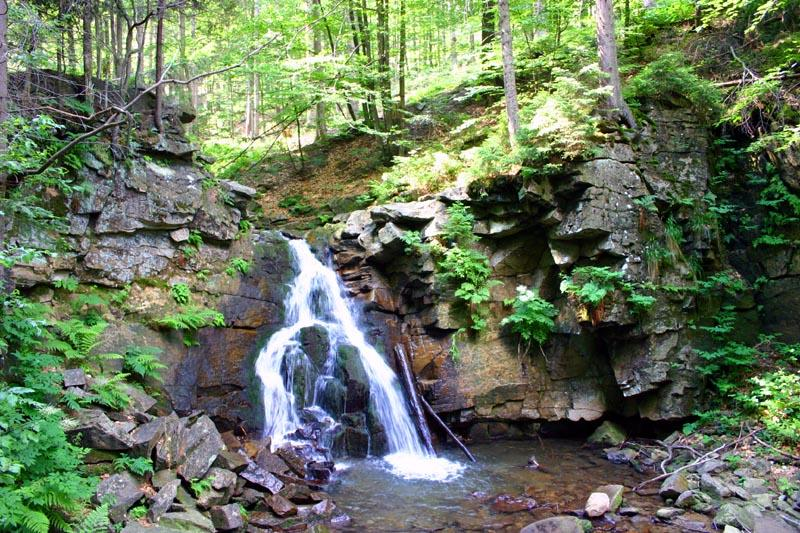
Barania Góra

Woiwodschaft Schlesien (Województwo śląskie) – Region im Süden Polens – bevölkerungsreichster Ballungsraum um Kattowitz mit reichem Kulturangebot, Wintersportmöglichkeiten in den Schlesischen Beskiden in Ustroń und Wisła und dem Jura mit seinen zahlreichen Burgen. Die Burgruine Ogrodzieniec gilt als eine der schönsten in Europa. Wichtigster Wallfahrtsort ist das barocke Kloster auf dem Hellen Berg (Jasna Góra) in Tschenstochau mit der Schwarzen Madonna, einer der größten in Europa.
Die Region hat den Flughafen Katowice und ist auf Schiene und Straße gut verbunden mit:
- Warschau – Bahnstrecke Warszawa–Katowice und Europastraße 75 nach Piotrków Trybunalski und weiter Europastraße 67,
- Łódź – Warschau-Wiener Eisenbahn über Koluszki und Europastraße 75,
- Breslau – Hauptbahnstrecke Breslau–Kosel–Myslowitz (Oberschlesische Eisenbahn) und Europastraße 40,
- Krakau – Bahnstrecke Dąbrowa Górnicza Ząbkowice–Kraków und Europastraße 40,
- Kielce – Bahnstrecke Warszawa–Katowice von Częstochowa,
- Bratislava – Europastraße 75.

### Woiwodschaft Westpommern

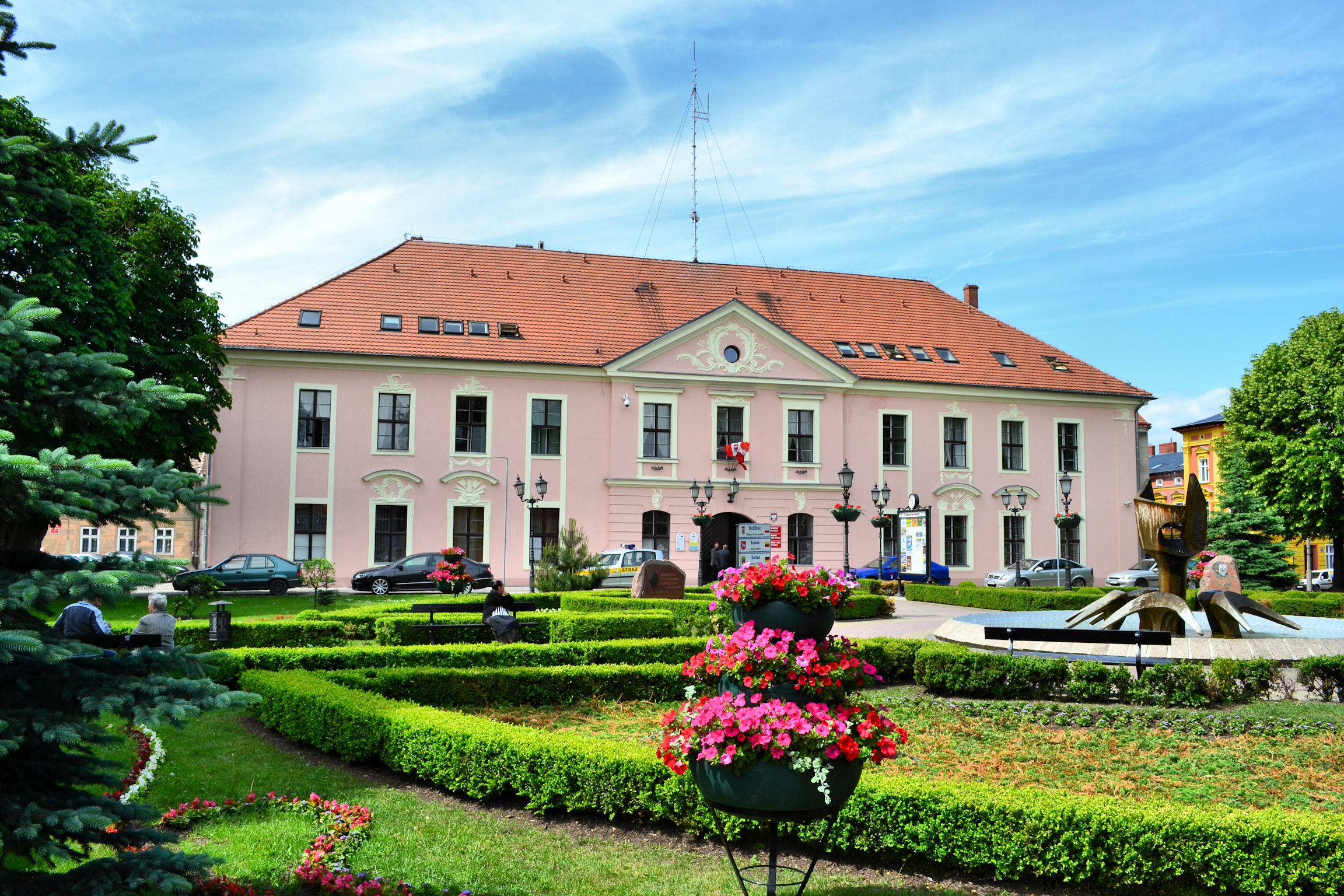
Rathaus in Myślibórz

Woiwodschaft Westpommern (Województwo zachodniopomorskie) – Region im Nordwesten Polens an der Ostsee, mit zahlreichen Wassersportmöglichkeiten an der Küste, Stettiner Haff und der Pommerschen Seenplatte. Die Kajakroute entlang der Drawa ist sehr abwechslungsreich. Die schönsten Strände finden sich auf den Inseln Wolin und Usedom (Międzyzdroje, Świnoujście) und bei Kołobrzeg. Nahe der deutsch-polnischen Grenze liegt der Nationalpark Wolin.
Stettin bietet ein vielfältiges Kulturprogramm, z. B. im Schloss der Pommerschen Herzöge. Deutsch-polnische Kulturveranstaltungen werden in diversen Grenzorten organisiert – etwa in Stettin, Świnoujście, Police, Gryfino und Nowe Warpno. Einige Städte in Westpommern gehören zur Europäischen Route der Backsteingotik.
Das Klima ist durch milde Winter gekennzeichnet. Die größte Anzahl von Hotels gibt es an der Ostseeküste, einschließlich Koszalin und Umgebung, sowie in Stettin. Erreichbar sind Stettin und Świnoujście über die Bundesautobahn 11 von Berlin (Europastraße 28) und die Bundesautobahn 20 von Lübeck/Rostock. Der Stettiner Hauptbahnhof (Szczecin Główny) bietet Bahnverbindungen nach Posen (Bahnstrecke Poznań–Szczecin), Breslau (Bahnstrecke Wrocław–Szczecin), Berlin (Bahnstrecke Berlin–Szczecin), Pasewalk (Bahnstrecke Bützow–Szczecin), Police und Trzebież (Bahnstrecke Szczecin–Trzebież Szczeciński), Świnoujście (Bahnstrecke Szczecin Dąbie–Świnoujście), Kołobrzeg (Bahnstrecke Koszalin–Goleniów) und Danzig (Bahnstrecke Stargard Szczeciński–Gdańsk). Świnoujście (Europastraße 65) und Kołobrzeg bieten Fährverbindungen nach Schweden und Dänemark. Der Flughafen Stettin-Goleniów liegt nahe Stettin am Rande von Goleniów.

## Städte
Das Kulturangebot in den polnischen Metropolen ist abwechslungsreich und auch für den weniger betuchten Besucher erschwinglich.
Viele Städte, die im Zweiten Weltkrieg zerstört wurden, wurden von den polnischen Restauratoren mustergültig wieder aufgebaut. Hierzu zählen vor allem Warschau, Posen, Breslau und Danzig. Die ehemalige Königsstadt Krakau wird oft als schönste Stadt Polens angesehen, sie wurde 2005 von etwa 12 Mio. Touristen besucht.
Die Kneipenkultur und das Nachtleben ist insbesondere in den großen Studentenstädten Krakau, Warschau, Breslau und Posen sehr attraktiv für junge Gäste.
Die verschiedensten Möglichkeiten zu Zeit verbringen sind angeboten in den größten Städten und in diesen Städten, die liegen an besonderen Plätzen, wie beispielsweise in Świnoujście, Kołobrzeg und Sopot am Meer oder Karpacz, Zakopane und Krynica-Zdrój in den Bergen.

### Warschau
Warschau – Hauptstadt mit einer Altstadt, welche als Weltkulturerbe der UNESCO ausgezeichnet wurde, mit zahlreichen barocken und klassizistischen Schlössern, Palästen, Gärten und Parkanlagen. Eine moderne Skyline erstreckt sich im Zentrum der Stadt.

### Krakau

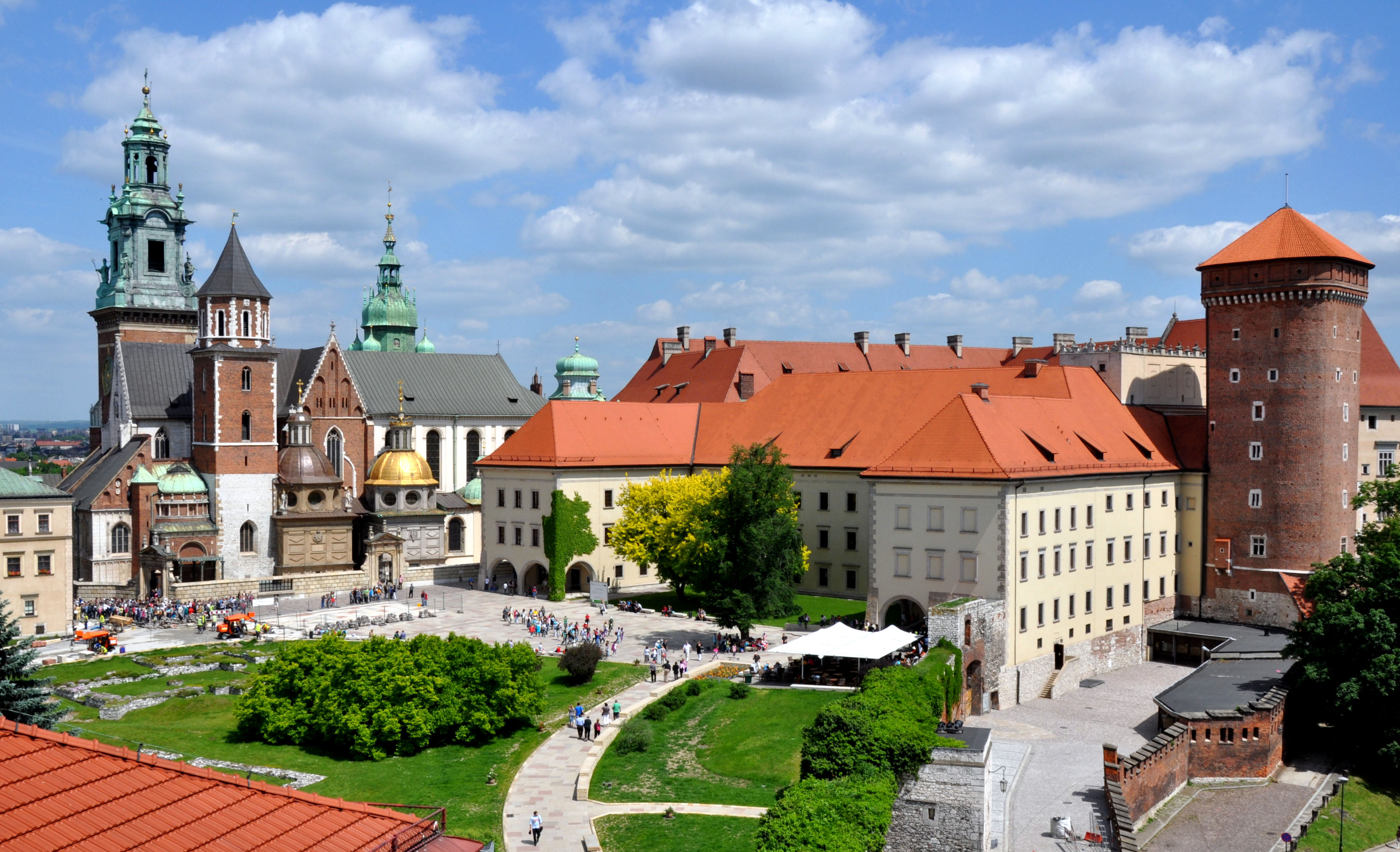
Wawel

Krakau – ehemalige Hauptstadt, mit zahlreichen Baudenkmälern aus Romanik, Gotik, Renaissance und Barock. Besondere Beachtung verdient der Wawel, das ehemalige Königsburg mit Kathedrale, das über der Stadt thront. Die Altstadt ist um den größten mittelalterlichen Marktplatz der Welt entstanden und zählt zu den Welterbestätten der UNESCO.

### Breslau

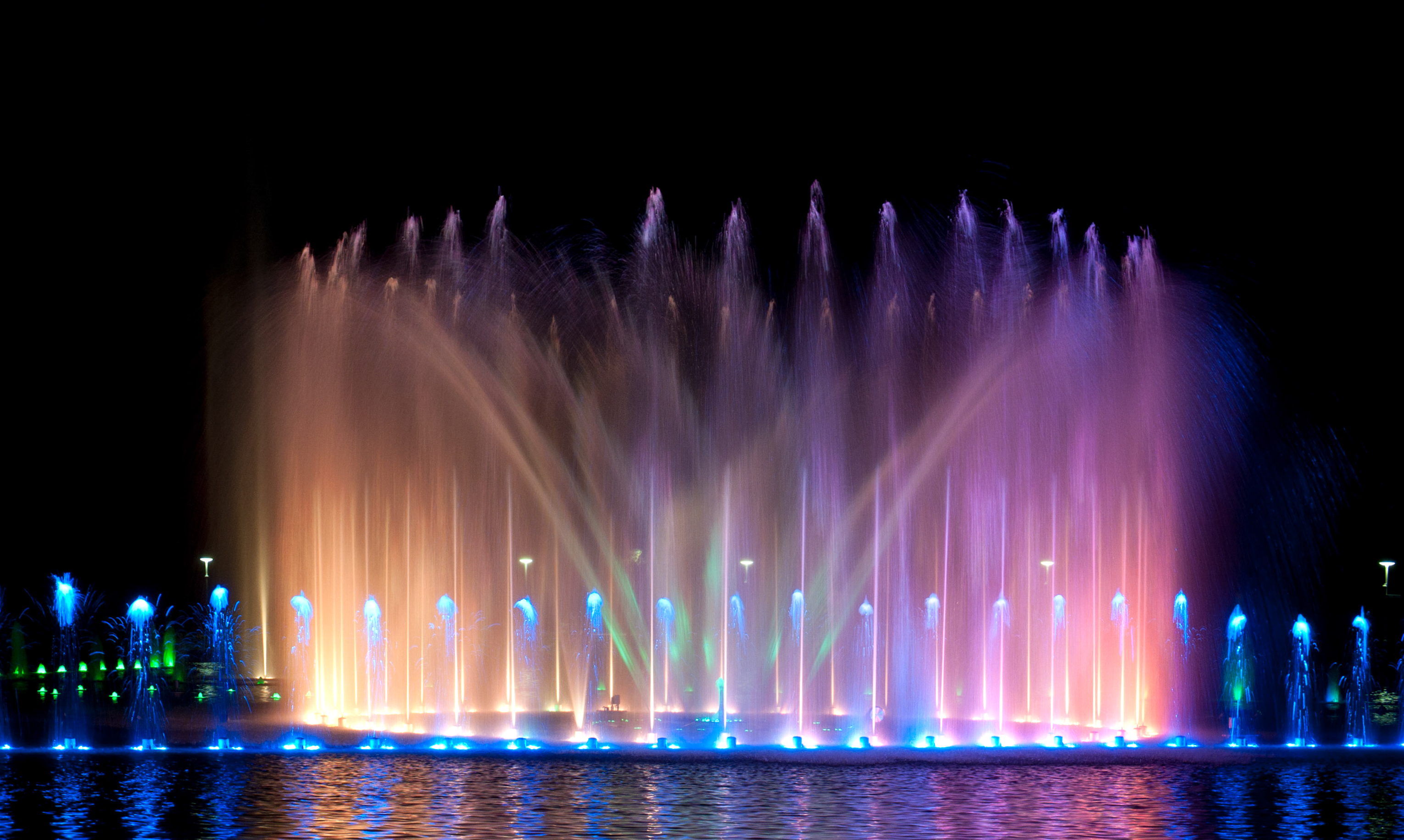
Multimedia-Brunnen in Breslau

Breslau – gotisch-barocke Stadt mit einem schönen Marktplatz und einer gotischen Dominsel. Kulturhauptstadt Europas 2016.
Jedes Jahr am zweiten Wochenende im Mai findet das Festival Gut Bier.

### Posen
Posen – barockes Zentrum mit gotischer Dominsel, Rathaus aus der Renaissance und barocke Jesuitenkirche, Freizeitgebiet Malta.

### Łódź
Łódź – Sezessionsstadt mit der Prachtstraße Piotrkowska und dem größten jüdischen Friedhof der Welt.

### Danzig
Danzig – Manieristische Stadt im Weichseldelta, gut erhaltene Altstadt um den Langen Markt und größte Backsteinkirche der Welt.

### Stettin

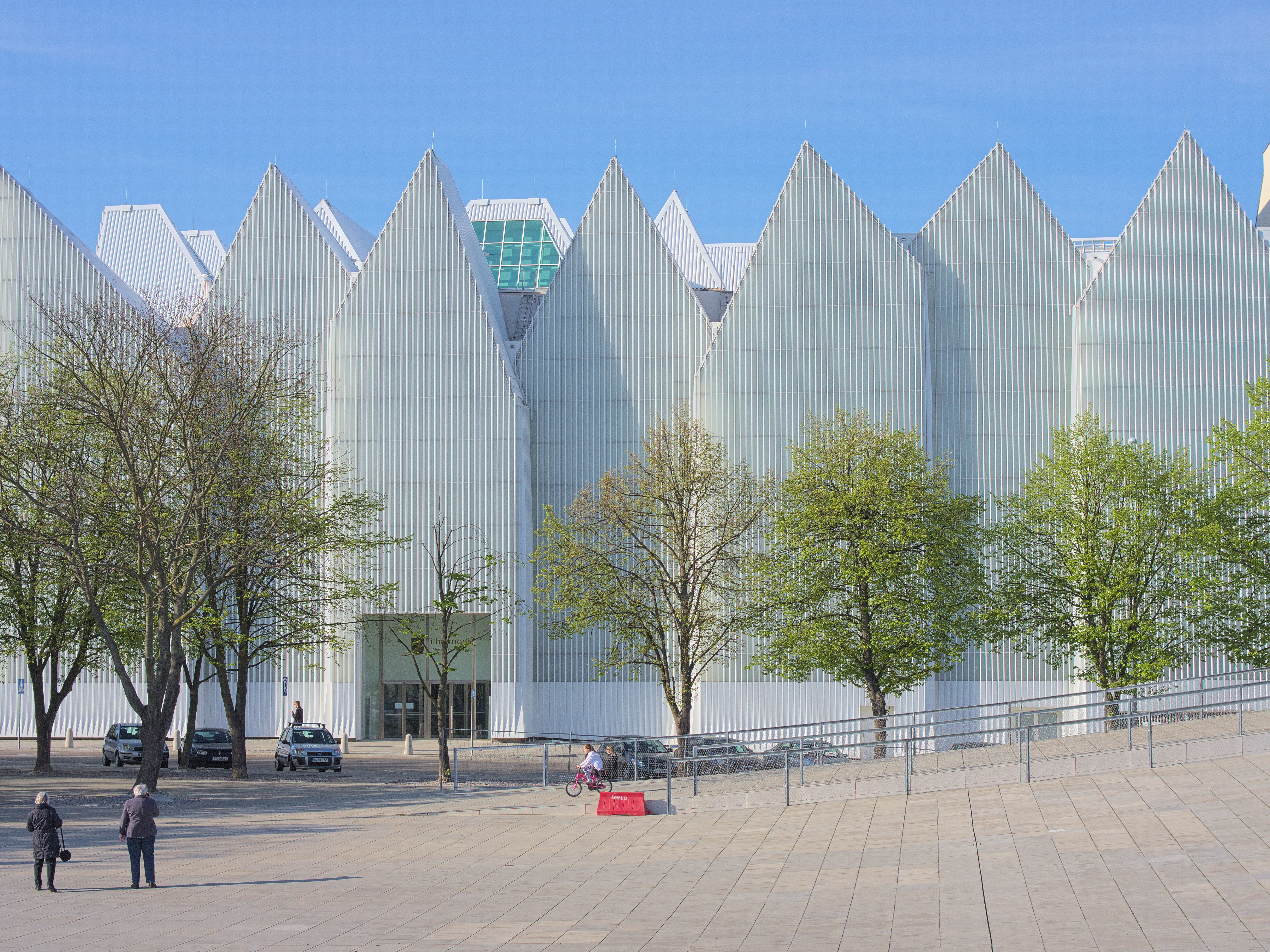
Stettin

Stettin – Hafenstadt in Westpommern mit dem Schloss der Pommerschen Herzöge, Museen und Philharmonie Stettin.

### Toruń
Toruń – Gotische Bauwerke (Heimatstadt von Nikolaus Kopernikus) mit zahlreichen Baudenkmälern, insbesondere dem gotischen Rathaus.

### Lublin
Lublin – Renaissancestadt im Osten Polens mit vielen Gebäuden mit typischer „Polnischer Attika“, barocke Kirchen, russische Kapelle.

### Bydgoszcz
Bydgoszcz – Speicherstadt an der Drawa. Zentrum für Kultur an der Grenze von Kujawien und Pommern.

### Włocławek
Włocławek (Leslau) ist eine Großstadt in Kujawien (Kujawy) im Zentrum Polens. Es gibt hier eine interessante Route zu Kirchen und anderen Sehenswürdigkeiten (Backsteingotik), u. a. mit dem bekannten Dom, Museen und einem Stausee.

### Weitere

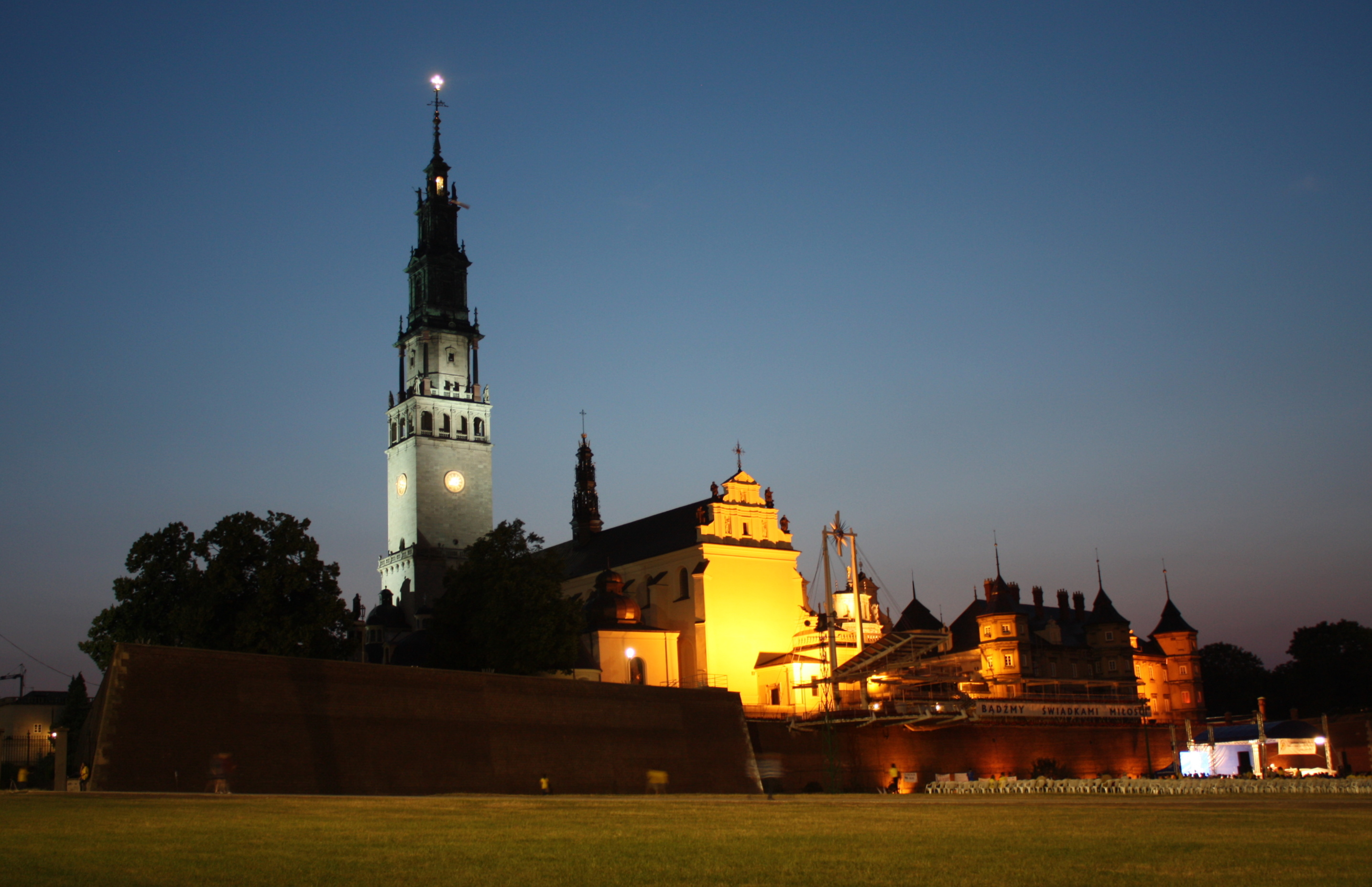
Jasna Góra

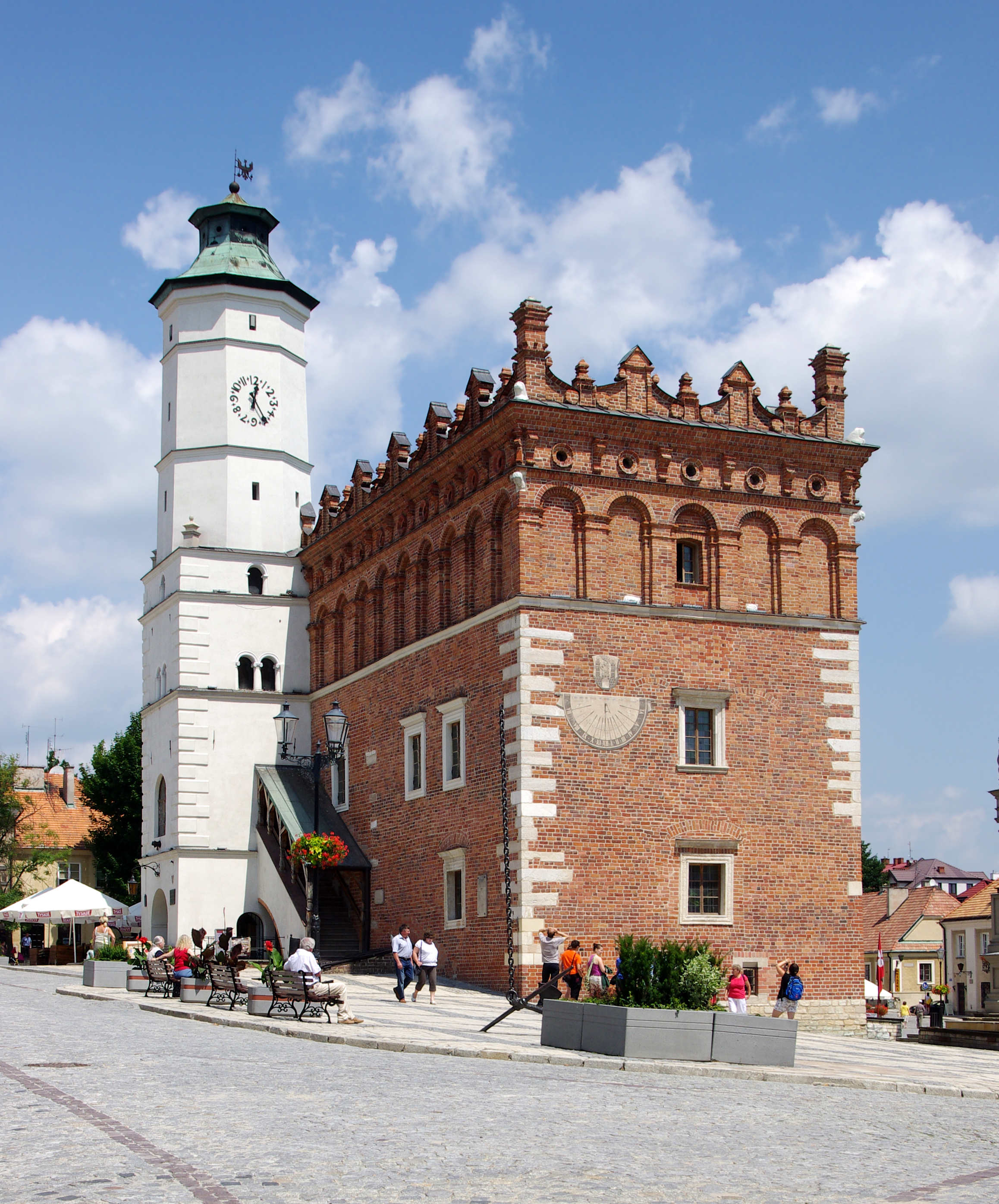
Sandomierz

In Polen gibt es auch eine große Anzahl an schönen historisch geprägten Kleinstädten mit einem malerischen Ortsbild. Viele haben den Zweiten Weltkrieg unbeschadet überstanden, viele sind nach dessen Zerstörungen originalgetreu wiederaufgebaut worden. Sie sind eine Alternative für den Tourismus in den großen Städten. Diese Städte fungieren als regionale oder lokale Kulturzentren. Sie haben in der Regel eine gute Übernachtungsmöglichkeiten. Zu den schönsten Kleinstädten zählen:
- Kazimierz Dolny
- Sandomierz
- Tarnobrzeg
- Przemyśl
- Rzeszów
- Łańcut
- Wieliczka
- Zakopane
- Kalisz
- Częstochowa
- Kielce
- Wadowice
- Opole
- Brzeg
- Kołobrzeg
- Świnoujście
- Międzyzdroje
- Nowe Warpno
- Stargard
- Gorzów Wielkopolski
- Zielona Góra
- Olsztyn
- Białystok
- Grudziądz

Unter den sehr kleinen Städten stehen sie Cittàslow aus, die sind durch einen friedlichen Weg des Lebens aus. Sie sind z. B. Gołdap, Lidzbark Warmiński, Olsztynek, Reszel, Ryn, Murowana Goślina und Prudnik.

## Dörfer
Die interessantesten touristischen Dörfer sind:
- Bukowina Tatrzańska
- Biskupin
- Tum bei Łęczyca
- Kołbacz
- Grunwald
- Wdzydze Kiszewskie
- Żelazowa Wola
- Srebrna Góra (Stoszowice)
- Wambierzyce
- Licheń Stary
- Ojców
- Trzęsacz
- Krynica Morska
- Trzebież
- Białowieża

## Welterbestätten der UNESCO
Insgesamt gibt es in Polen 13 Welterbestätten der UNESCO:
- 1978 – K – Altstadt von Krakau
- 1978 – K – Salzbergwerk Wieliczka
- 1979 – K – Auschwitz-Birkenau – Deutsches nationalsozialistisches Konzentrations- und Vernichtungslager (1940–1945) (2007 umbenannt)
- 1979 – N – Białowieża-Nationalpark/Nationalpark Białowieżer Urwald (1992 erweitert)
- 1980 – K – Altstadt von Warschau
- 1992 – K – Altstadt von Zamość
- 1997 – K – Altstadt von Toruń
- 1997 – K – Ordensburg Marienburg in Malbork
- 1999 – K – Kalvarienberg Zebrzydowska
- 2001 – K – Friedenskirchen in Jawor und Świdnica
- 2003 – K – Holzkirchen im südlichen Kleinpolen (in: Binarowa, Blizne, Dębno Podhalańskie, Haczów, Lipnica Murowana und Sękowa)
- 2004 – K – Park Muzakowski (Muskauer Park)
- 2006 – K – Jahrhunderthalle in Breslau

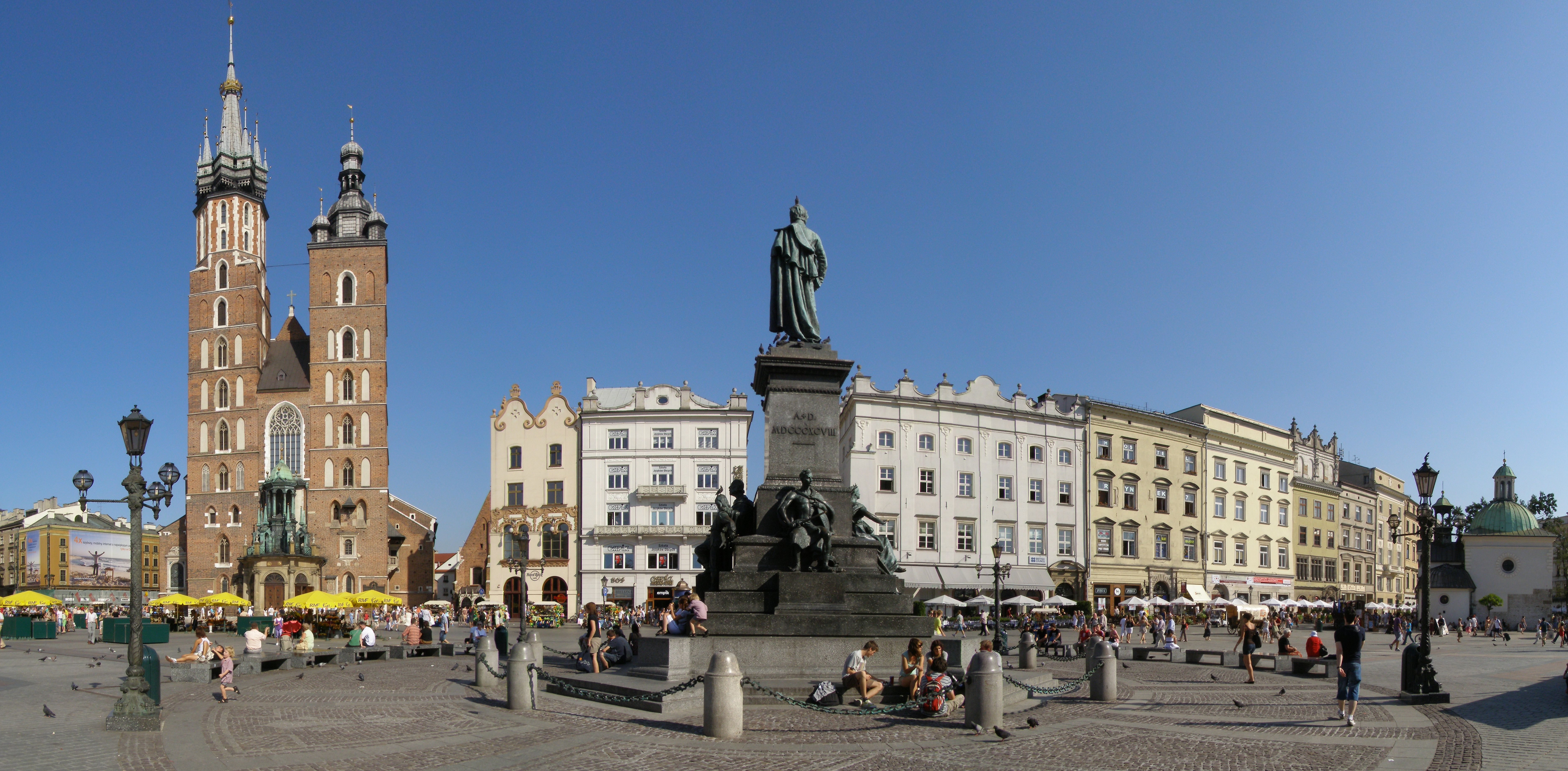
Krakau
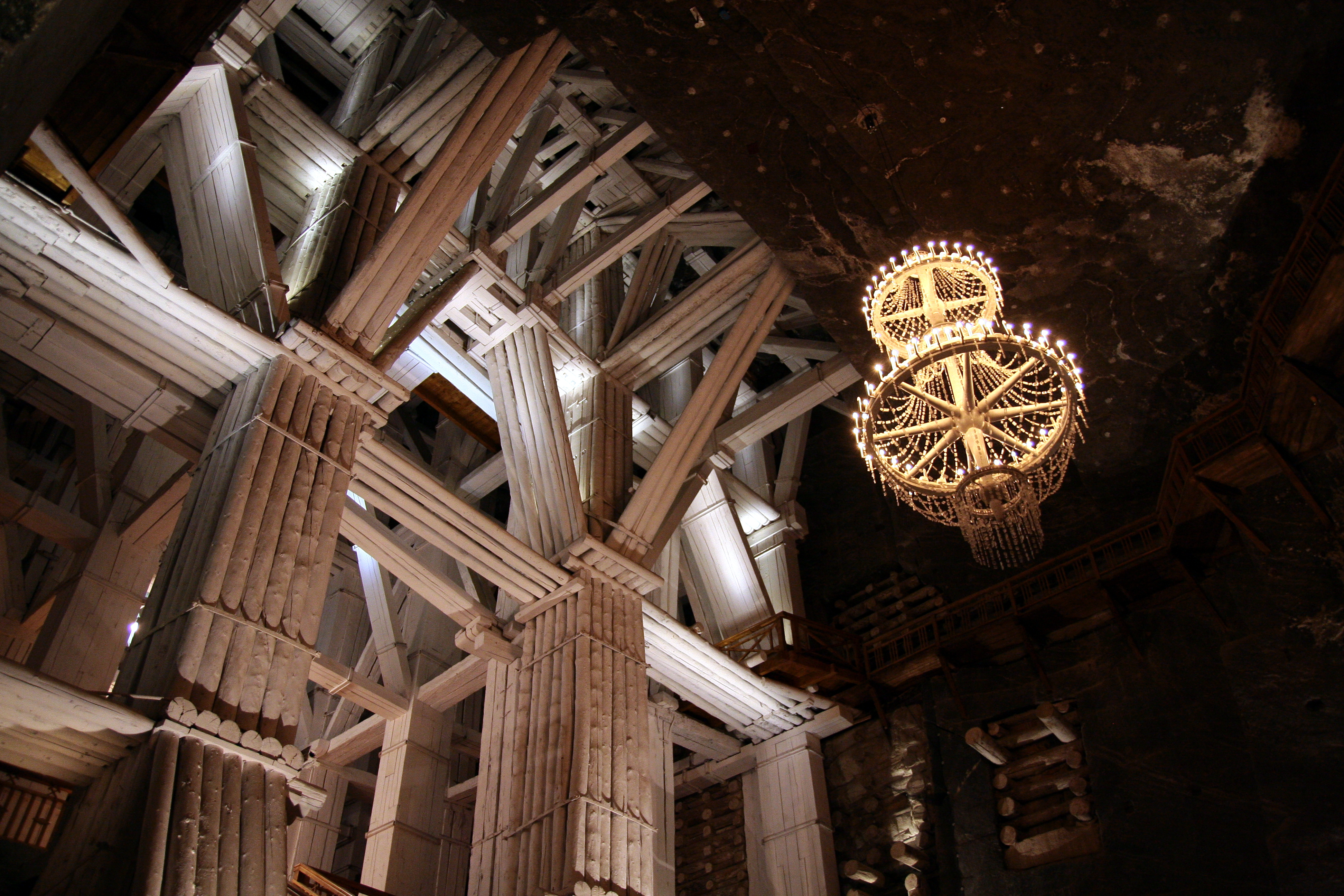
Salzbergwerk Wieliczka
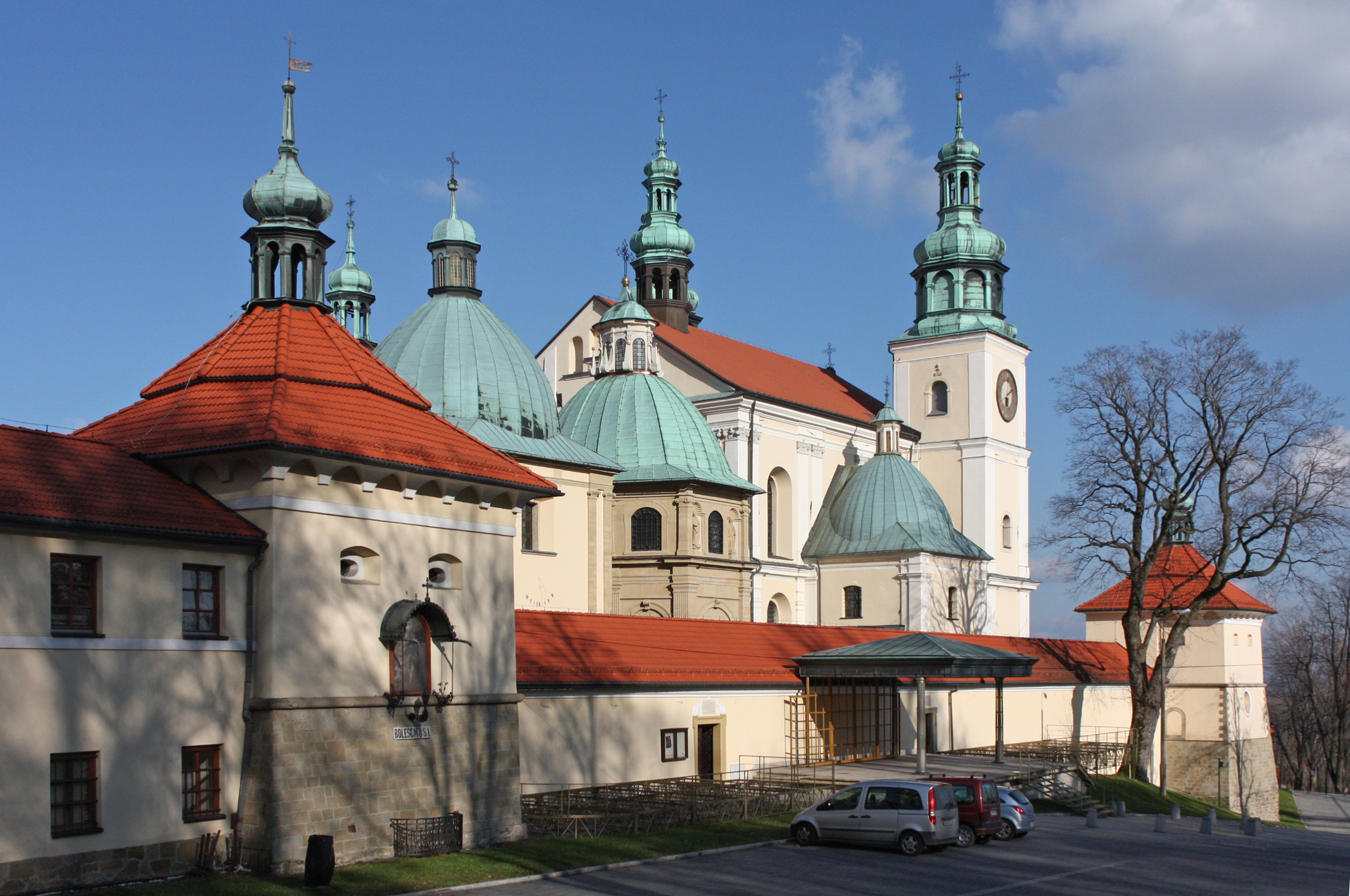
Kalwaria Zebrzydowska
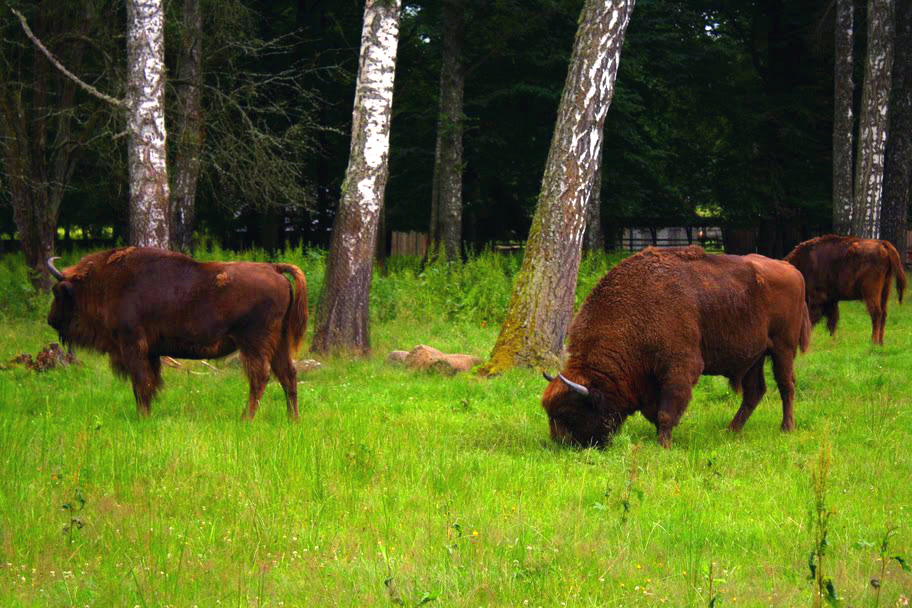
Białowieża-Nationalpark
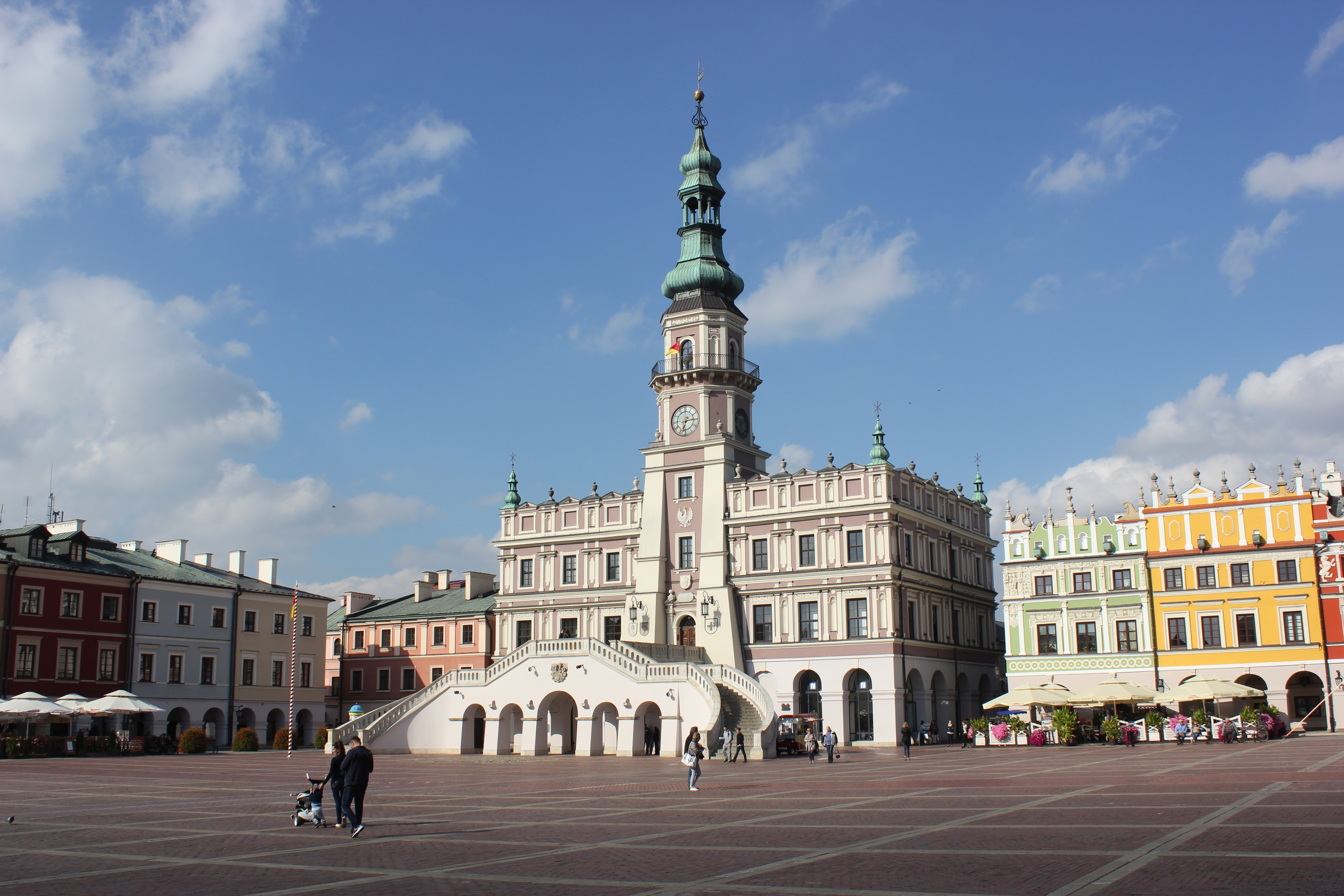
Zamość
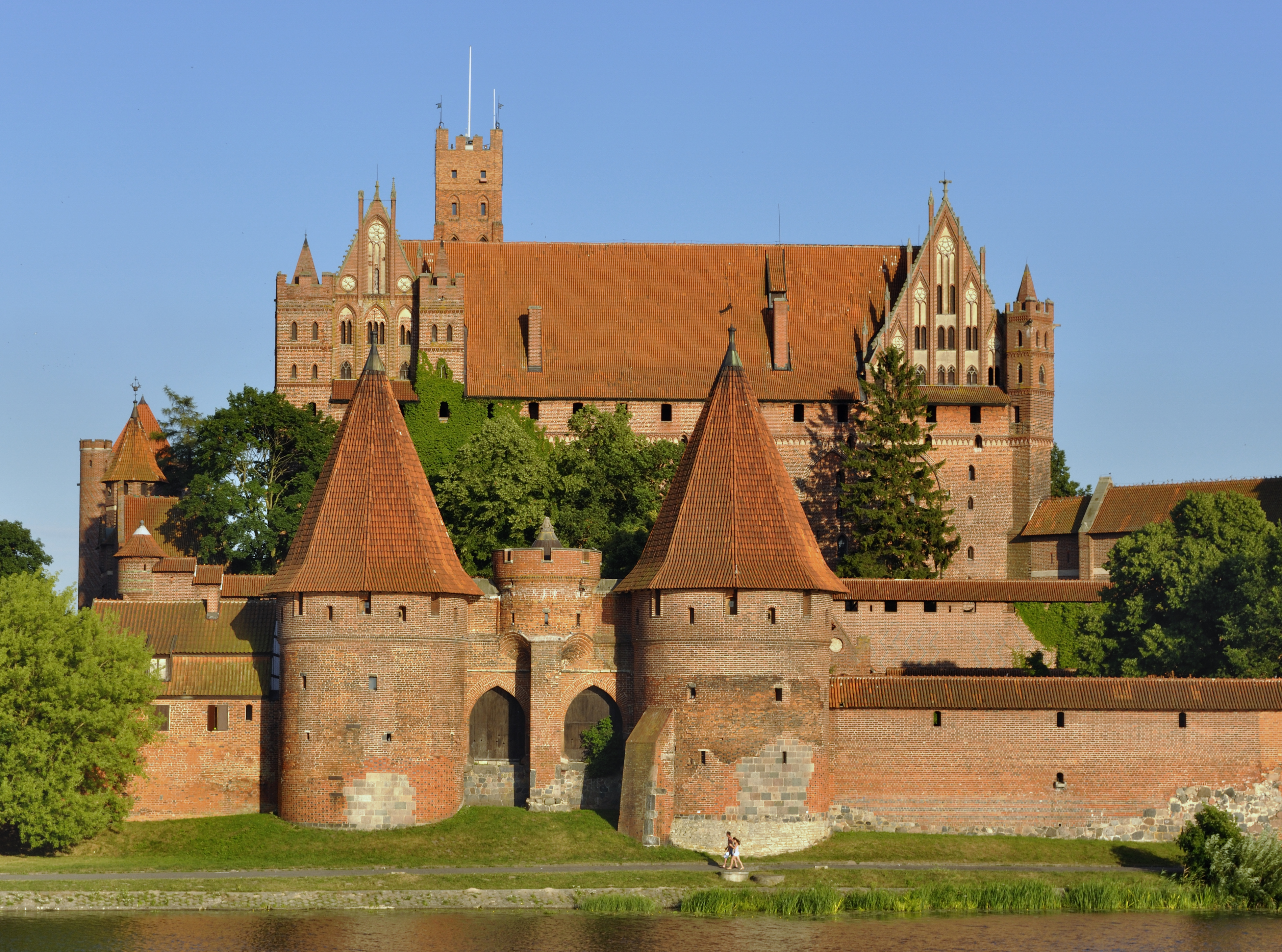
Malbork
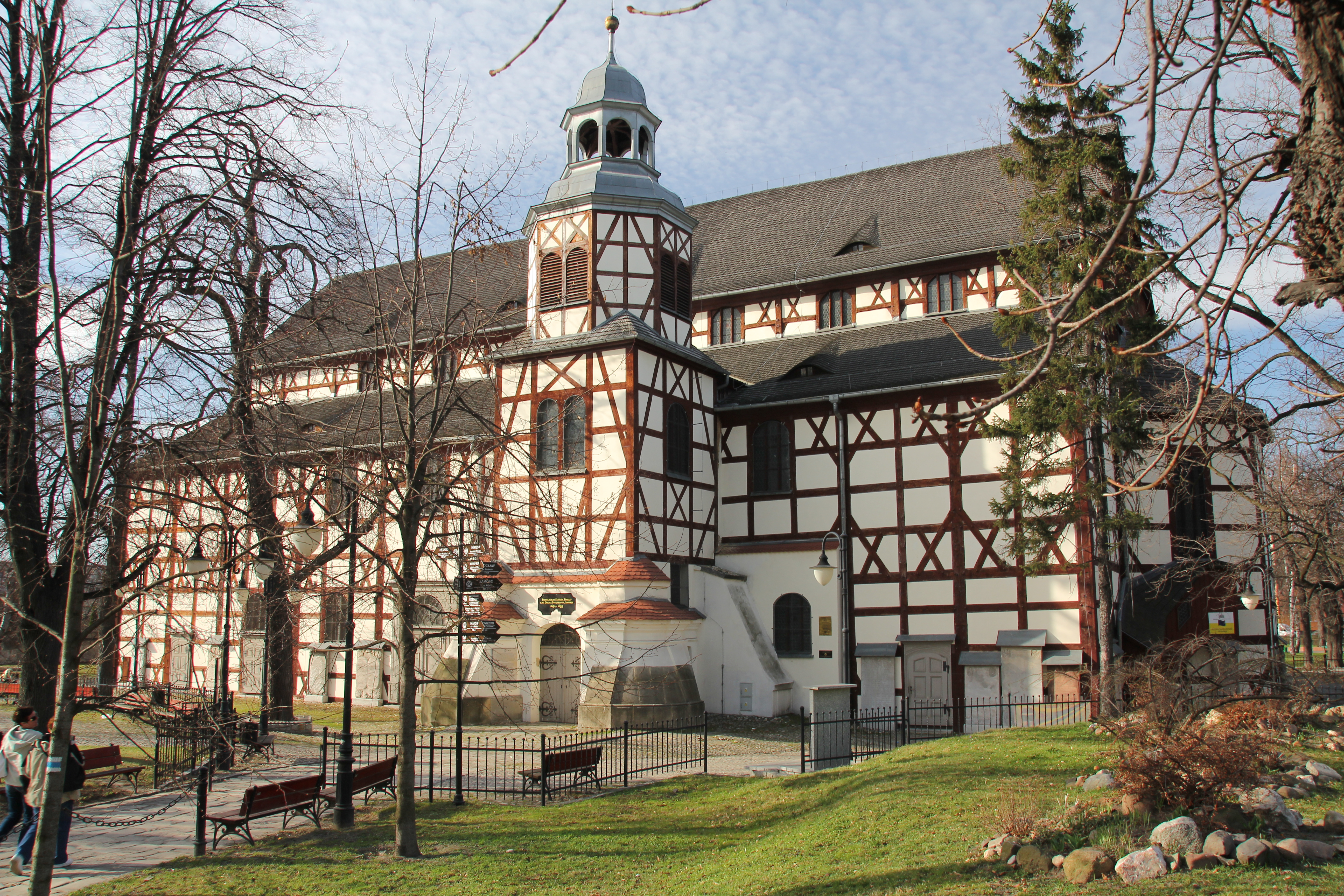
Friedenskirche (Jawor)
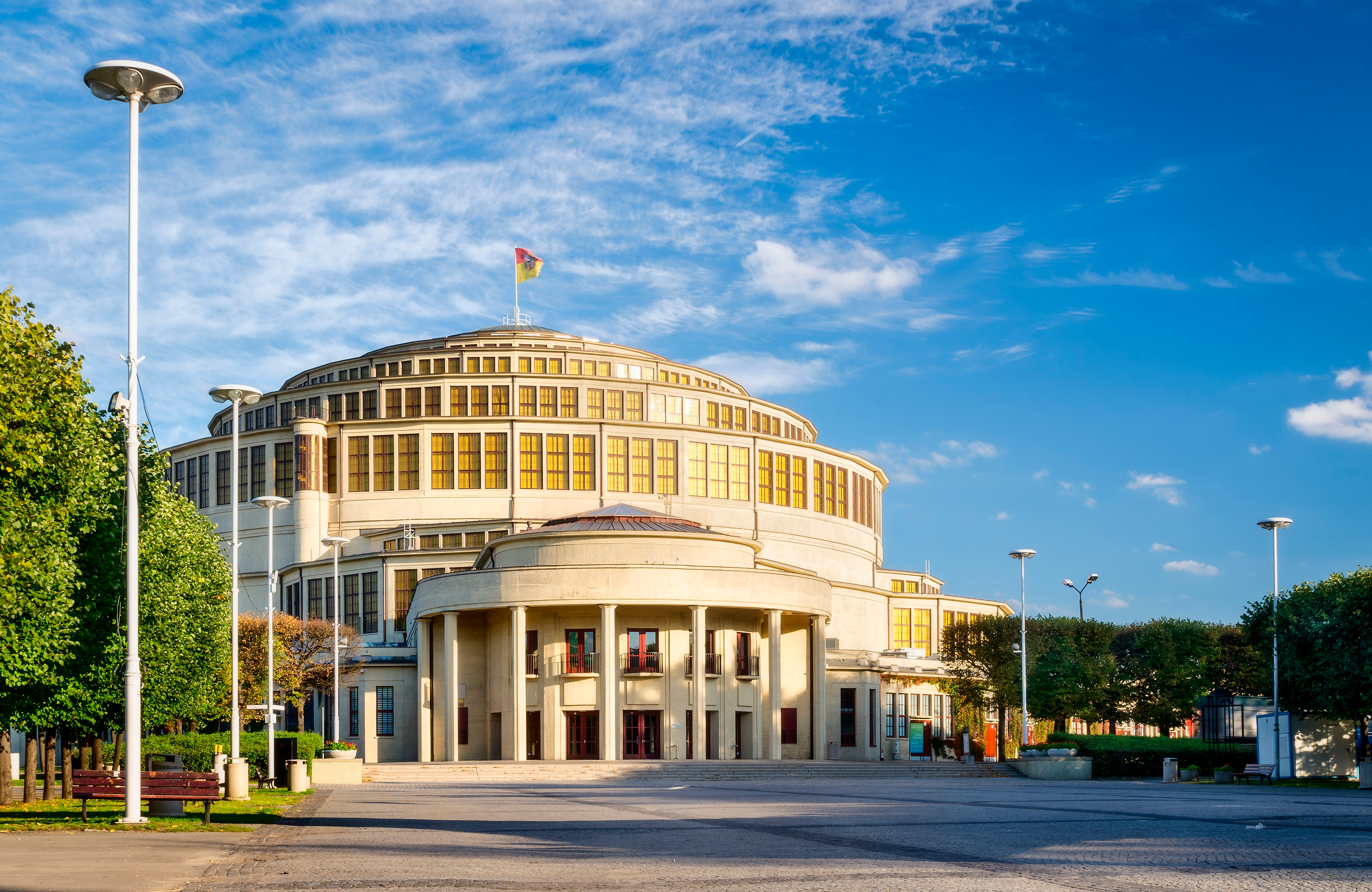
Jahrhunderthalle (Breslau)

## Nationalparks

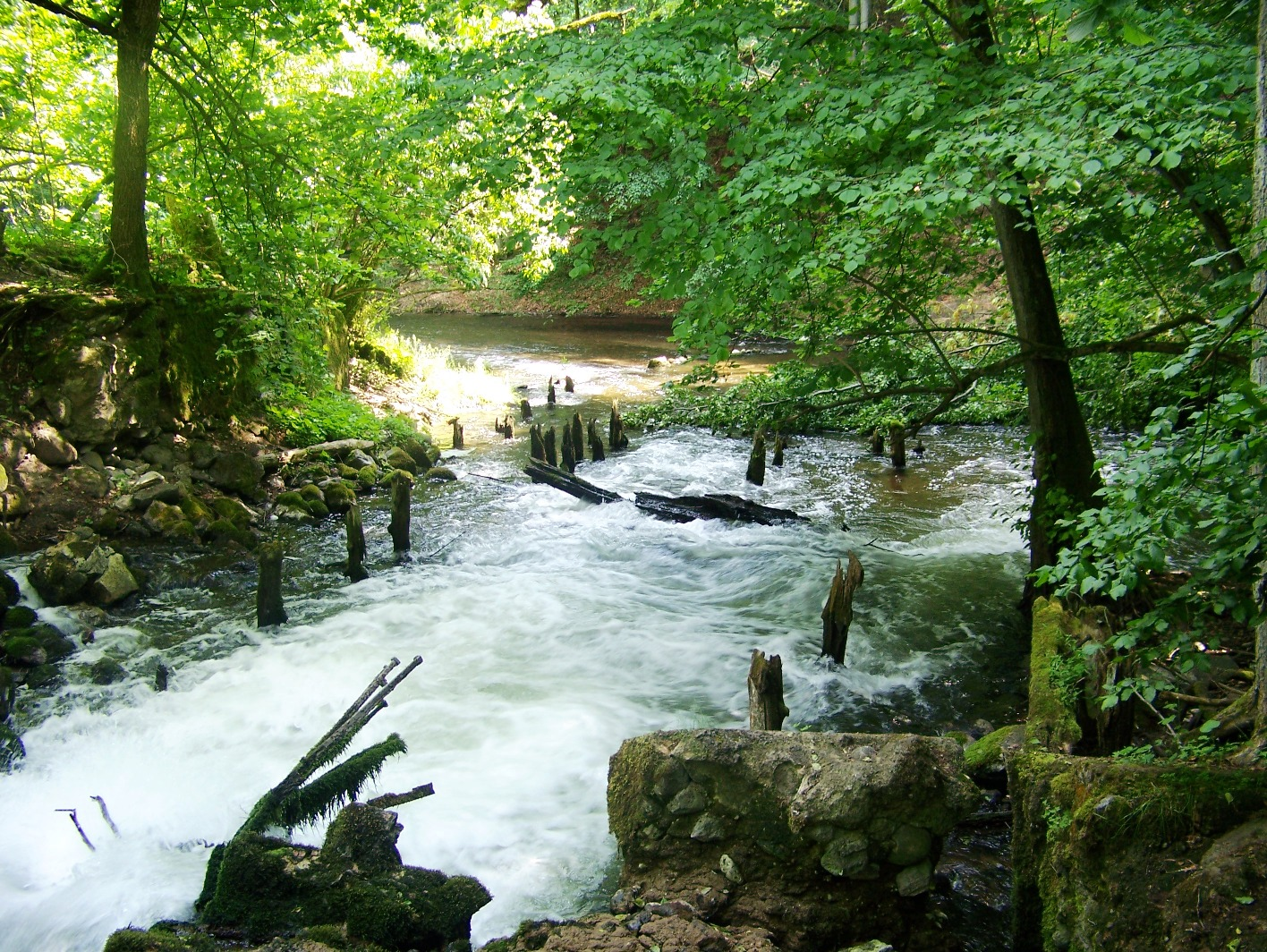
Nationalpark Drawa

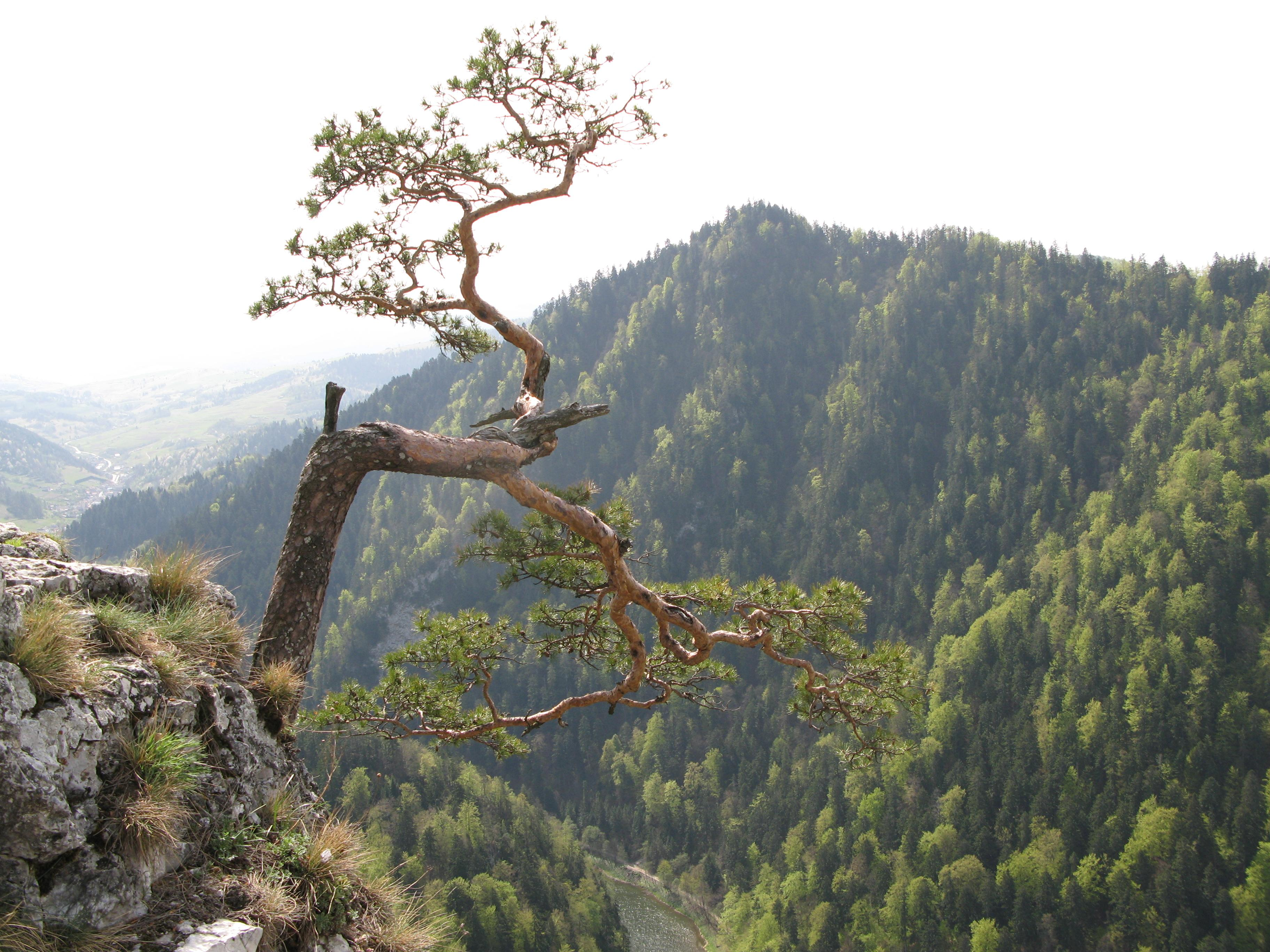
Nationalpark Pieniny

In Polen leben noch Tiere, die in weiten Teilen Europas bereits ausgestorben sind, wie z. B. Wisente im Urwald von Białowieża und in Podlachien sowie Braunbäre in Białowieża, in der Tatra und in den Waldkarpaten, Wölfe und Luchse in den verschiedenen Waldgebieten, Elche in Nordpolen, Biber in Masuren, Pommern und Podlachien. In den Wäldern trifft man auch auf Nieder- und Hochwild (Rotwild, Rehwild und Schwarzwild). Große Waldgebiete gibt es auch in den Bergen der Tatra. Polen ist ein wichtiger Rastplatz für Zugvögel.
Viele attraktive Naturschätze werden in 23 Nationalparks geschützt:
- Nationalpark Biebrza
- Nationalpark Drawa
- Nationalpark Gorce
- Nationalpark Heuscheuergebirge
- Nationalpark Magura
- Nationalpark Narew
- Nationalpark Ojców
- Nationalpark Pieniny
- Nationalpark Roztocze
- Świętokrzyski-Nationalpark
- Nationalpark Warthemündung
- Wielkopolski-Nationalpark
- Wigierski-Nationalpark
- Nationalpark Wolin

### Biosphärenreservate
Die UNESCO weist folgende Biosphärenreservate in Polen im Rahmen des Programms Mensch und Biosphäre (Man and Biosphere) zum Schutz typischer Kulturlandschaften aus.
- Nationalpark Babia Góra (1976, erweitert 1997 und 2001)
- Białowieża-Nationalpark (1976, erweitert 2005)
- Jezioro Łuknajno (1976)
- Slowinzischer Nationalpark (1976)
- Nationalpark Kampinos (2000)
- Nationalpark Polesie (2002)
- Bieszczady-Nationalpark (1992, zusammen mit Slowakei, 1998 auch mit Ukraine)
- Tatra-Nationalpark (1992, zusammen mit Slowakei)
- Karkonoski-Nationalpark (1992, zusammen mit Tschechien)
- Nationalpark Bory Tucholskie (2010)

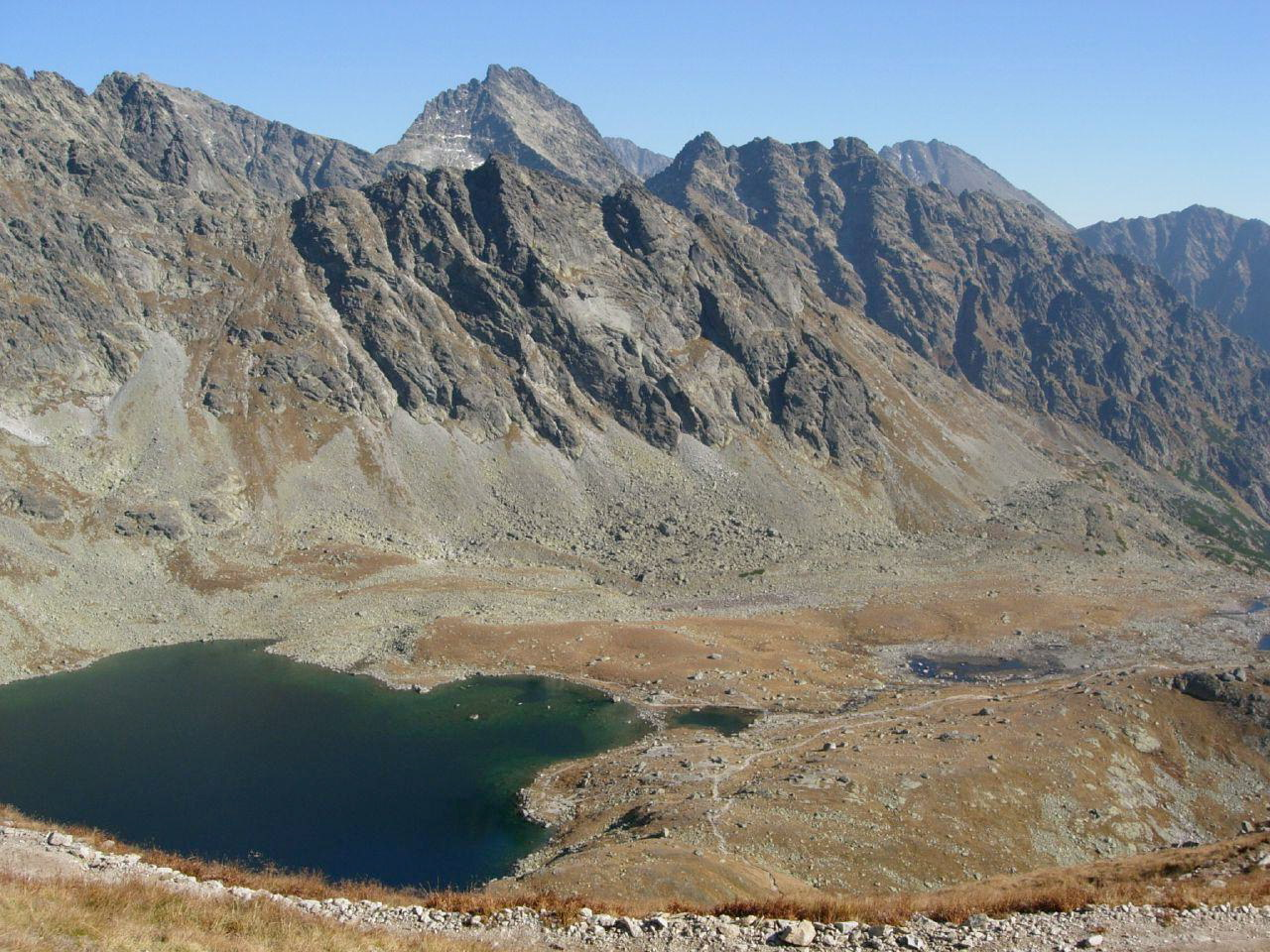
Tatra-Nationalpark
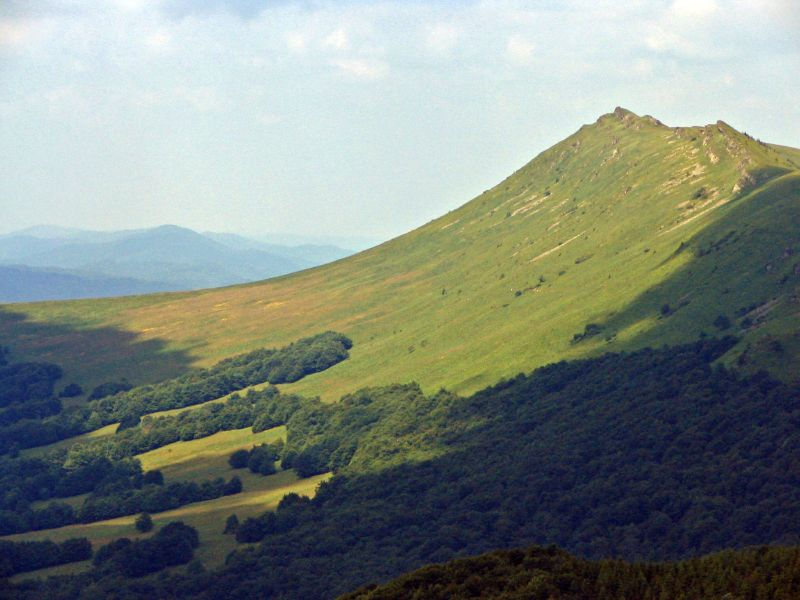
Bieszczady-Nationalpark
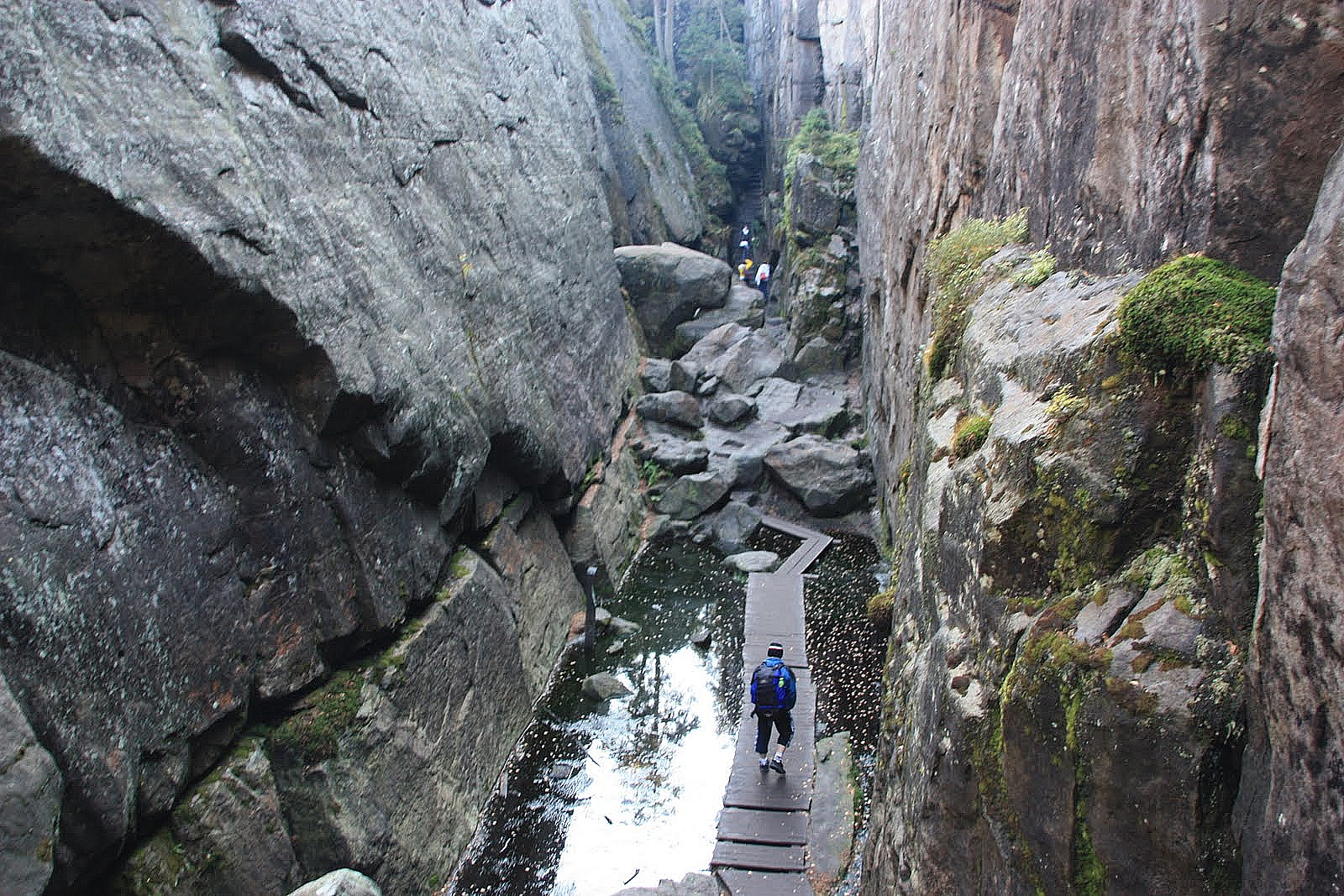
Heuscheuergebirge Nationalpark
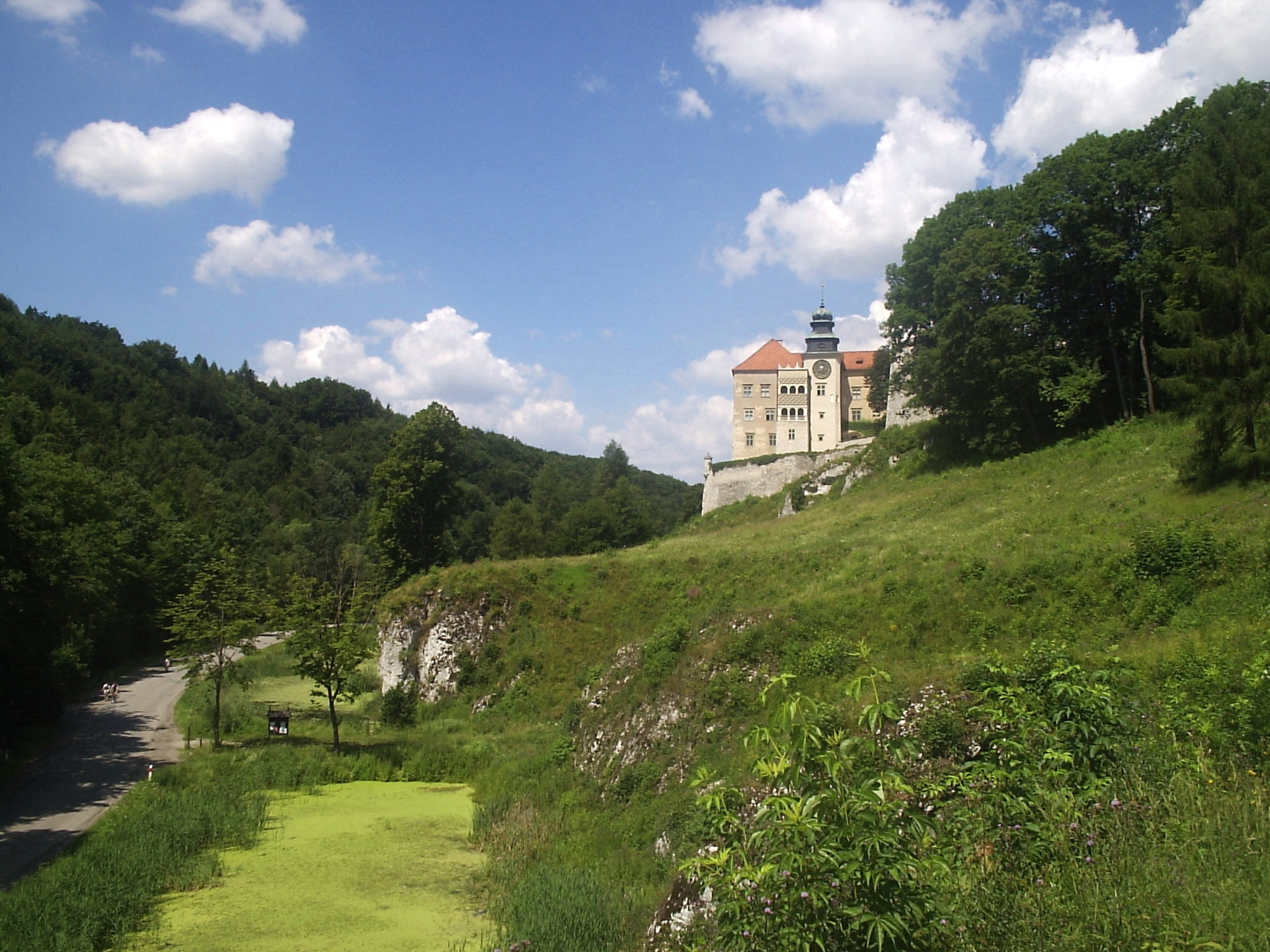
Nationalpark Ojców
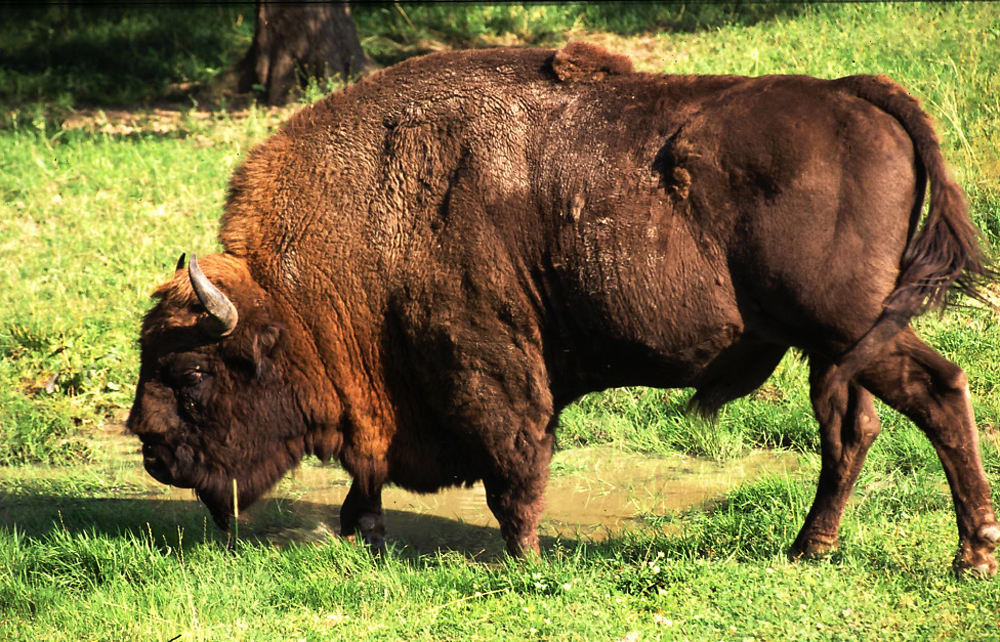
Białowieża-Nationalpark
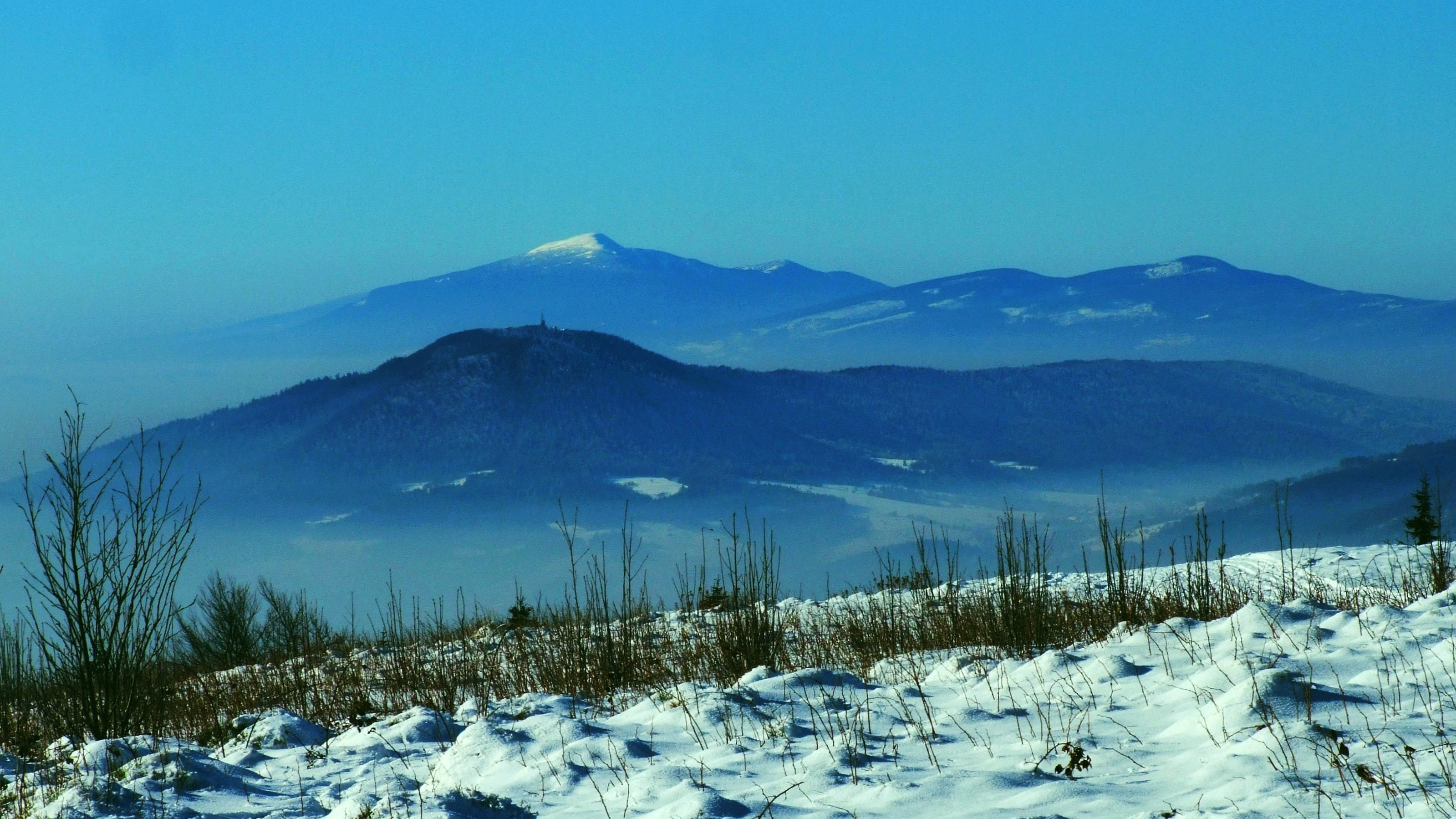
Nationalpark Babia Góra
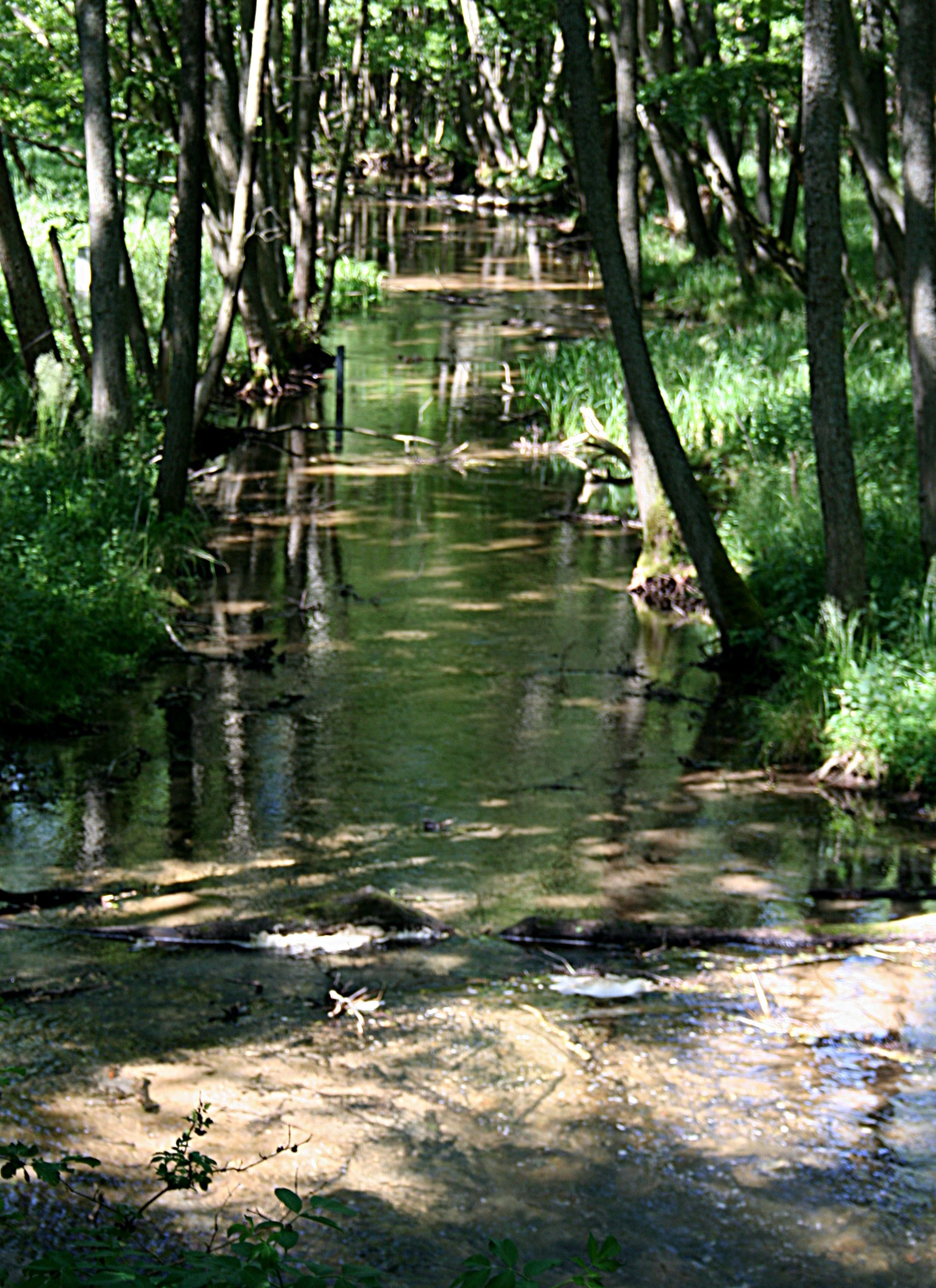
Nationalpark Bory Tucholskie

## Klima
Das Klima ist gemäßigt und wird nach Osten und Südosten immer kontinentaler. Die Sommer sind allgemein warm mit Mitteltemperaturen zwischen 16 und 19 °C und die Winter kalt, mit Mitteltemperaturen um 0 °C im Nordwesten und bis zu -5 °C im Südosten. Niederschlag fällt vor allem im Frühjahr und Herbst, wobei die Niederschlagsmengen nach Osten hin abnehmen.

## Küste
Die polnische Ostseeküste ist 491 km lang und erstreckt sich von Świnoujście auf den Inseln Usedom und Wolin im Westen bis nach Krynica Morska auf der Frischen Nehrung (auch Weichselnehrung genannt) im Osten. Die polnische Küste ist zum großen Teil eine sandige Ausgleichsküste, die durch die stetige Bewegung des Sandes aufgrund der Strömung und des Windes von West nach Ost charakterisiert wird. Dadurch bilden sich viele Kliffe, Dünen und Nehrungen, die nach dem Auftreffen auf Land viele Binnengewässer schaffen, wie z. B. das Jezioro Łebsko im Slowinzischen Nationalpark bei Łeba. Die bekanntesten Nehrungen sind die Hel und die Frische Nehrung. Die einzige polnische Ostseeinsel ist Wolin.
Die größten Hafenstädte sind Gdynia, Danzig, Stettin und Świnoujście.
Die bekanntesten Ostseebäder sind Sopot, Międzyzdroje, Kołobrzeg, Łeba, Władysławowo und Jurata.

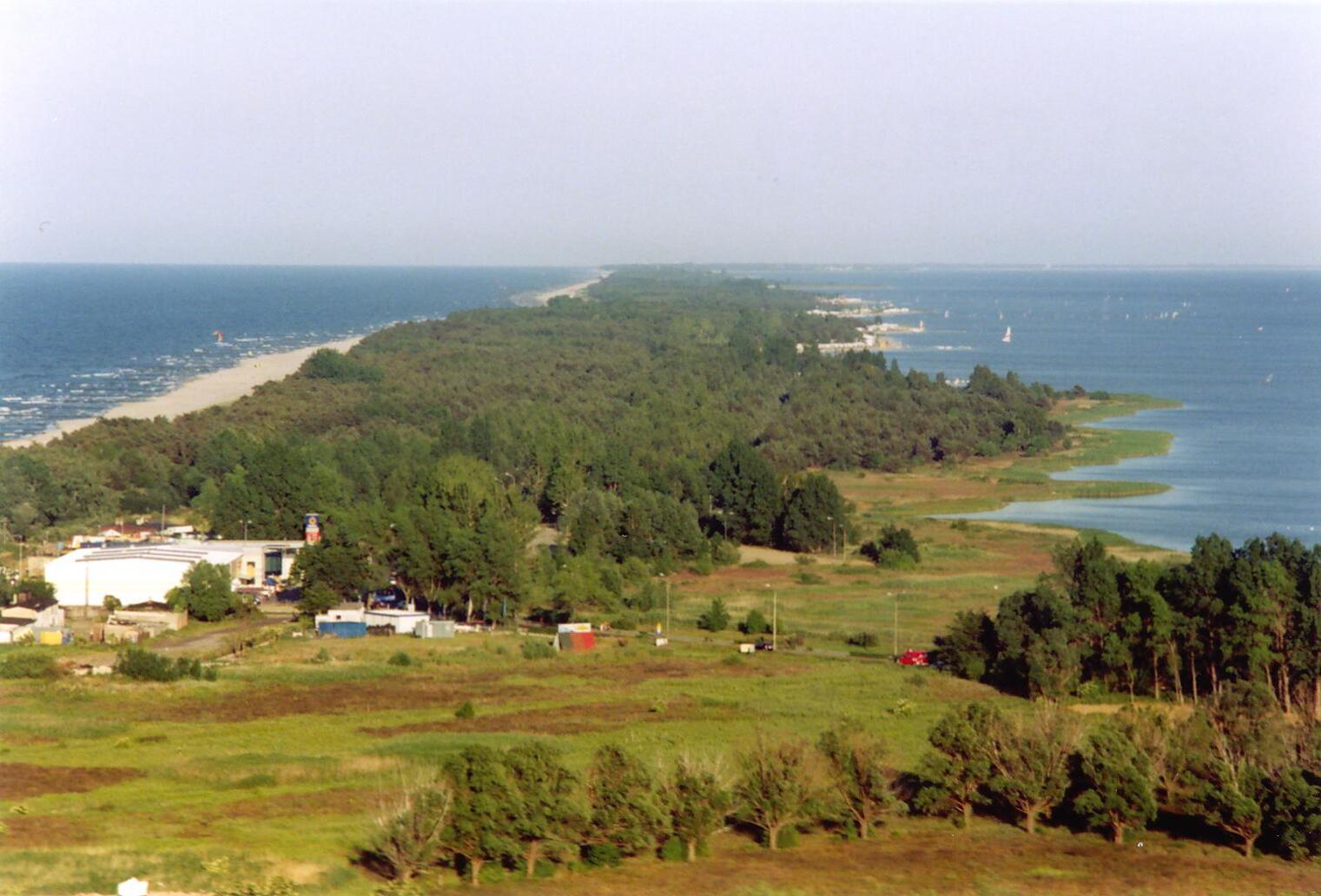
Halbinsel Hel
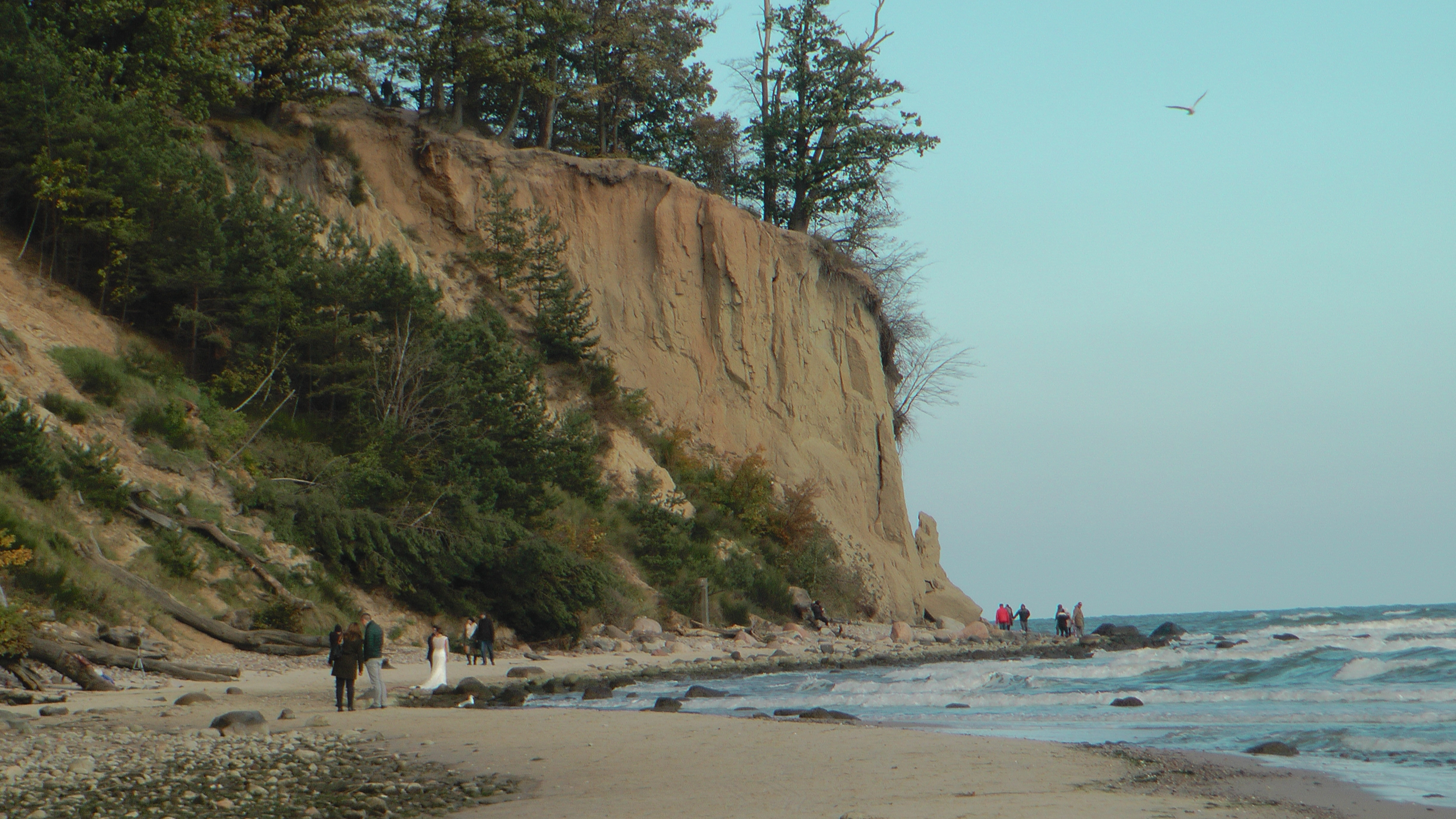
Gdynia
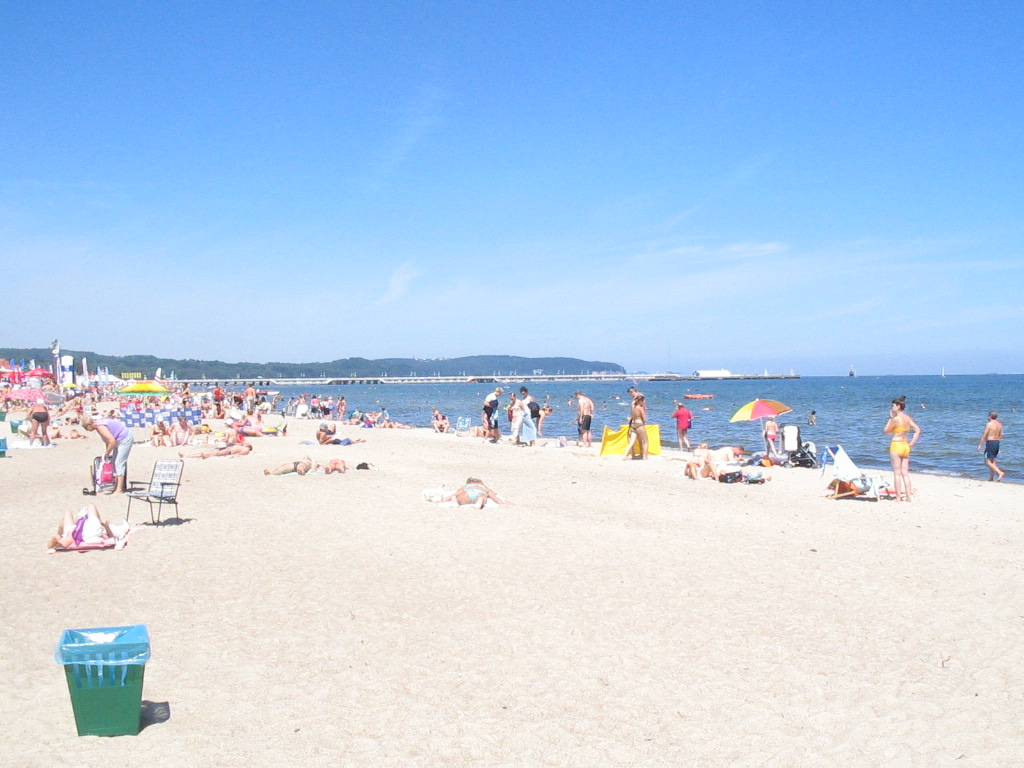
Sopot
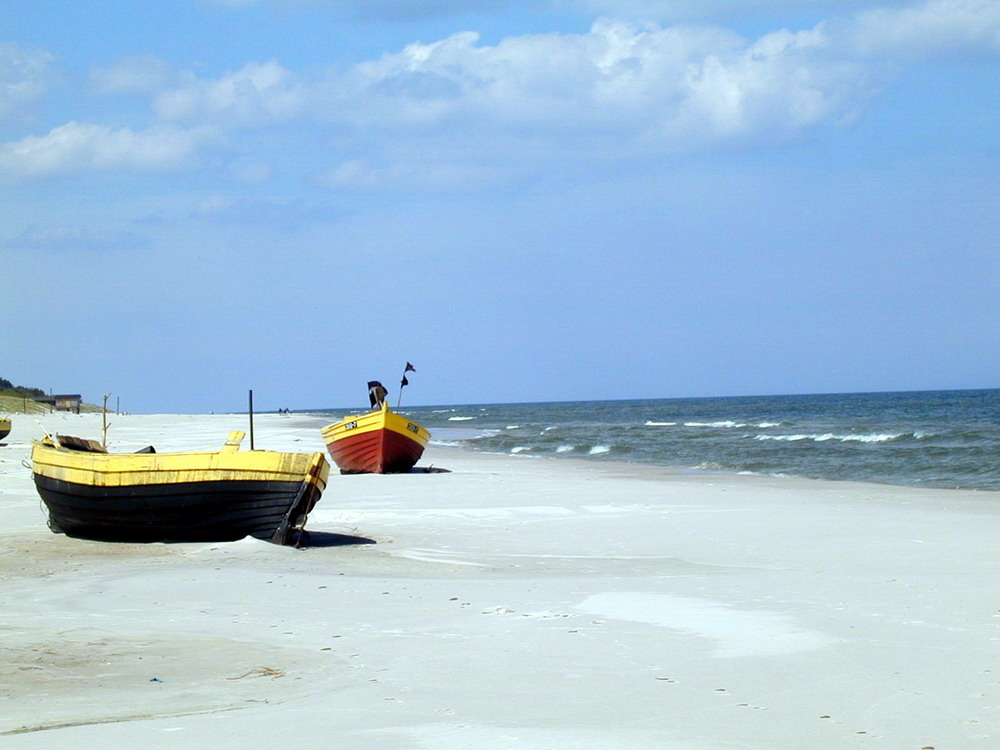
Dębki bei Puck
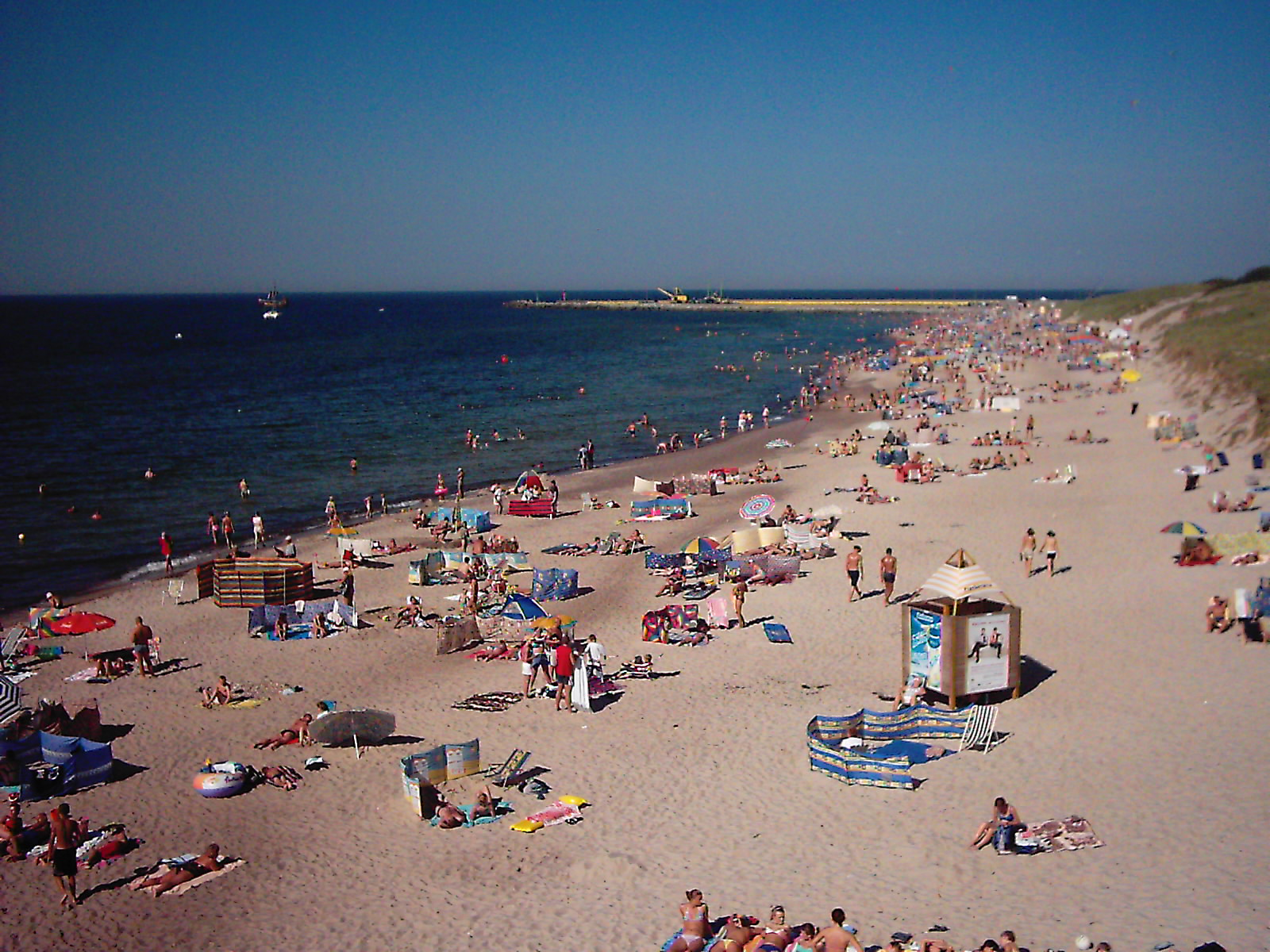
Darłowo
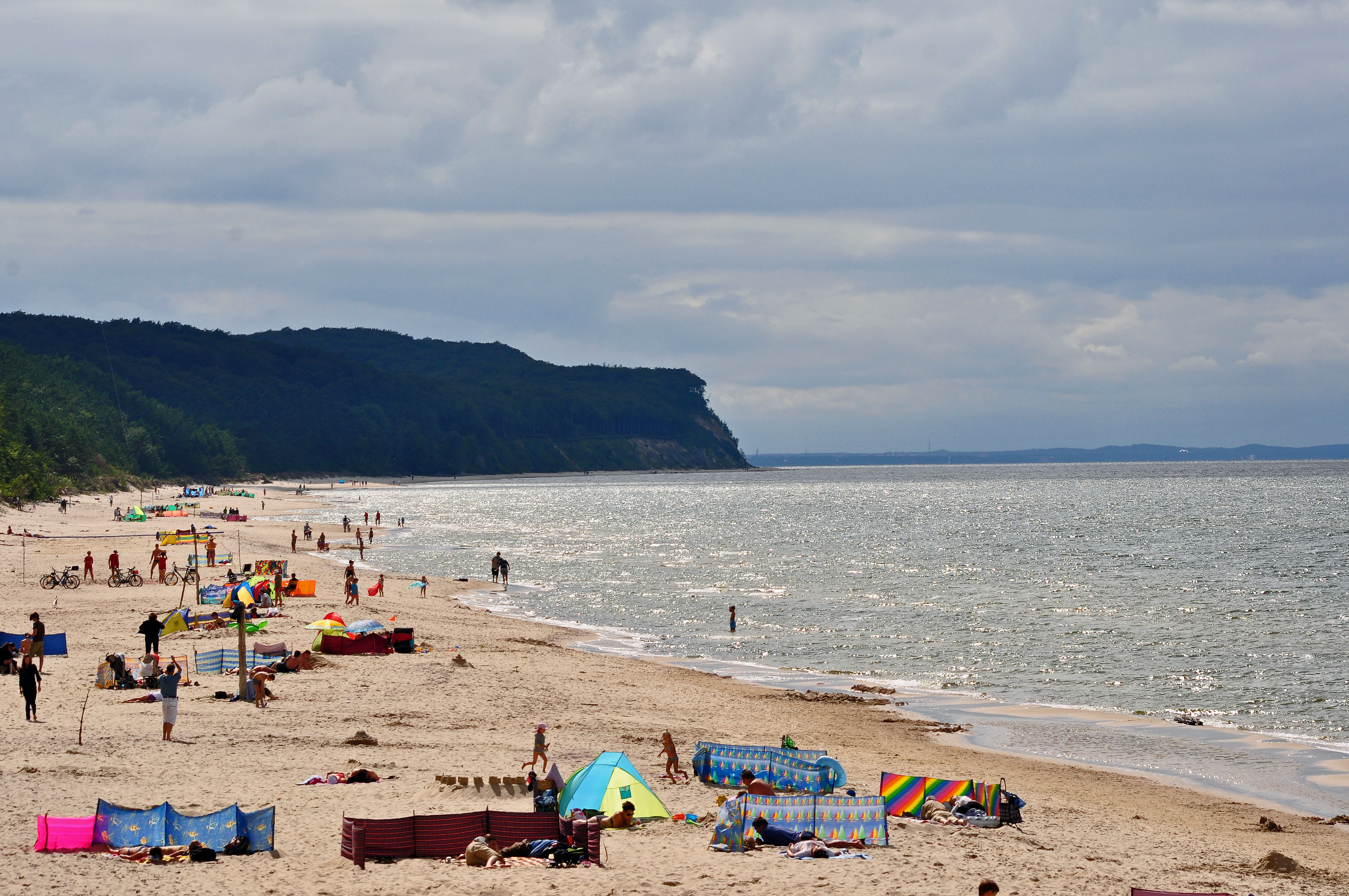
Międzyzdroje

## Seen

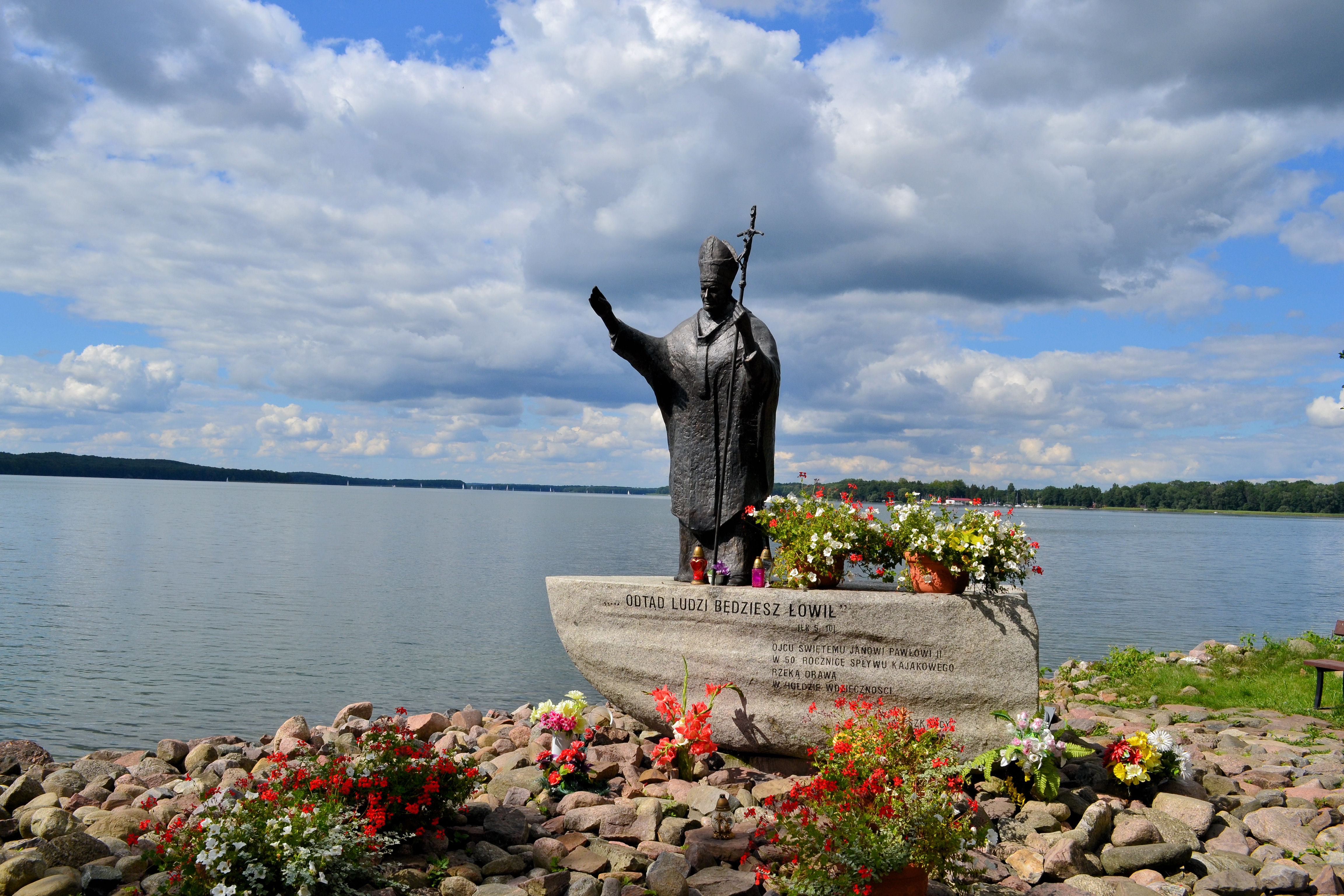
Drawsko-See, Teil der Pommerschen Seenplatte in Westpolen

Polen ist, mit der Masurischen und Pommerschen Seenplatte, ein seenreiches Land. Segeln, Tauchen, Schwimmen, Surfen und Kajak fahren kann man vor allem in Nordpolen, aber auch auf den Stauseen in den südlichen Gebirgen. Die größten Seen mit über 100 km² Fläche sind Śniardwy (Spirdingsee) und Mamry (Mauersee) in Masuren sowie das Jezioro Łebsko (Leba-See) und das Jezioro Drawsko (Dratzig-See) in Pommern. Neben den Seenplatten im Norden (Masuren, Pommern, Kaschubei, Großpolen) gibt es auch eine hohe Anzahl an Bergseen in der Tatra, von denen das Meerauge (Morskie Oko) der flächenmäßig größte ist. Der mit über 100 m tiefste See ist der Hańcza-See in der Seenplatte von Wigry, östlich von Masuren in der Woiwodschaft Podlachien. Gefolgt wird er von dem Tatra-Bergsee "Großer Polnischer See" im "Tal der fünf polnischen Seen". Zu den ersten Seen, deren Ufer besiedelt wurden, gehören die der Großpolnischen Seenplatte.
Die Pfahlbausiedlung Biskupin, die von mehr als 1000 Menschen bewohnt wurde, gründete bereits vor dem 7. Jahrhundert v. Chr. Angehörige der Lausitzer Kultur. Die Vorfahren der heutigen Polen, die Polanen, bauten ihre ersten Burgen auf den Seeinseln (poln. Ostrów). Der legendäre Fürst Popiel soll im 8. Jahrhundert von Kruszwica am Gopło (Goplosee) regiert haben. Der erste historisch belegte Herrscher Polens, Herzog Mieszko I., hatte seine Burg auf einer Wartheinsel in Posen.

## Flüsse
Daneben bieten die polnischen Flüsse Kajakfahrern und Anglern viele Wassersportmöglichkeiten. Die längsten Flüsse sind die Weichsel mit 1047 km, der Grenzfluss Oder mit 854 km, die Warthe mit 808 km und der Bug mit 772 km. Die Weichsel und die Oder münden genauso wie zahlreiche kleinere Flüsse in Pommern in die Ostsee. Die Liebe und die Angrapa fließen über den Pregel und die Czarna Hańcza über die Memel in die Ostsee. Daneben entwässern einige kleinere Flüsse, wie die Iser in den Sudeten, über die Elbe in die Nordsee. Die Orava aus den Beskiden fließt über die Waag und die Donau genauso wie einige kleinere Flüsse aus den Waldkarpaten über den Dnjestr ins Schwarze Meer. Insbesondere die Bergflüsse Dunajec, San, Poprad, Bober sowie die Mäanderflüsse Drawa, Krutynia, Czarna Hańcza, Biebrza und Narew sind für mehrwöchige Kajakfahrten geeignet. Die polnischen Flüsse wurden schon sehr früh zur Schifffahrt genutzt. Bereits die Wikinger befuhren mit ihren Drachenbooten während ihrer Raubzüge durch Europa die Weichsel und die Oder.

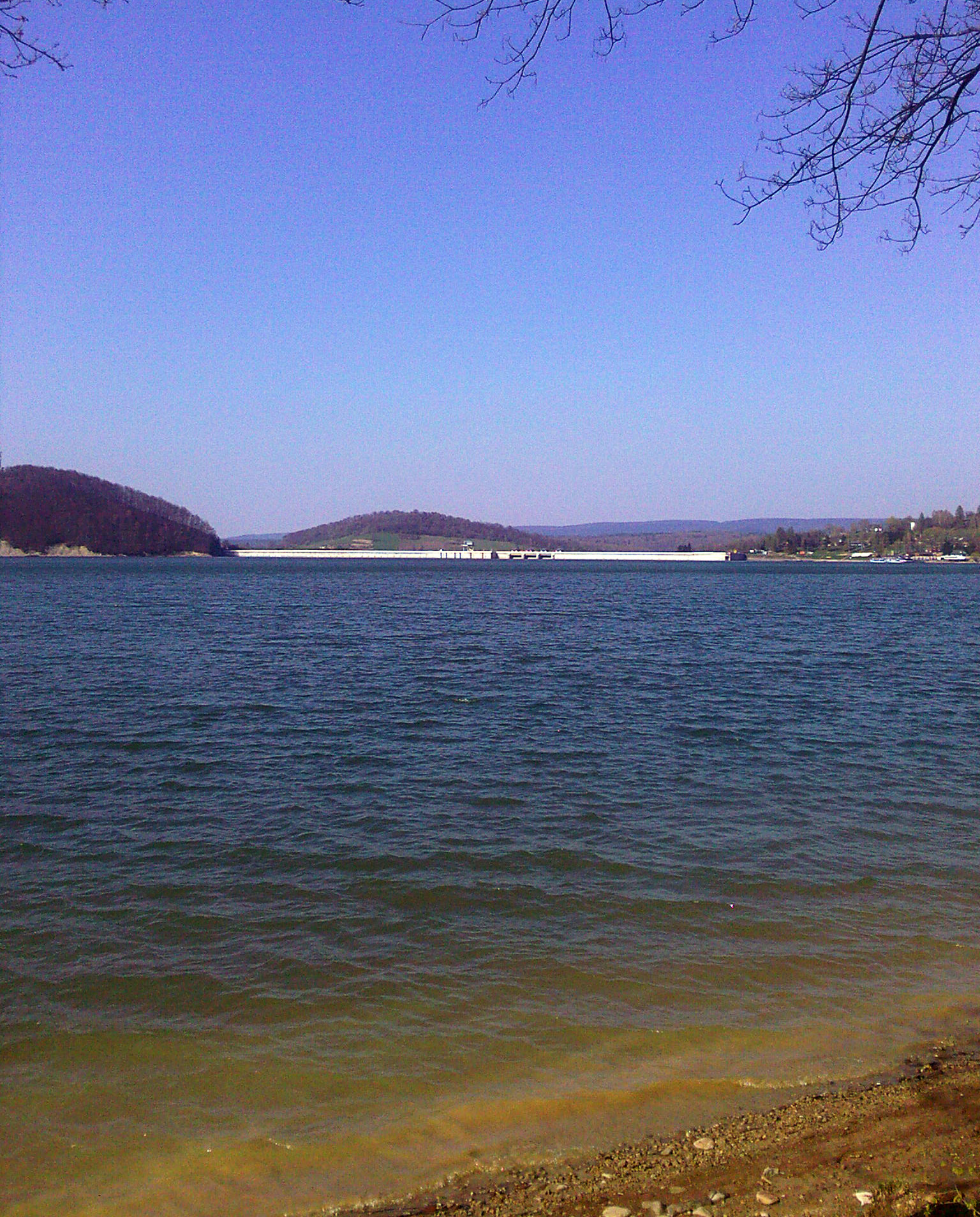
Solina-Stausee
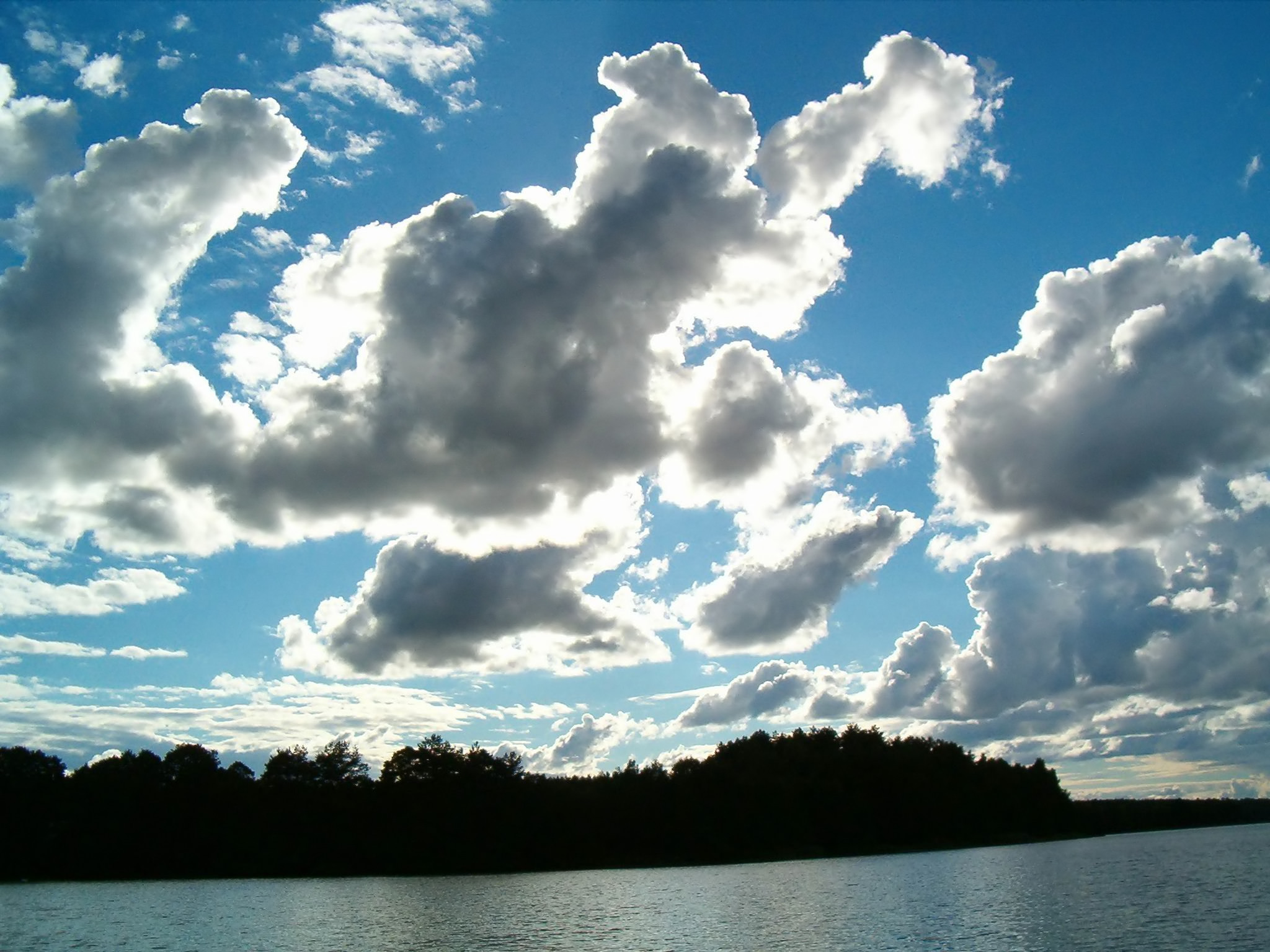
Kaschubei
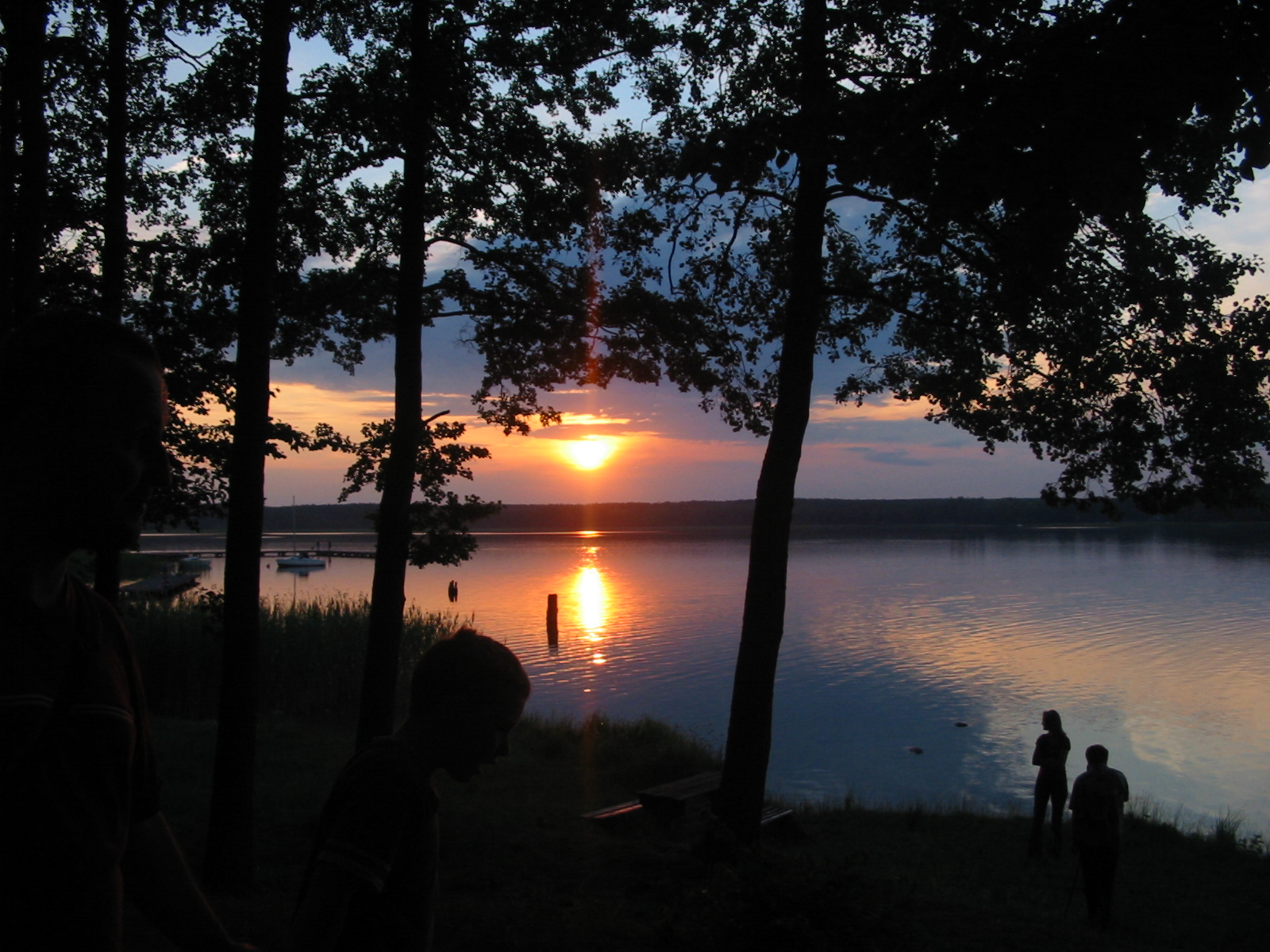
Masuren
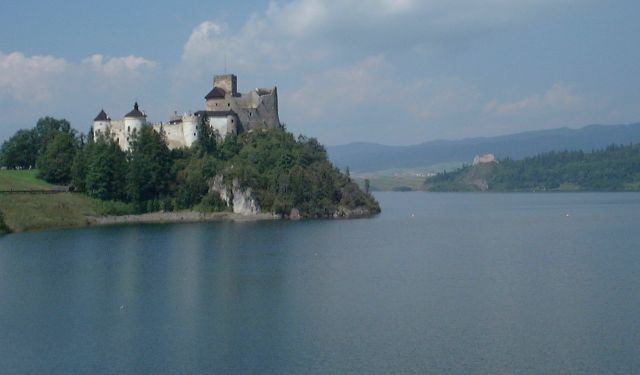
Czorsztyn am Dunajec
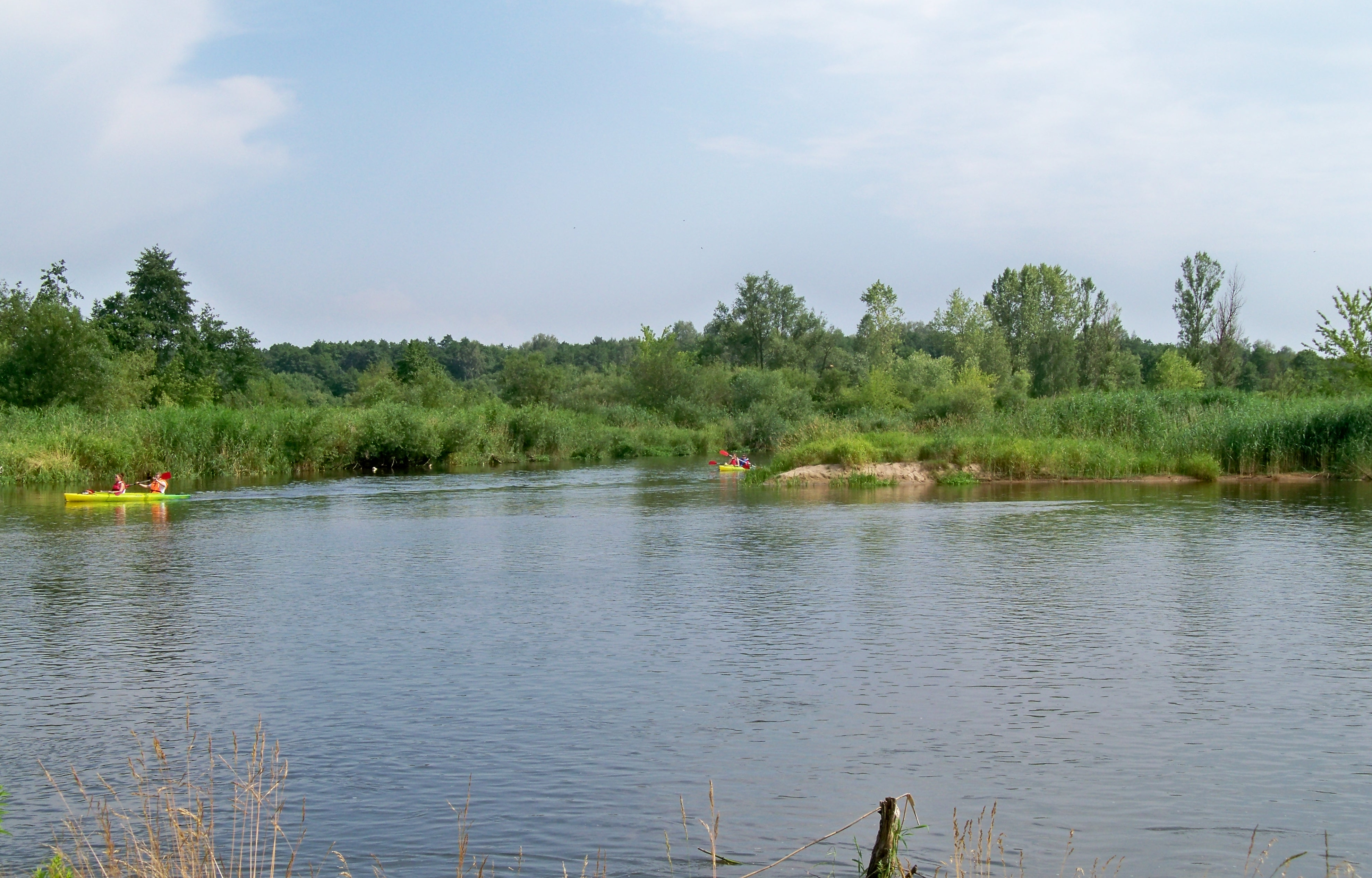
Pilica in Warka
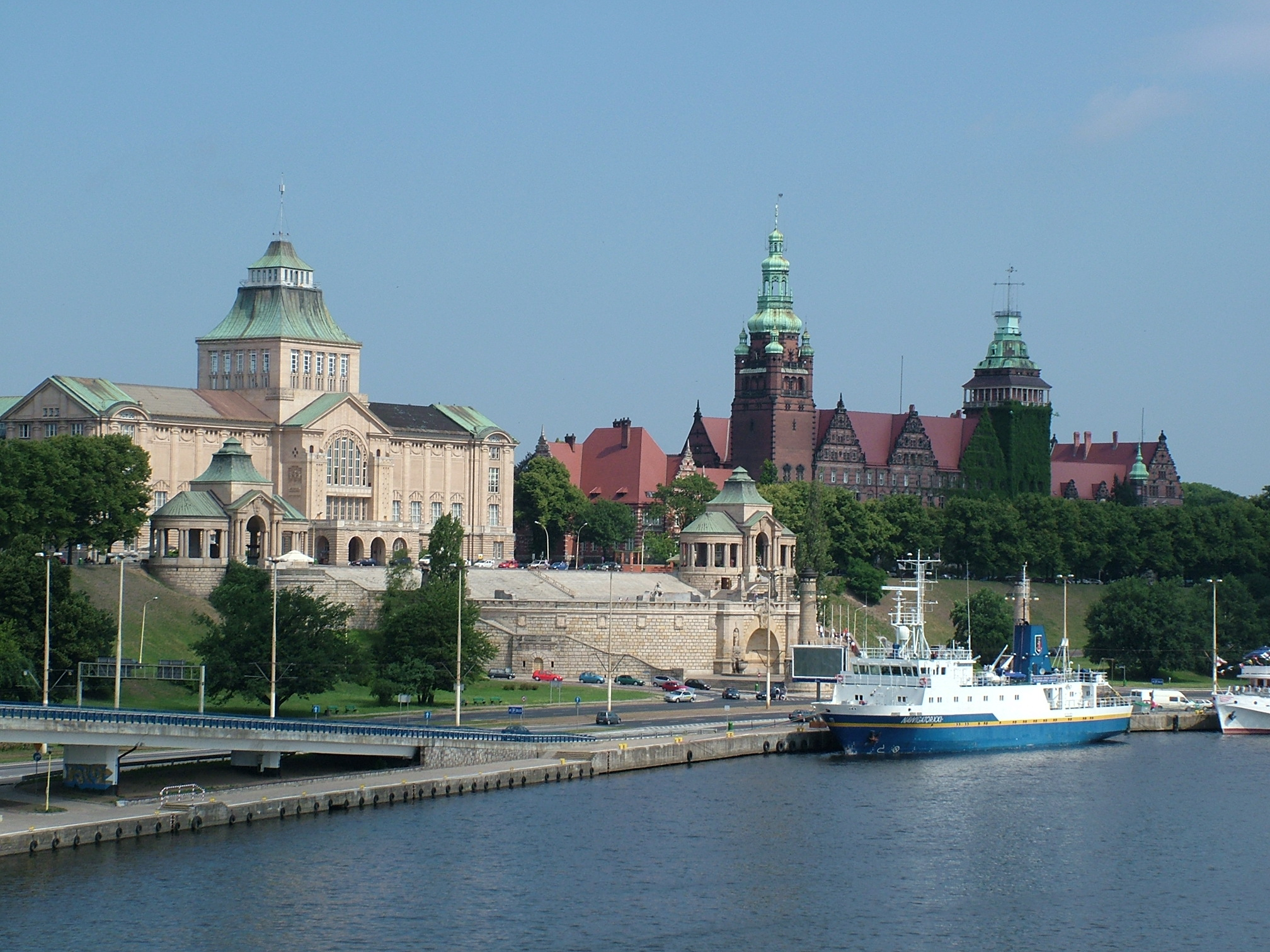
Hakenterrasse (polnisch Wały Chrobrego) in Szczecin

## Gebirge
Polen hat 21 Berge über 2000 m Höhe, die sich alle in der Tatra befinden. Die Tatra, auf polnischem Gebiet bestehend aus Hoher und Westlicher Tatra, stellt die höchste Bergkette in Polen und der ganzen Karpaten dar. Der mit 2499 m höchste Berg Rysy mit seinem hochgelegenen See Morskie Oko liegt in der Hohen Tatra. Die zweithöchste Gebirgskette in Polen sind die Beskiden mit der Babia Góra (1725 m) als höchstem Gipfel. Gefolgt werden sie vom Riesengebirge, dessen Schneekoppe mit 1602 m die höchste Erhebung der Sudeten darstellt. Zu den schönsten Bergen Polens gehören die Waldkarpaten im äußersten Südosten des Landes, deren höchste in der Polonina die Tarnica mit ca. 1300 m ist. Unter Touristen sind zudem die Niederen Beskiden (ca. 1000 m), die Gorce (ca. 1300 m), und die Pieninen (ca. 1000 m) bekannt, die jeweils durch einen Nationalpark geschützt sind.
Der mit 2 m unter dem Meeresspiegel am tiefsten gelegene Punkt befindet sich bei Raczki Elbląskie in der Nähe von Elbląg im Weichseldelta. Die geologische Struktur Polens wird geprägt durch die Plattenkollision der Kontinente Afrika und Europa während der letzten Jahrmillionen einerseits, sowie durch die Vergletscherung von Skandinavien, den Karpaten und Sudeten während der Eiszeiten andererseits. Beide Prozesse formten die Karpaten und die Sudeten. Die Moränenlandschaft Nordpolens weist zumeist Sand- und Lehmböden auf, während die südlicheren Urstromtäler oft Lößböden aufweisen. Der Jura, die Pieninen und die Westliche Tatra bestehen aus Kalkstein, während die Hohe Tatra, die Beskiden und das Riesengebirge sich zum großen Teil aus Granit und Basalten zusammensetzen. Das Heiligkreuzgebirge ist eines der ältesten Gebirge der Erde.

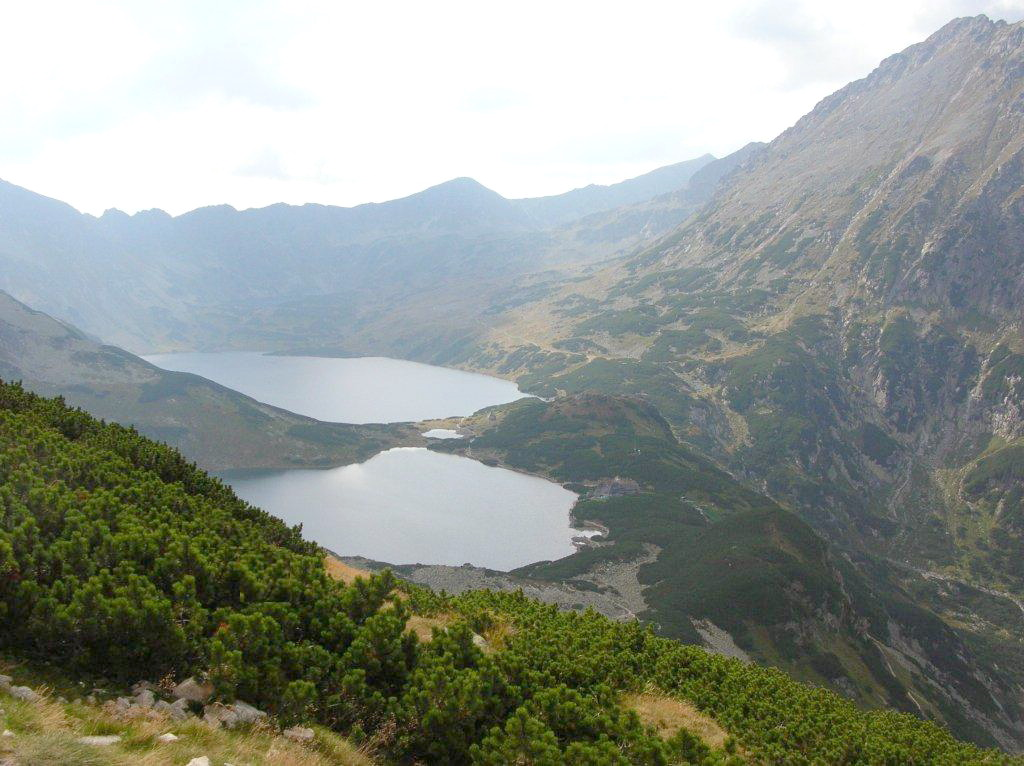
Hohe Tatra
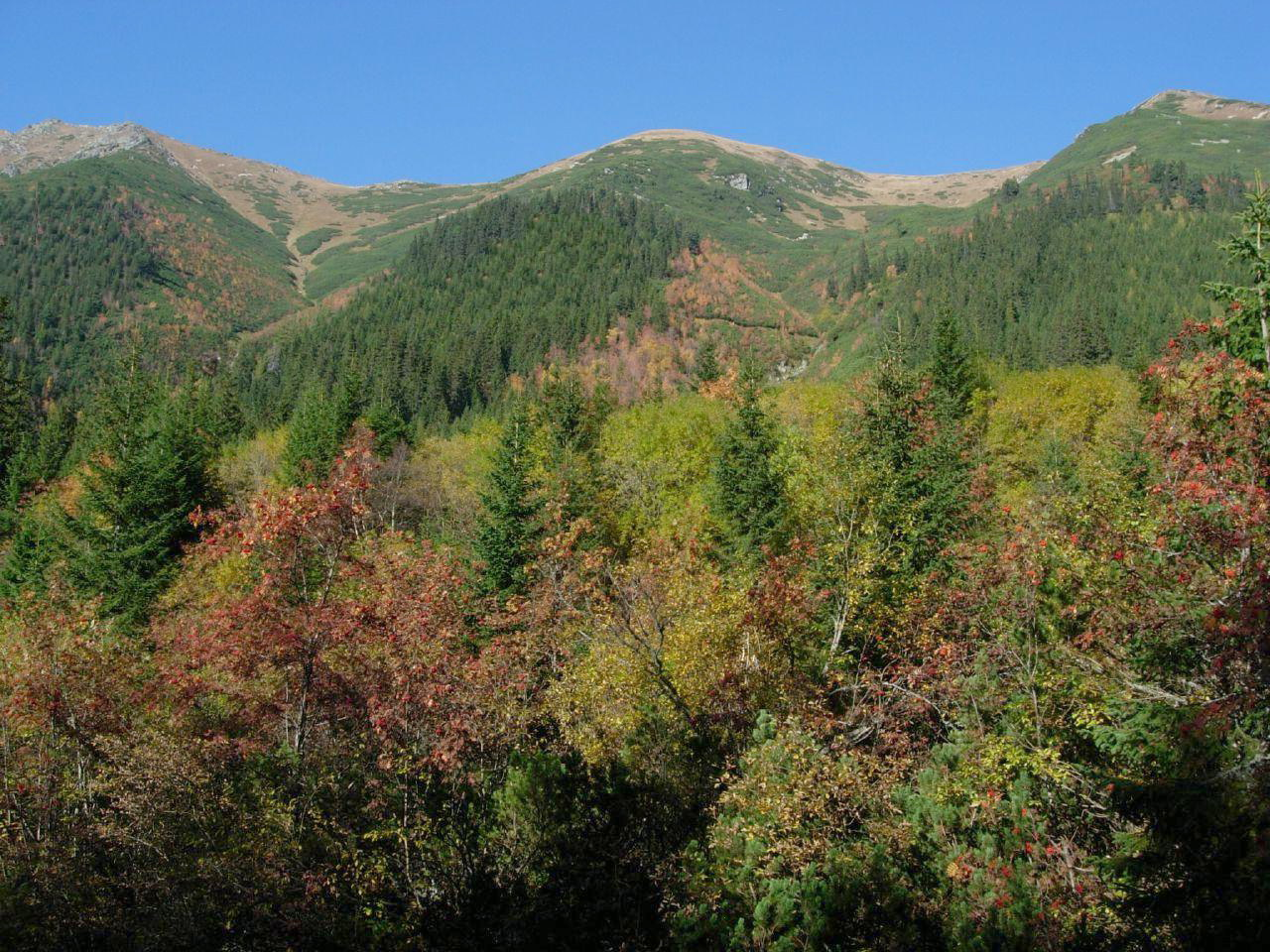
Westliche Tatra
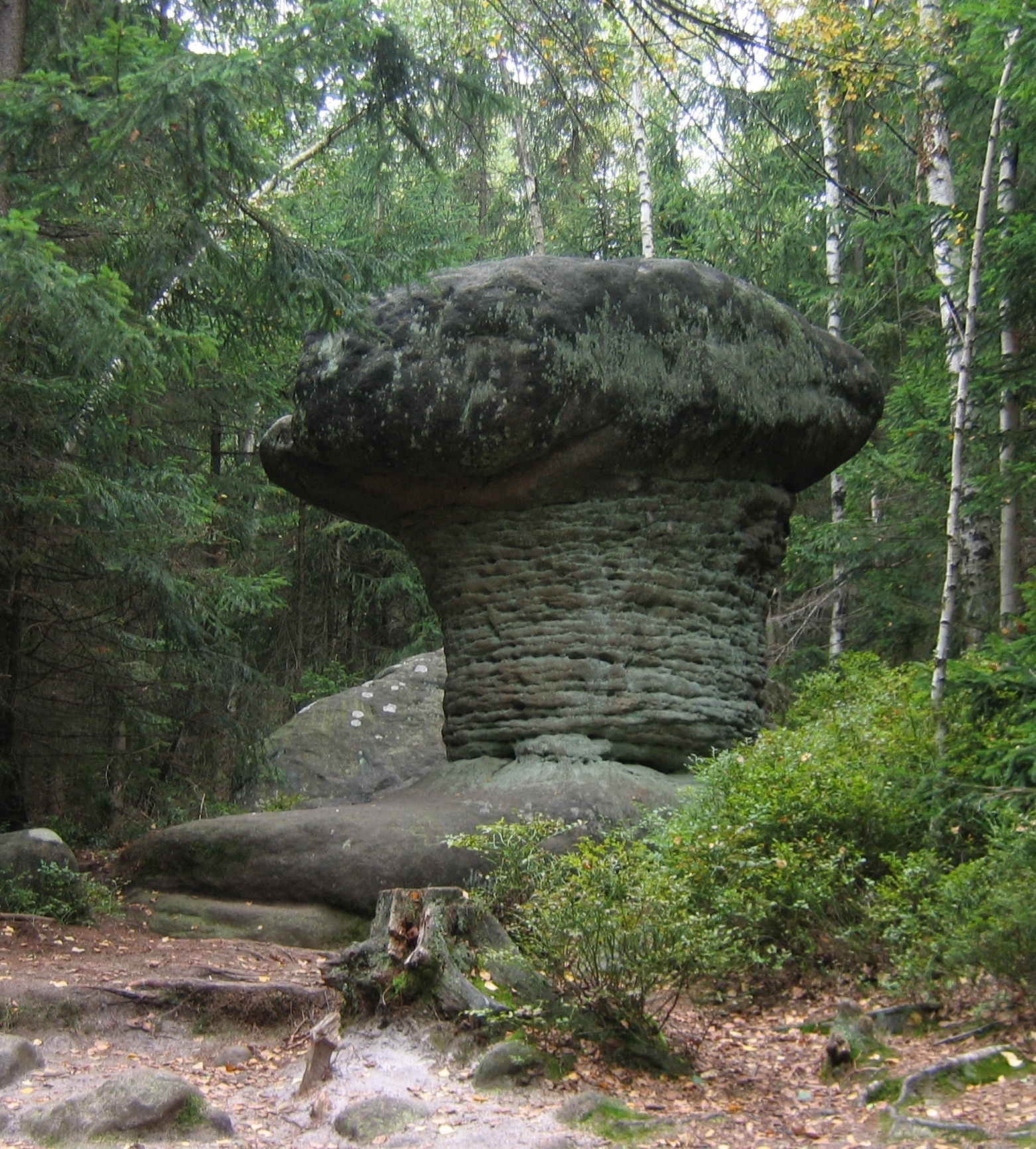
Heuscheuergebirge
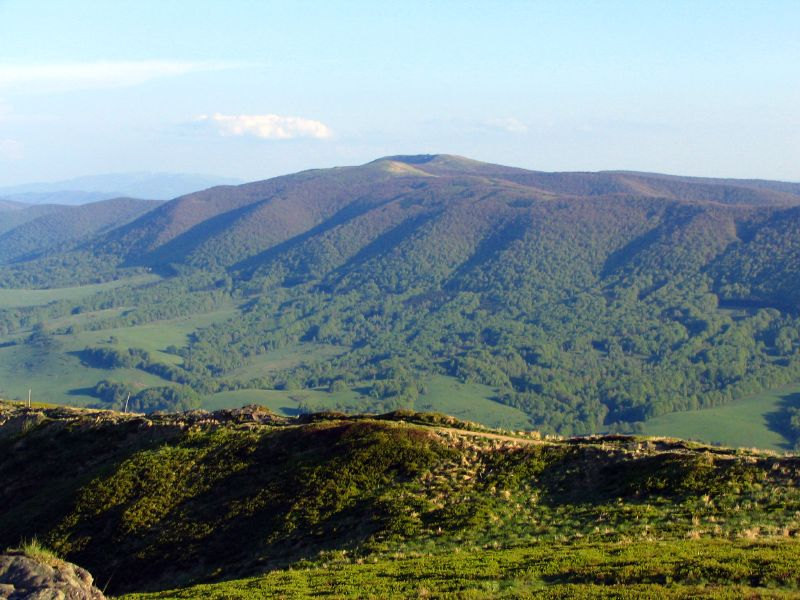
Bieszczady
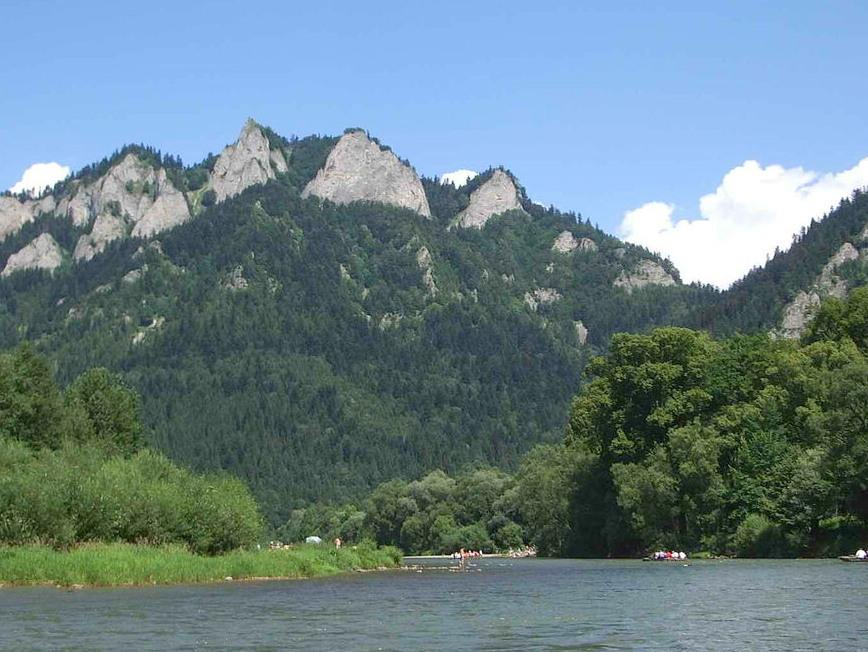
Pieninen
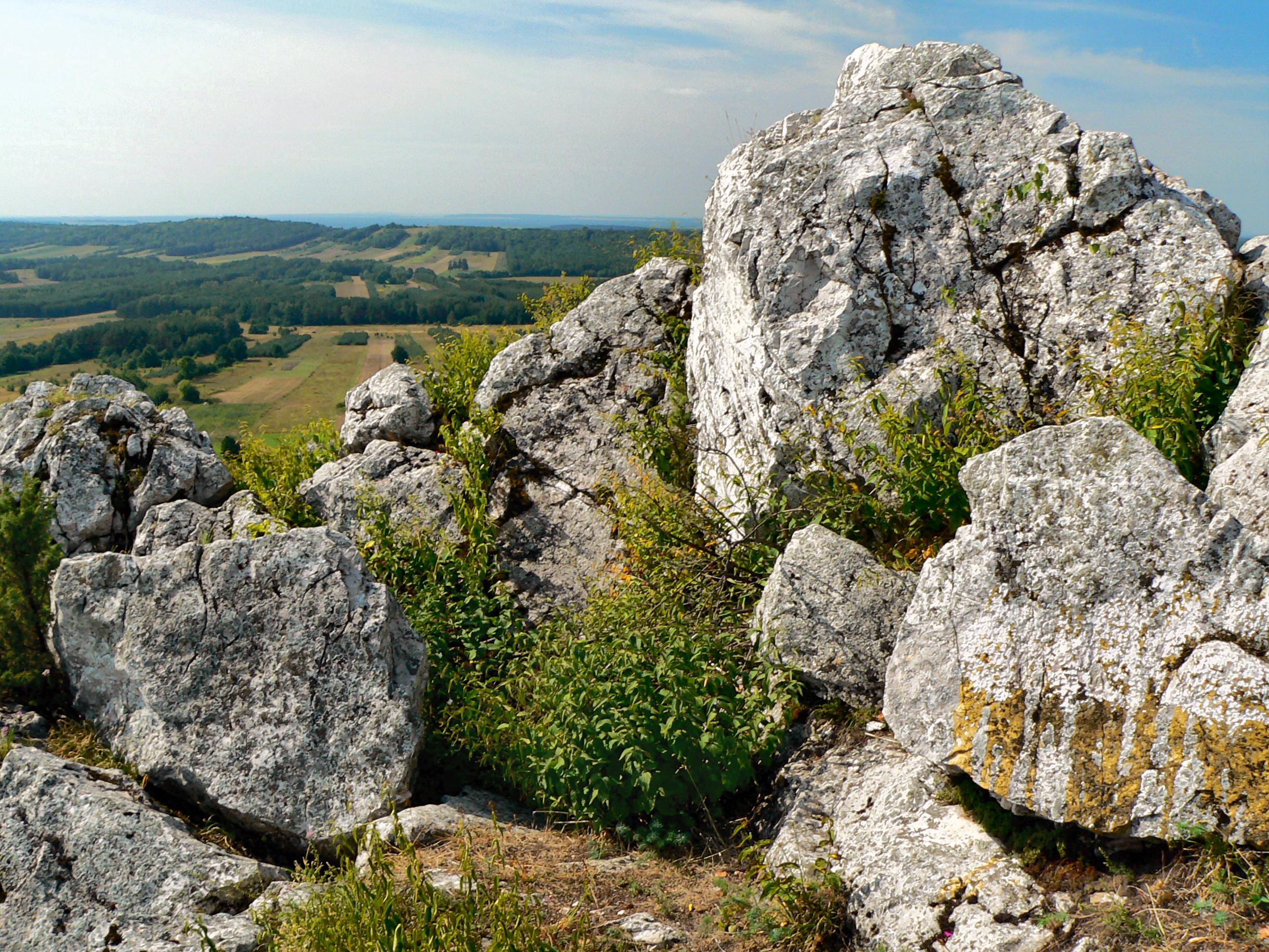
Heiligkreuzgebirge

## Architektur

### Burgen
In Polen gibt es hunderte erhaltene sowie ruinös gefallene Burgen. Interessant ist allen voran die Wawelburg in Krakau. Bedeutend sind die Adlerhorst-Burgen im Jura zwischen Krakau und Tschenstochau (z. B. Ogrodzieniec, Mirów, Pieskowa Skała) sowie Burgen Kasimirs des Großen in Kleinpolen und Südostpolen (Niedzica, Czorsztyn, Nowy Wiśnicz), die Burgen in Schlesien (Bolków, Książ, Guhlau) und die Kreuzritterburgen aus Backstein in Nordpolen (Marienburg, Kwidzyn). Schlösser der Herzöge von Pommern  befinden sich unter anderem in Szczecin und Darłowo.

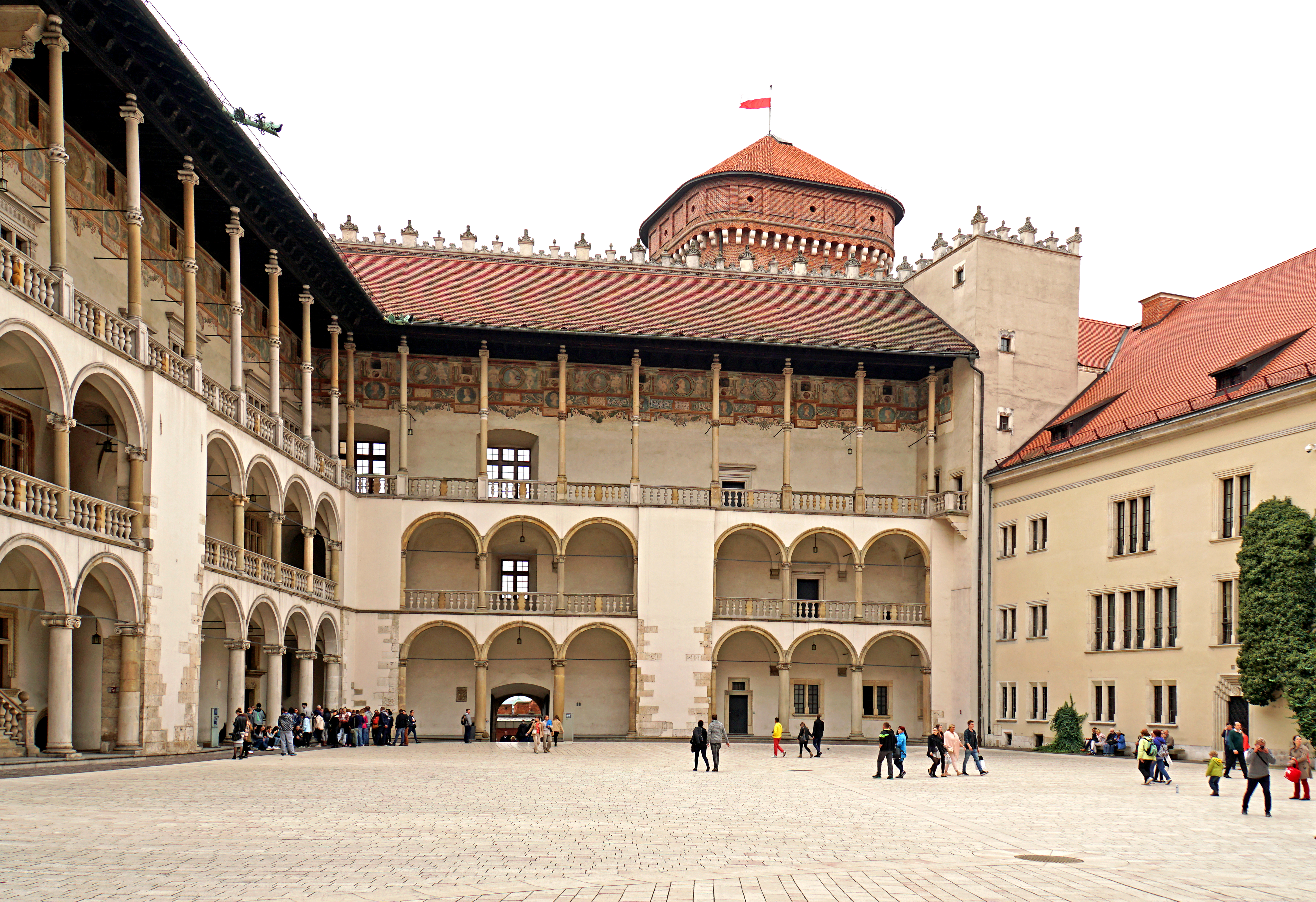
Wawel in Krakau
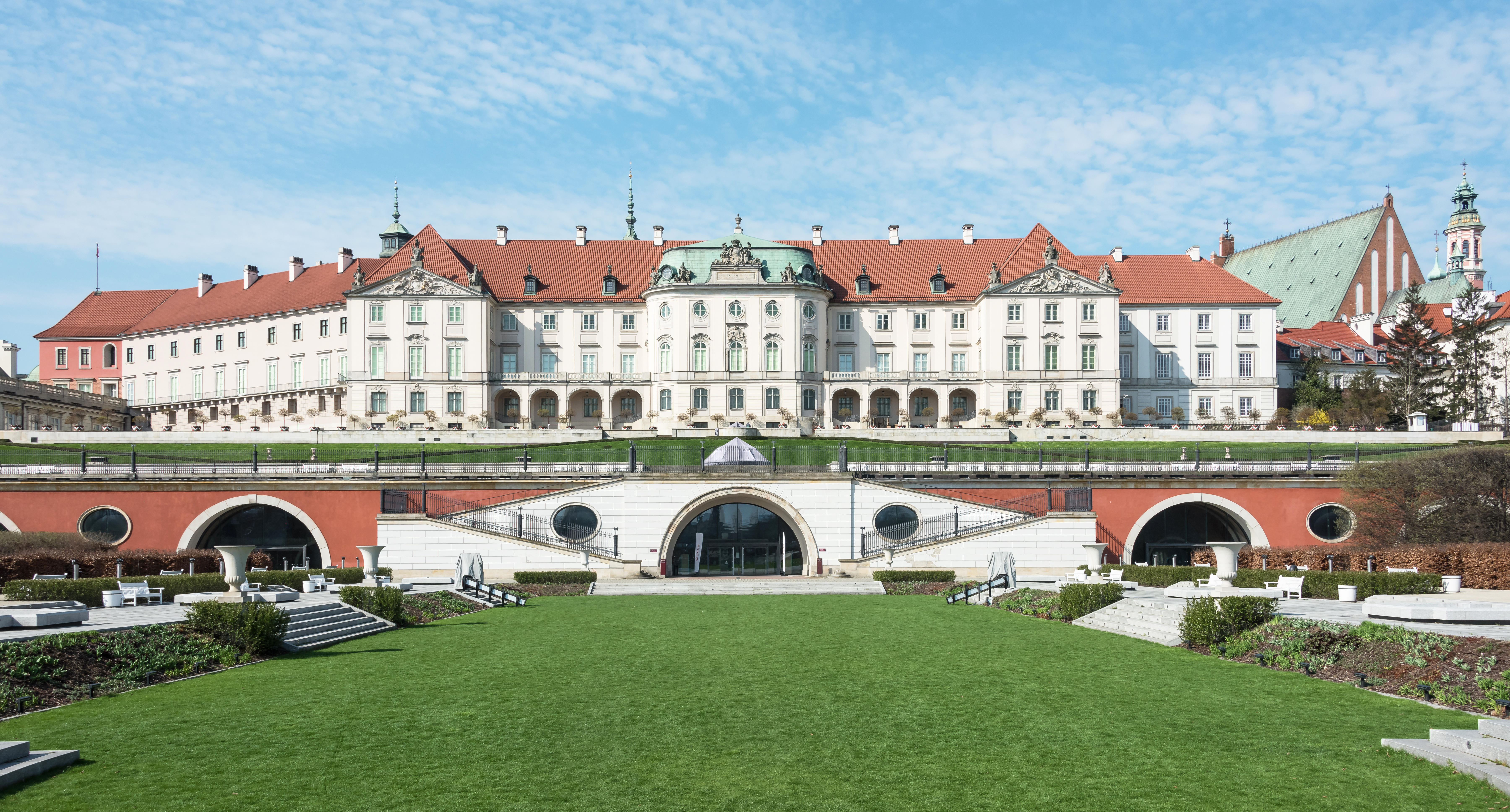
Warschauer Königsschloss
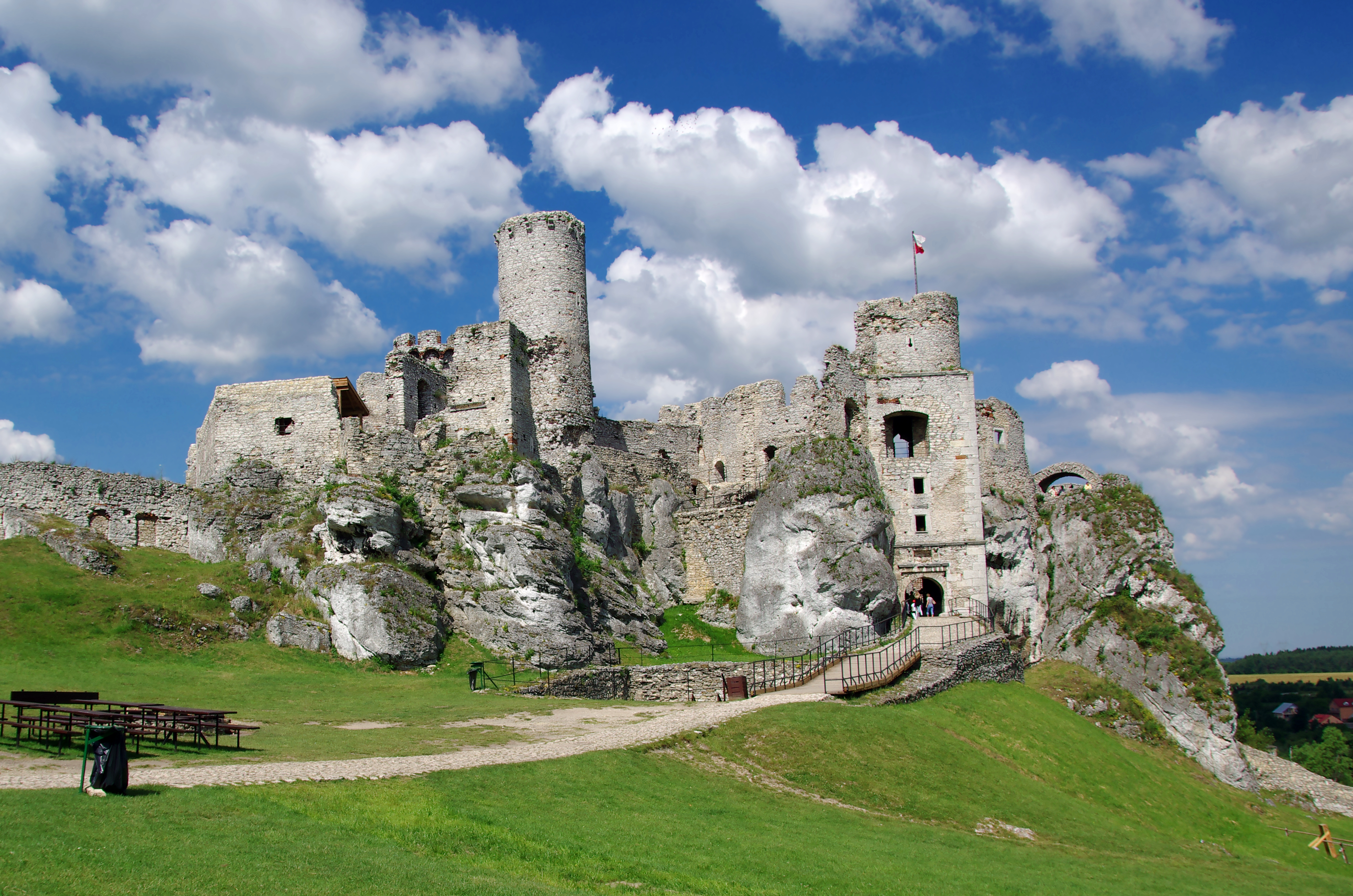
Ogrodzieniec
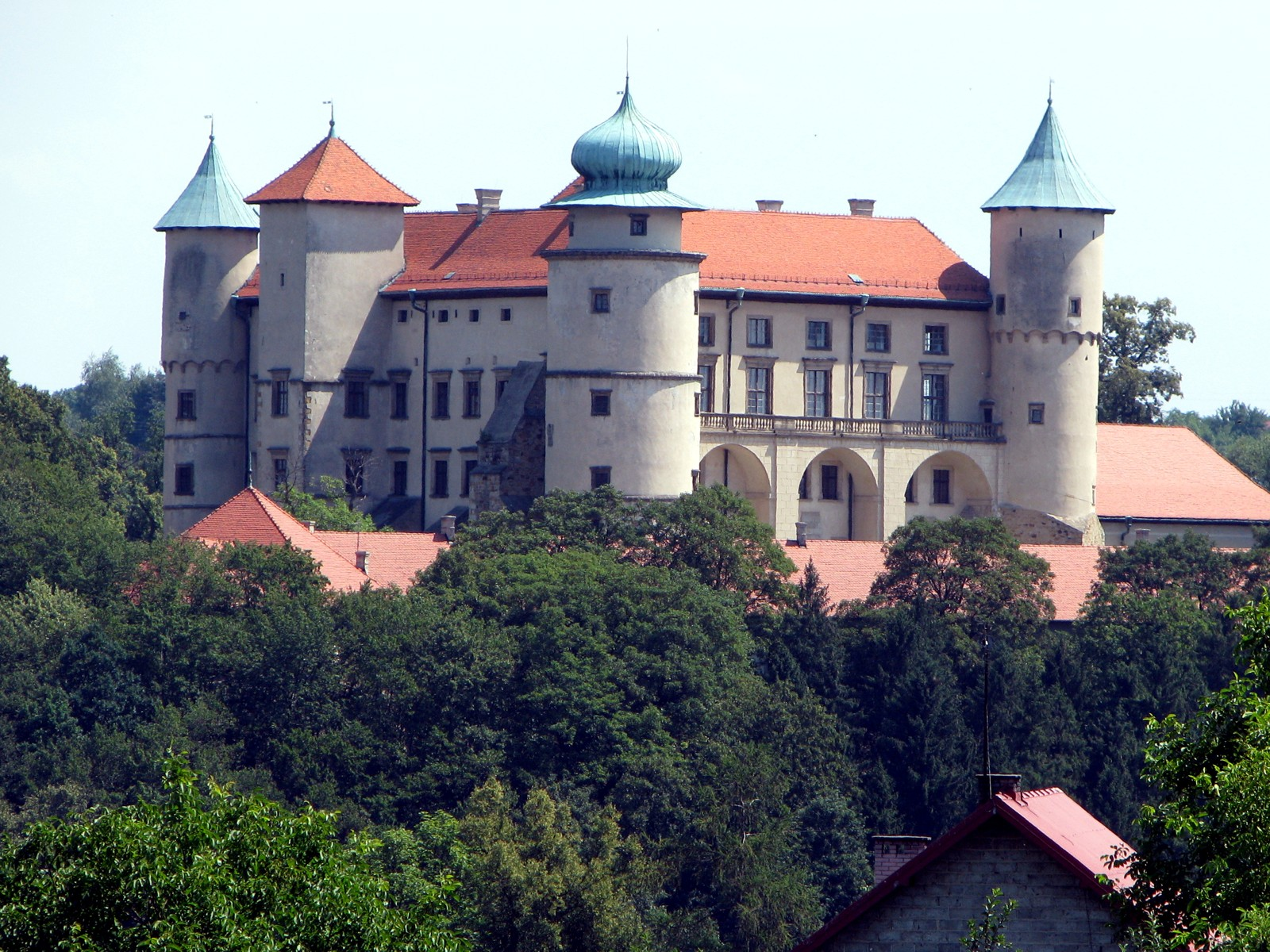
Nowy Wiśnicz

### Paläste
In Polen gibt es sehr viele Adelspaläste, allein Warschau hat über hundert. Der reiche polnische Adel baute in der Renaissance, dem Barock und dem Klassizismus fleißig gewaltige Residenzen. So war z. B. der Palast Krzyżtopór in Ujazd, bevor Versailles erbaut wurde, der größte Palast in Europa. Viele dieser Paläste befinden sich heute in der Ukraine, Belarus oder Litauen. Zu den wichtigsten in Polen gehören die Warschauer Paläste: Königsschloss, Präsidentenpalast, Łazienki, Wilanów, Krasiński, Sapieha, Potocki etc., zudem die Paläste in Białystok, Rogalin, Nieborów, Kozłówka, Łańcut, Krasiczyn, Baranów.

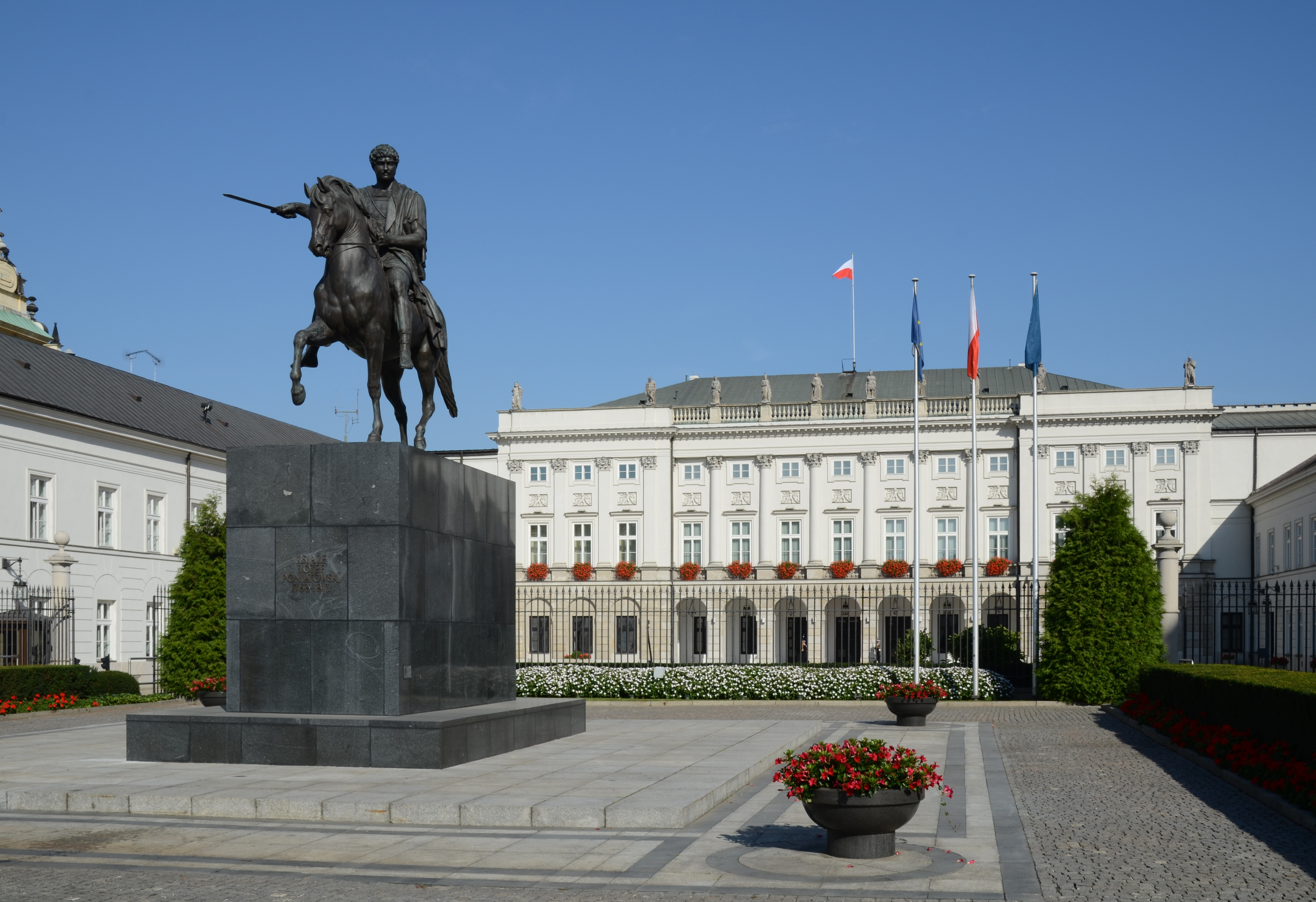
Präsidentenpalast in Warschau
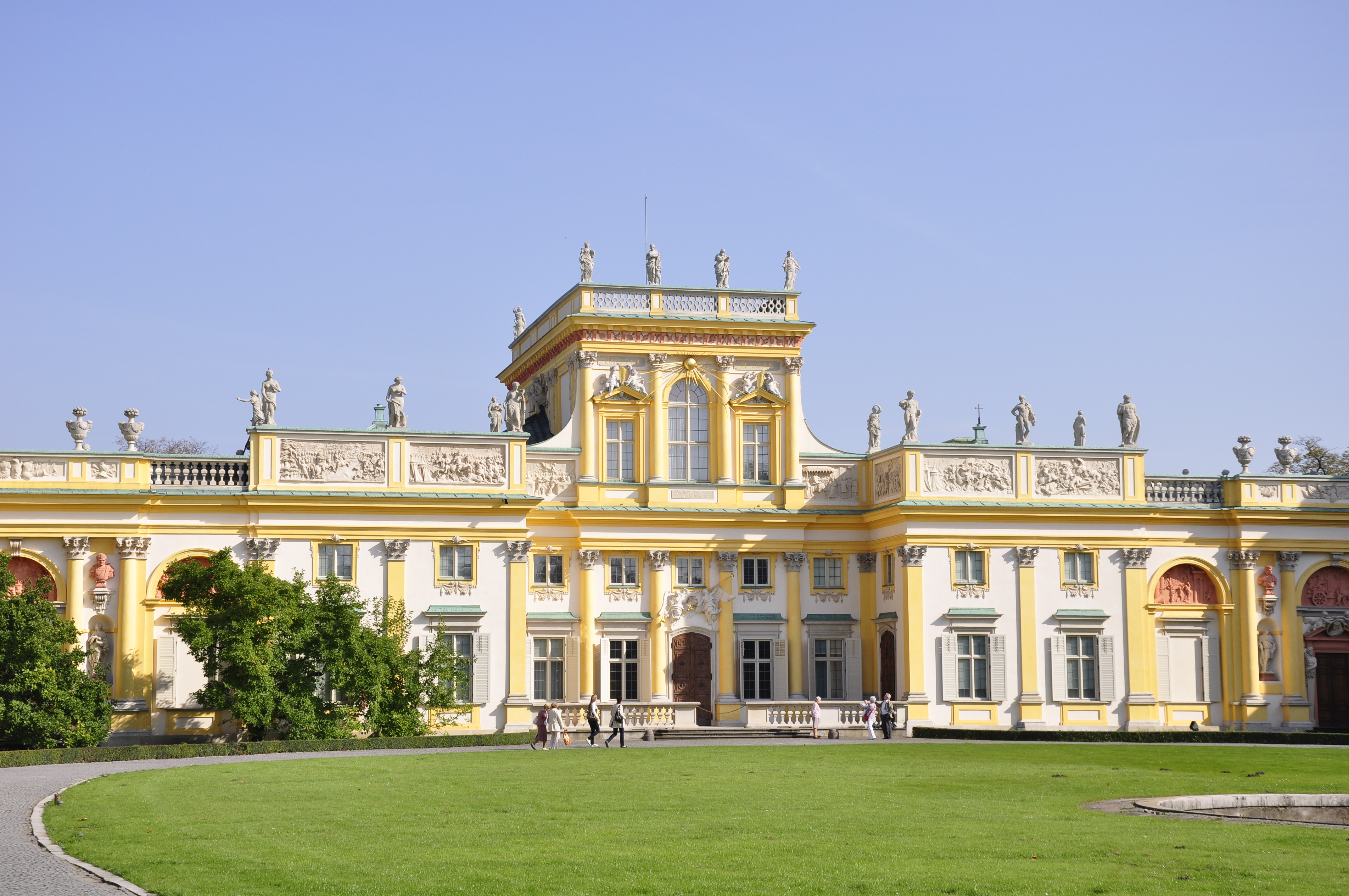
Wilanów-Palast in Warschau
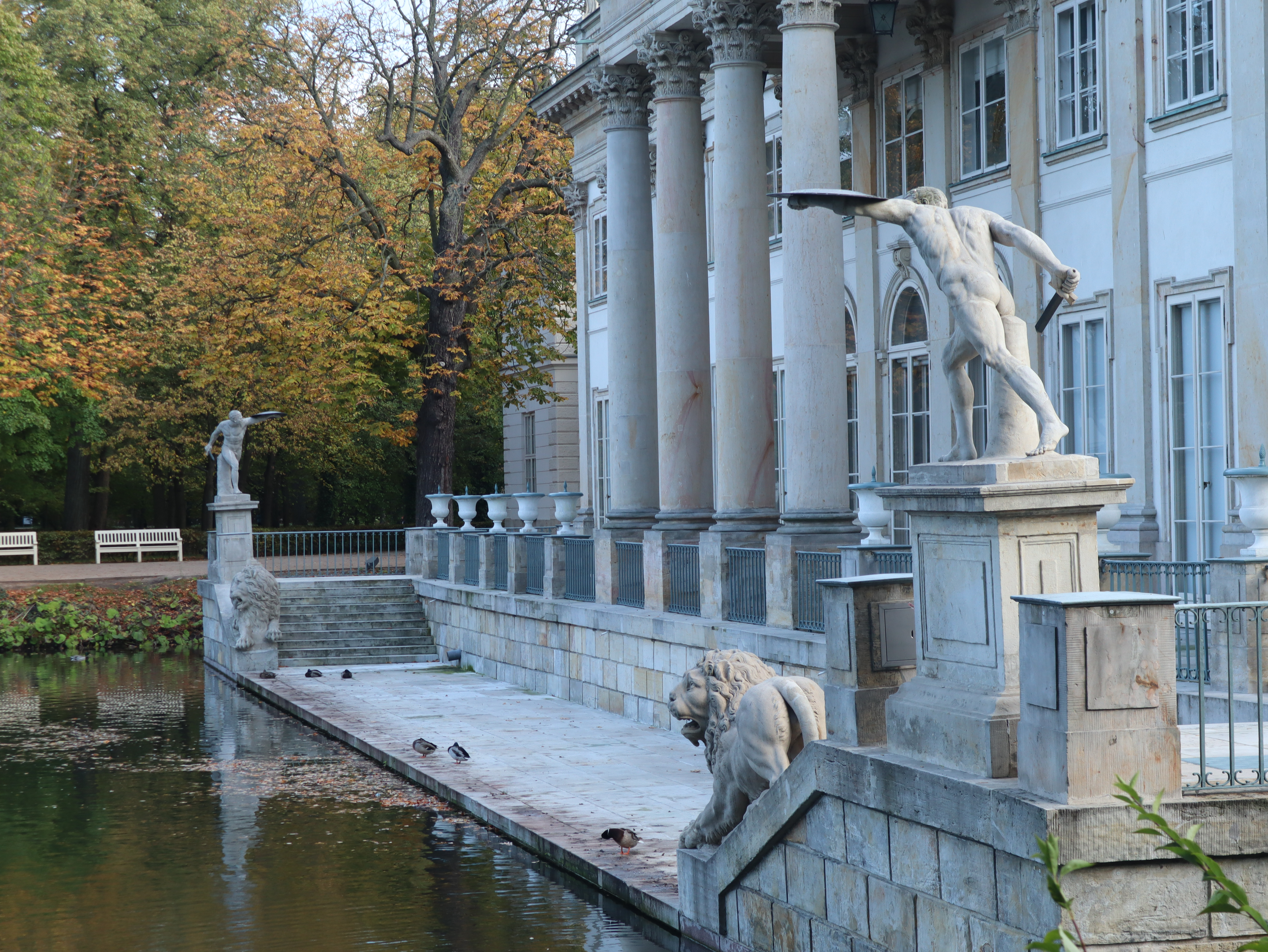
Łazienki-Palast in Warschau
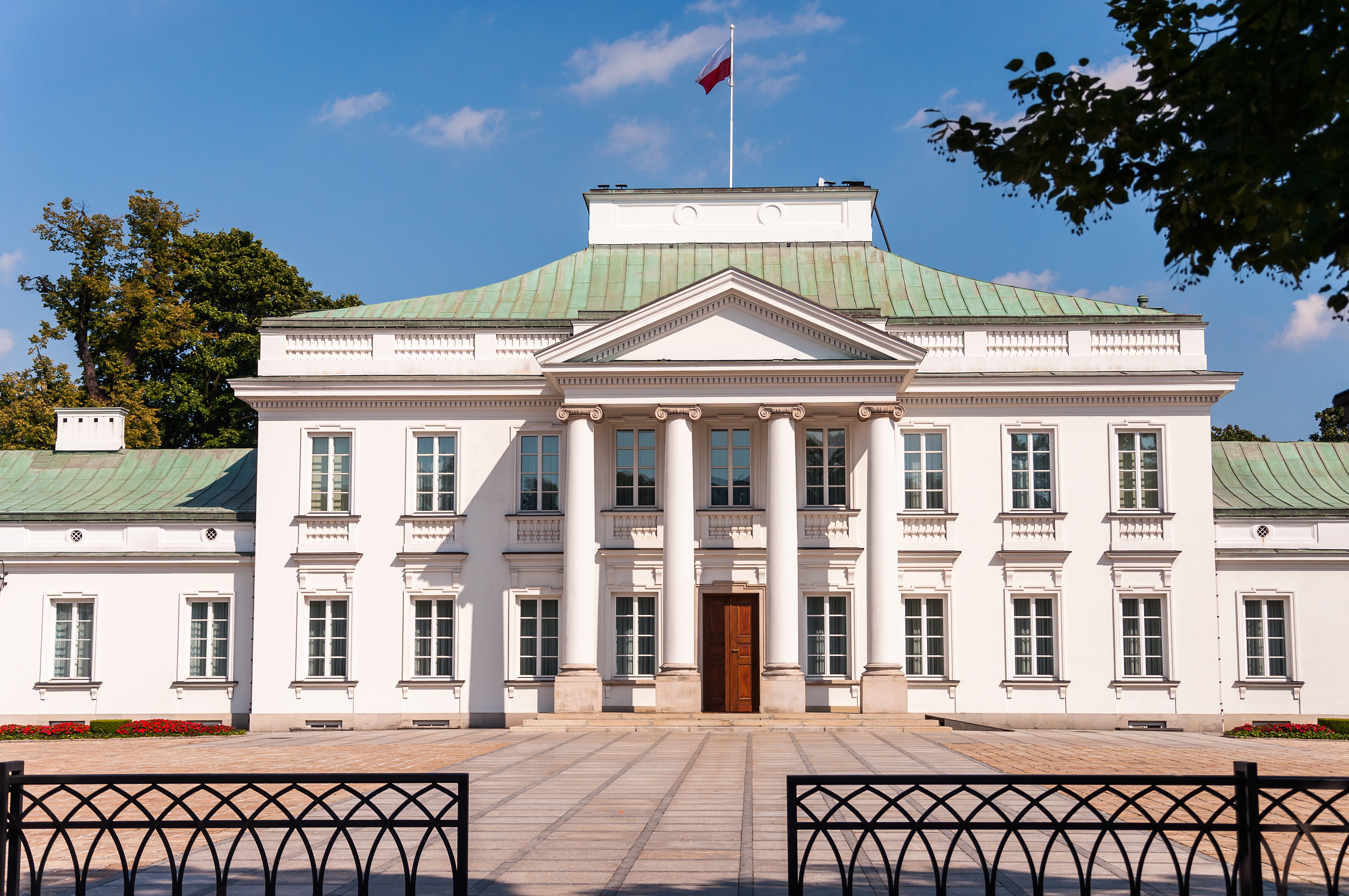
Belvedere-Palast in Warschau
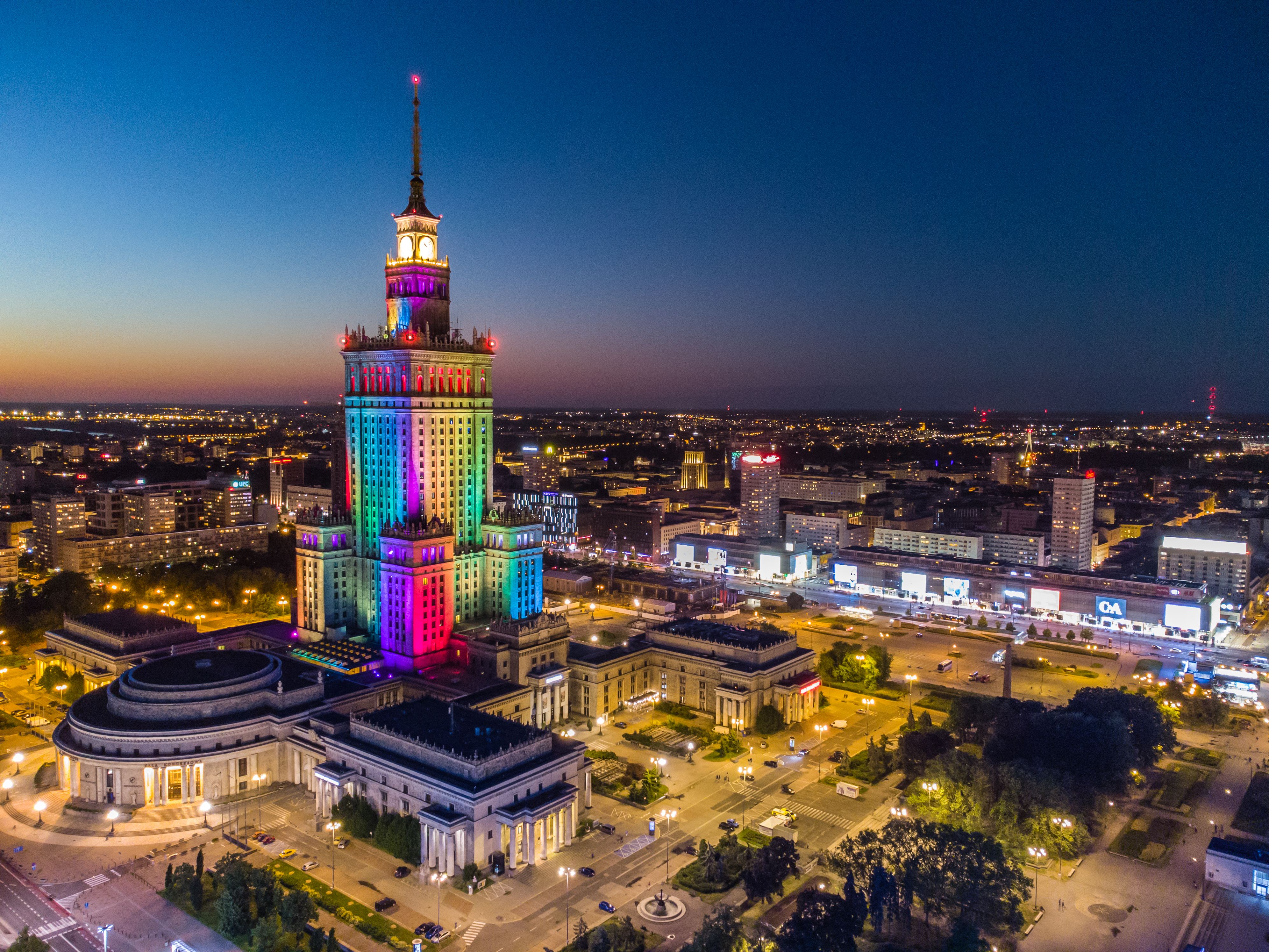
Kulturpalast in Warschau
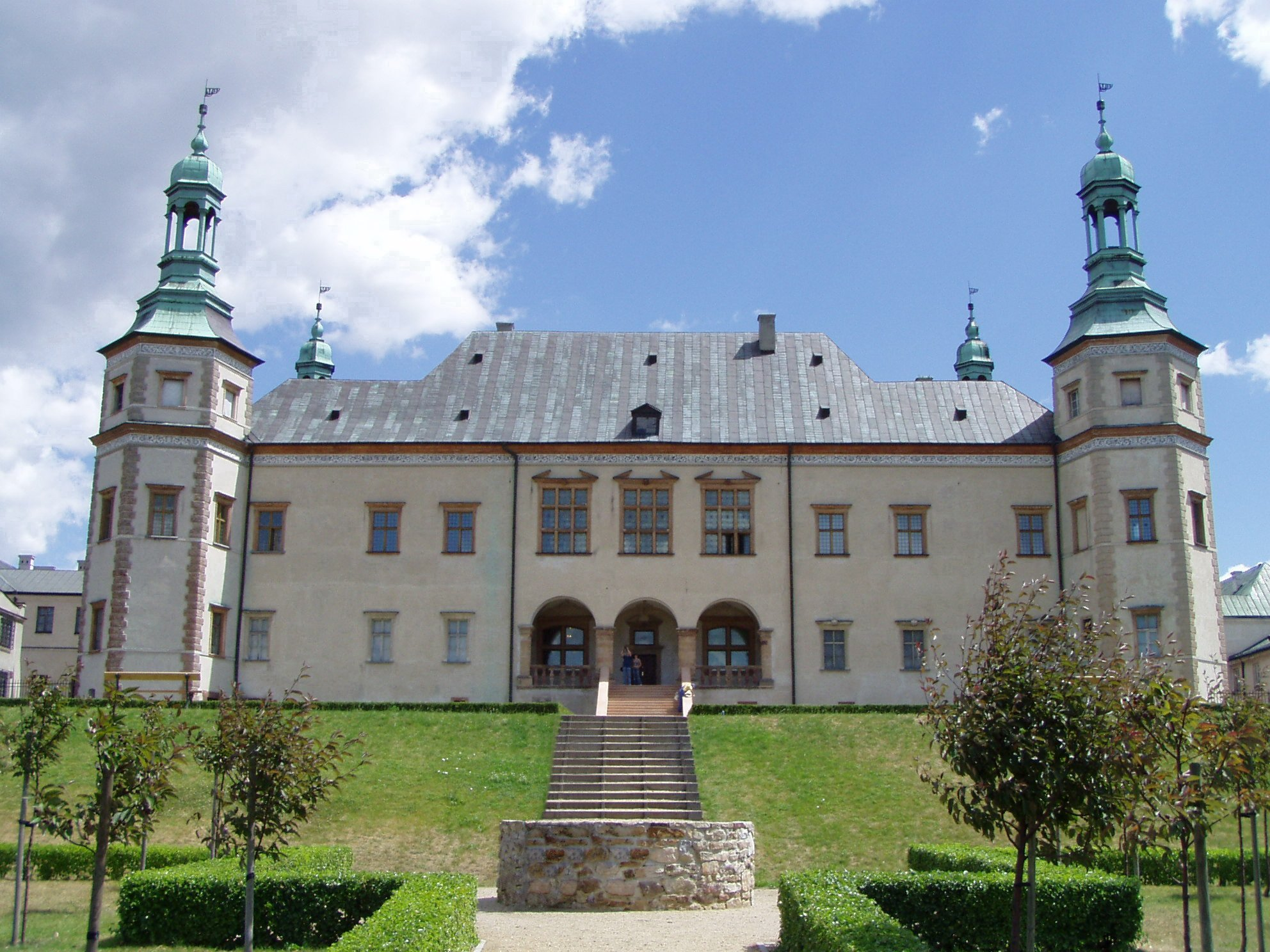
Bischofspalast Kielce

### Gärten und Parks
Seit der Renaissance wurden in Polen Lustgärten angelegt. Diese finden sich z. B. in Brzeg, Krakau, Pieskowa Skała. Barockgärten im französischen Stil gibt es in Wilanów, Warschau, Białystok. Im 18. Jahrhundert wurden vor allem in Masowien mehrere romantische Gärten im englischen Stil errichtet, vor allem "Die Bäder" – Łazienki in Warschau, in Arkadia, in Puławy etc.

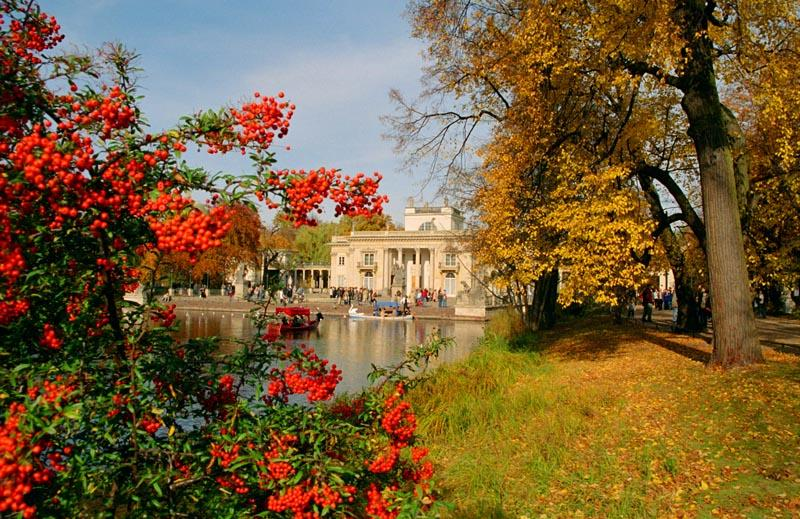
Łazienki-Park in Warschau
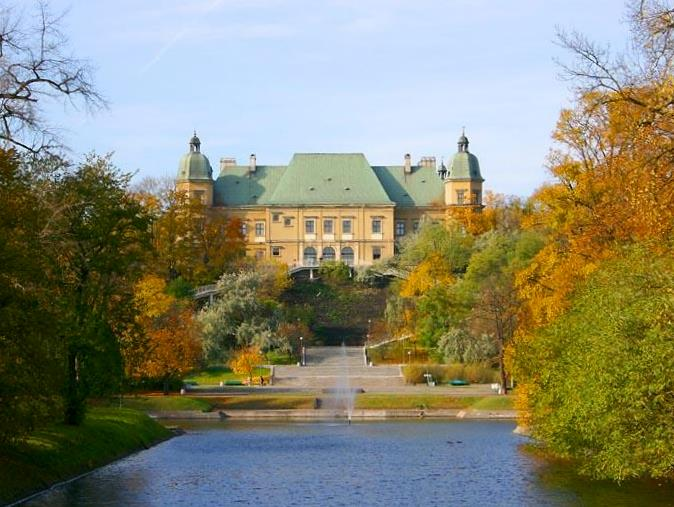
Park Ujazdowski in Warschau
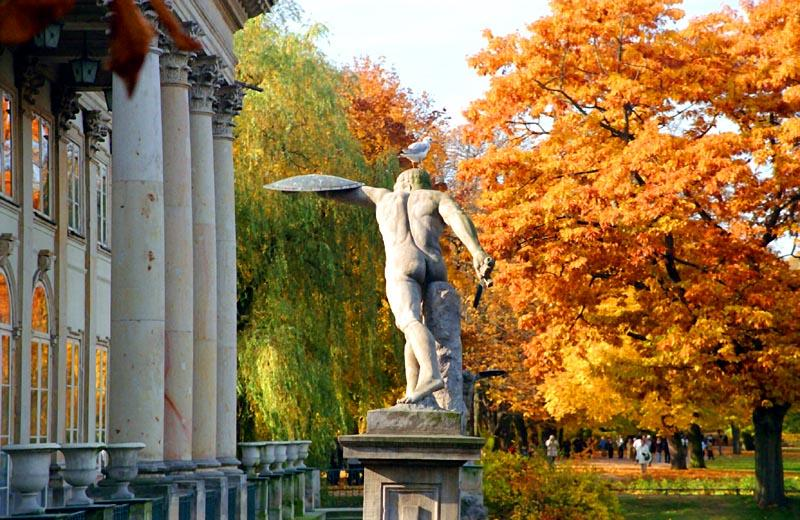
Łazienki-Park in Warschau
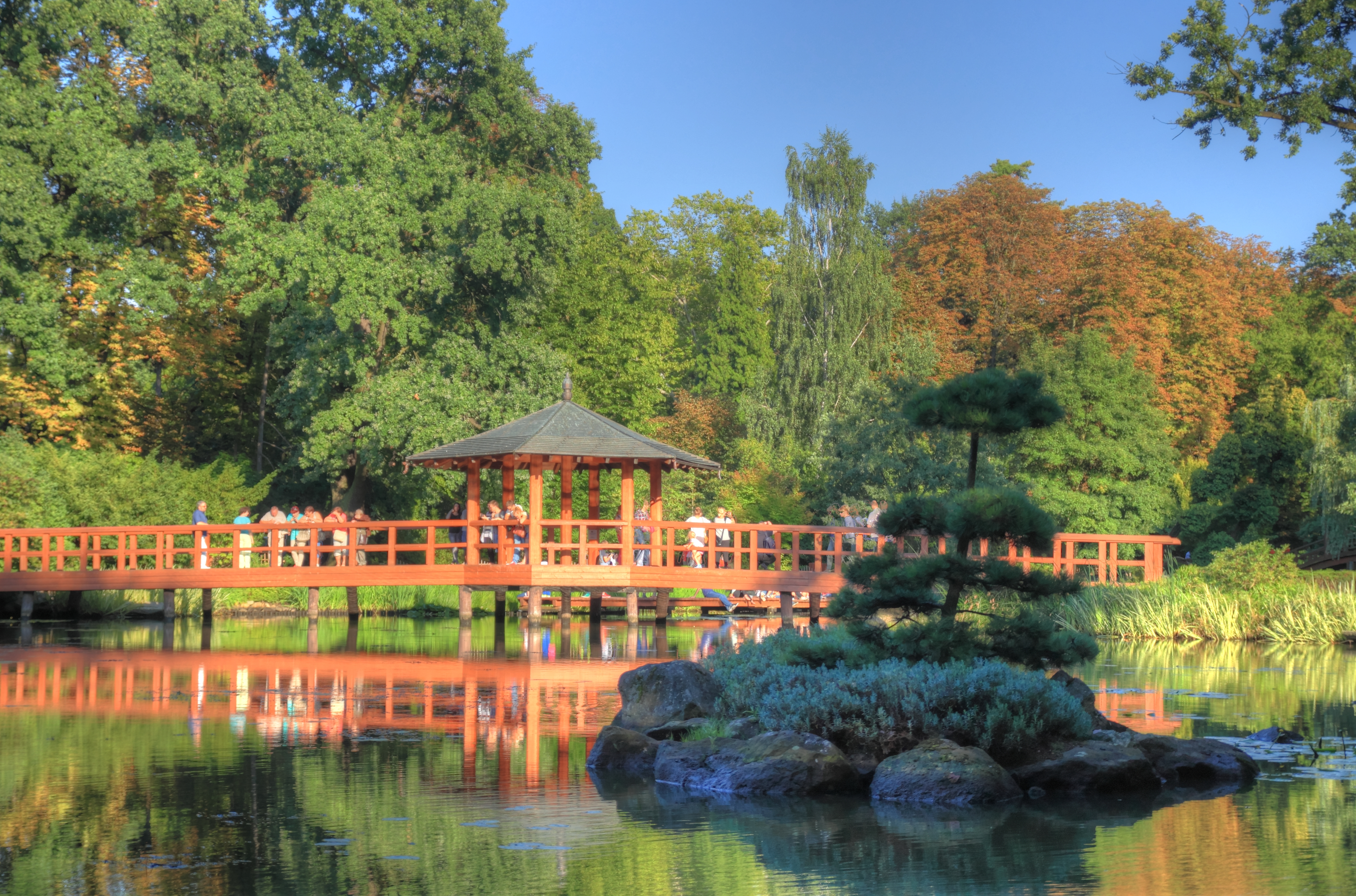
Japanischer Garten in Breslau
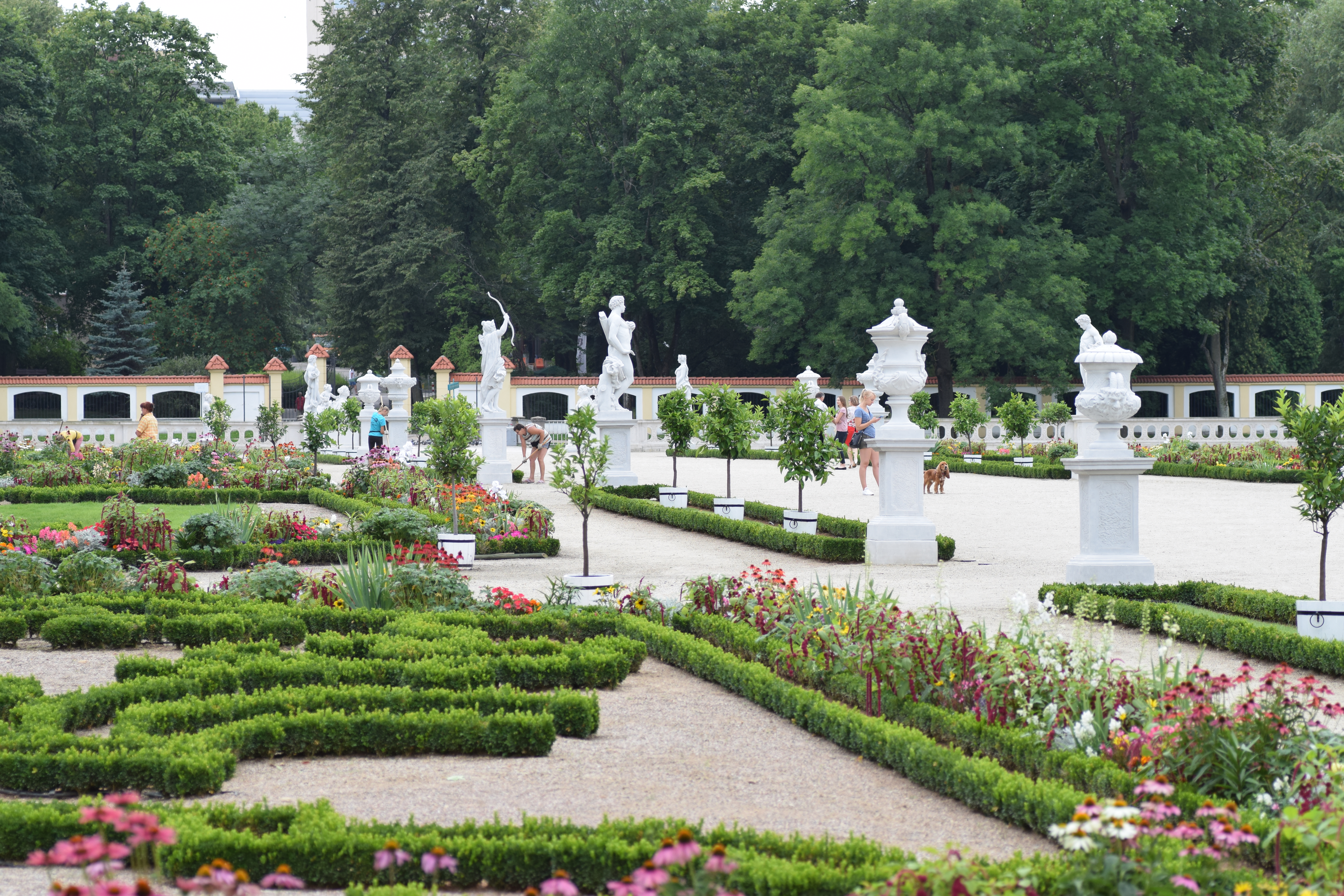
Branicki-Park in Białystok
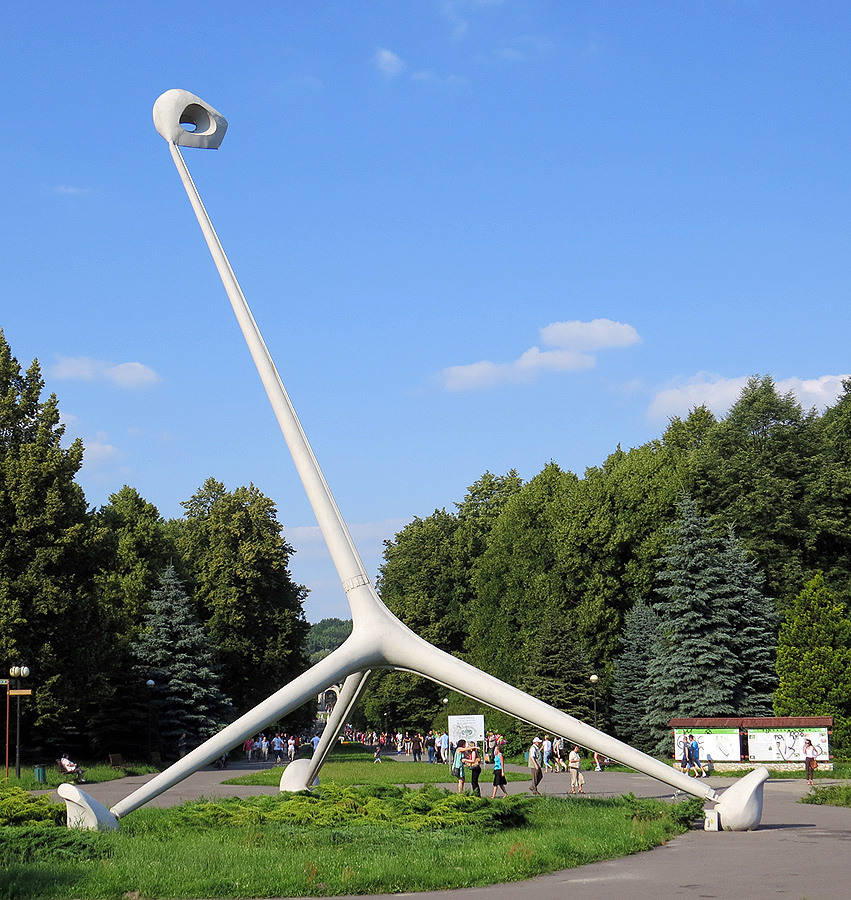
Schlesischer Kultur- und Erholungspark in Chorzów

### Zoologische Gärten
- Zoologischer Garten Breslau, Breslau
- Ogród Zoologiczny w Chorzowie, Chorzów
- Miejski Ogród Zoologiczny w Gdańsku-Oliwie, Danzig
- Palmenhaus, Gliwice
- Zoologischer Garten Krakau, Krakau
- Ogród Zoologiczny w Łodzi, Łódź
- Ogród Zoologiczny w Opolu, Oppeln
- Ogród Zoologiczny w Płocku, Płock
- Ogród Zoologiczny w Poznaniu, Posen
- Ogród Zoologiczny w Bydgoszczy, Bydgoszcz
- Ogród Zoologiczny w Toruniu, Toruń
- Zoologischer Garten Warschau, Warschau
- Ogród Zoologiczny w Zamościu, Zamość

### Kirchen
In Polen lebten im Mittelalter und in der frühen Neuzeit Gläubige verschiedener Religionen und Konfessionen friedlich nebeneinander, und die polnischen Könige und Sejme garantierten ihnen die Religionsfreiheit, die 1572 in Polen zum ersten Mal weltweit Verfassungsrang erlangte. Zeugen dieser kulturellen Vielfalt sind Kirchen, Synagogen und tatarische Moscheen in ganz Polen und in allen Baustilen. Die größte Kirche dürfte die Basilika der Muttergottes von Licheń sein, die schönste wohl die Wawel-Kathedrale in Krakau. Die größte Synagoge dürfte die Alte Synagoge in Kazimierz (Krakau) sein, die schönste die Synagoge in Tykocin. Die größte Moschee dürfte in Danzig stehen, die schönsten dürften die Holzmoscheen in Podlachien sein.

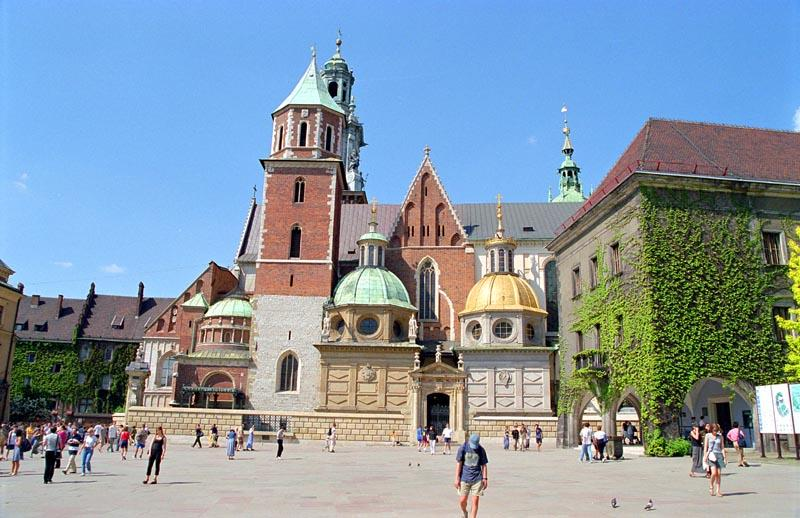
Wawel in Krakau
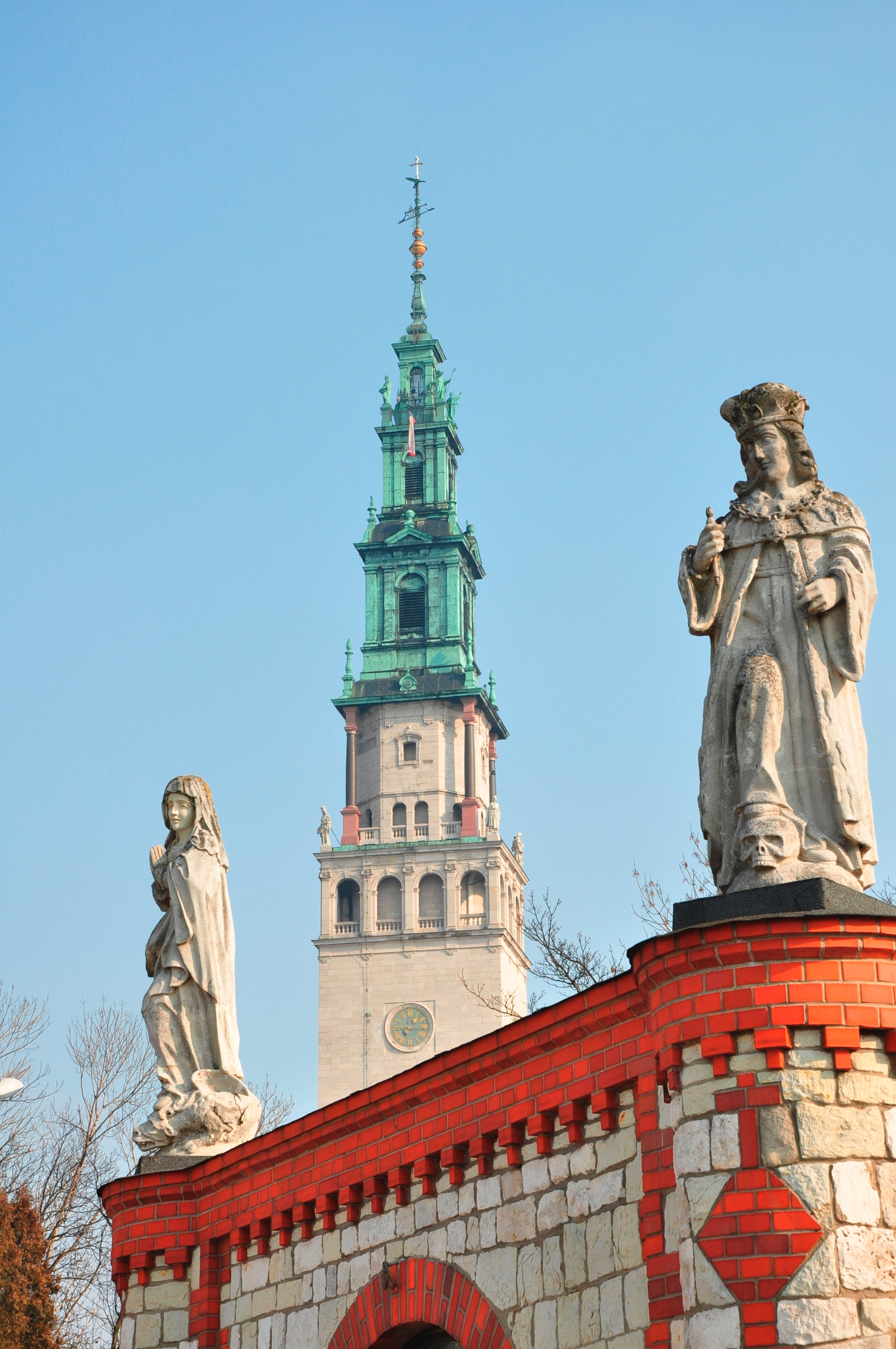
Jasna Góra in Tschenstochau
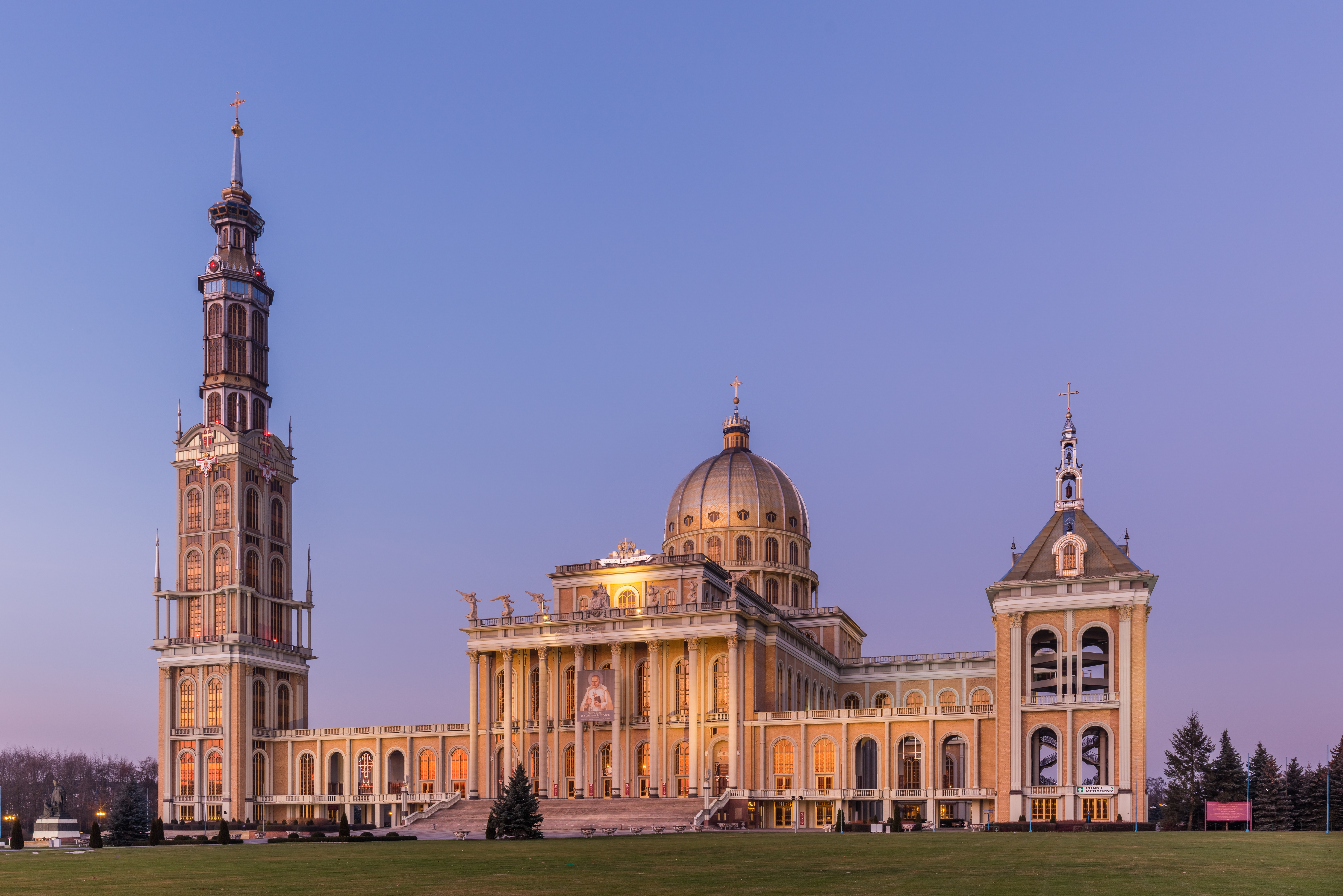
Basilika der Muttergottes von Licheń
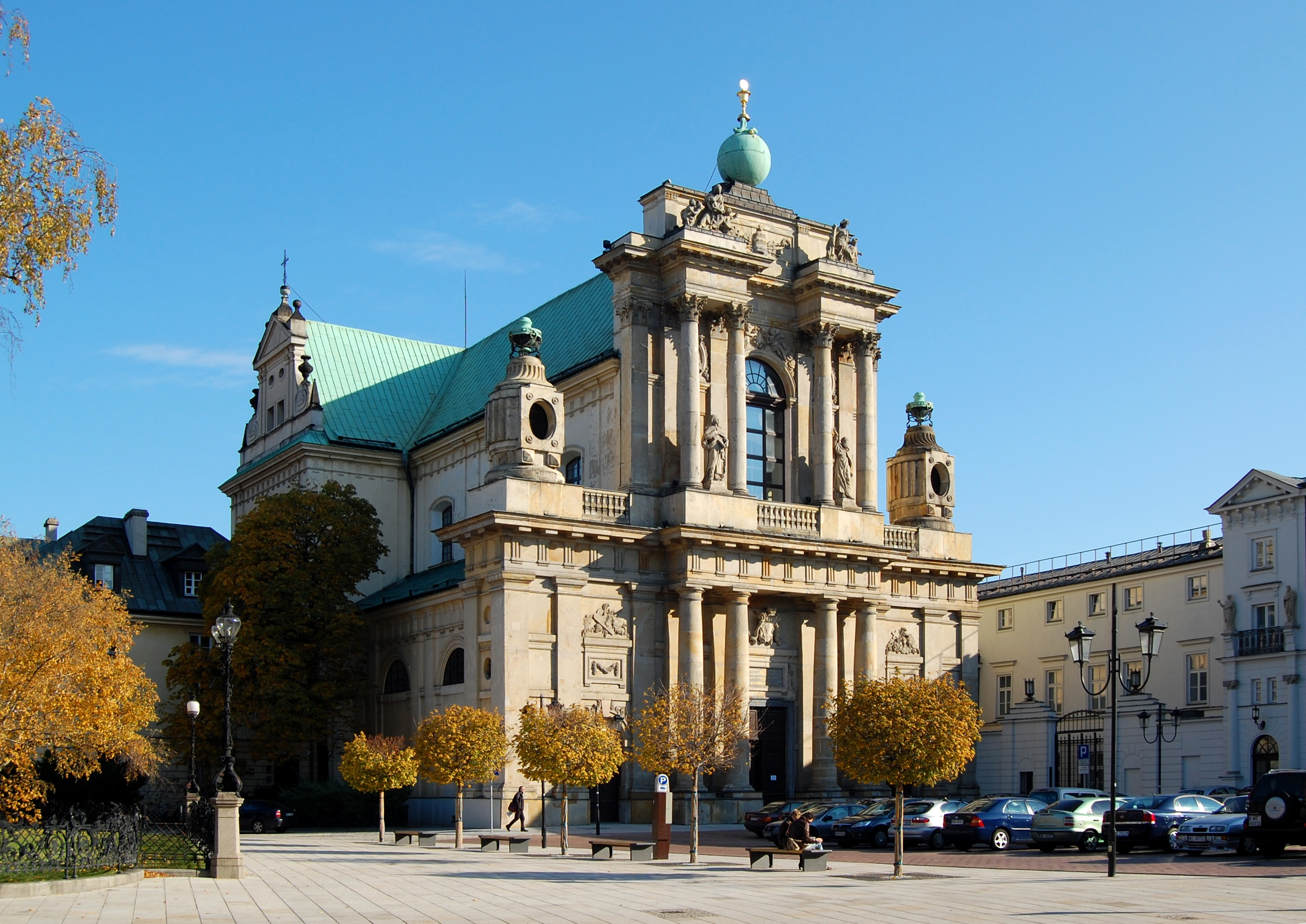
Seminarkirche in Warschau
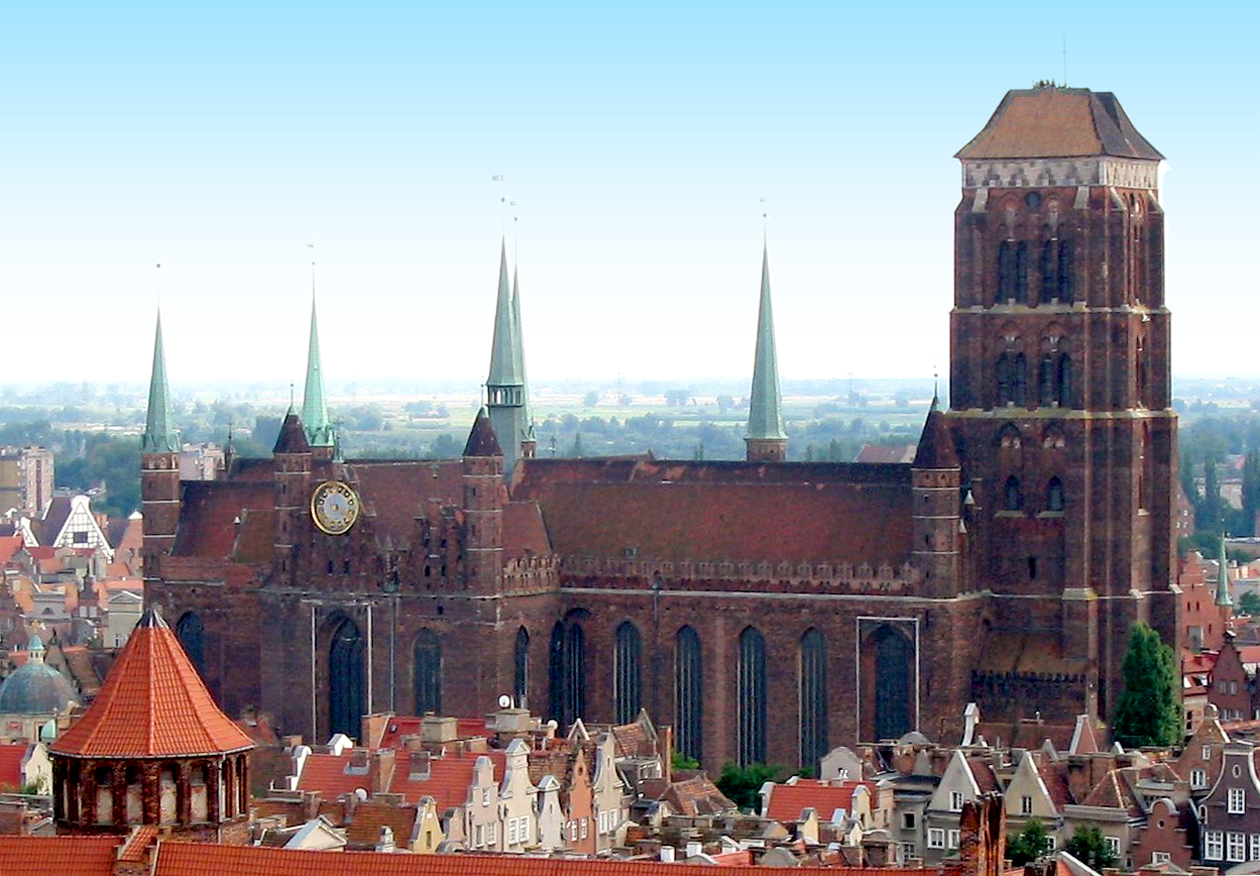
Marienkirche in Danzig

## Kunst
Die polnischen Museen sind trotz der verheerenden Verluste während des Zweiten Weltkrieges immer noch reich an Kunstschätzen polnischer und ausländischer Meister. Allen voran sind hier die Museen Krakaus. Das bedeutendste Gemälde dürfte die Dame mit dem Hermelin (Czartoryski-Museum) von Leonardo da Vinci sein, die neben der Mona Lisa desselben Meisters als wertvollstes Gemälde der Welt gilt. In Krakau befindet sich auch der größte gotische Altar (Veit Stoß) neben über zwei Millionen weiteren Kunstwerken. Sehenswert sind auch die Museen Warschaus, Posens, Breslaus und Danzigs.

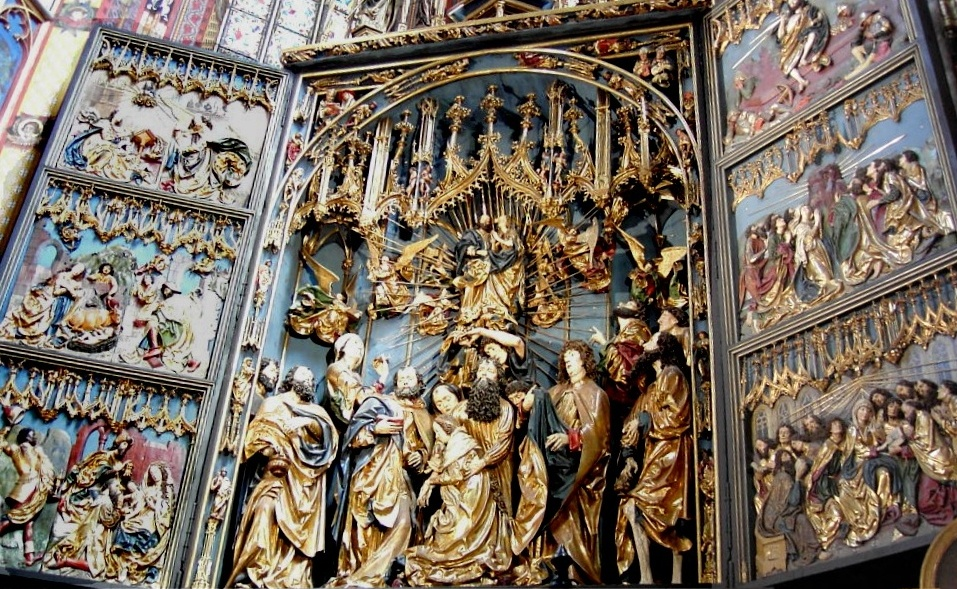
Krakauer Hochaltar von Veit Stoß um 1480 (Krakau)
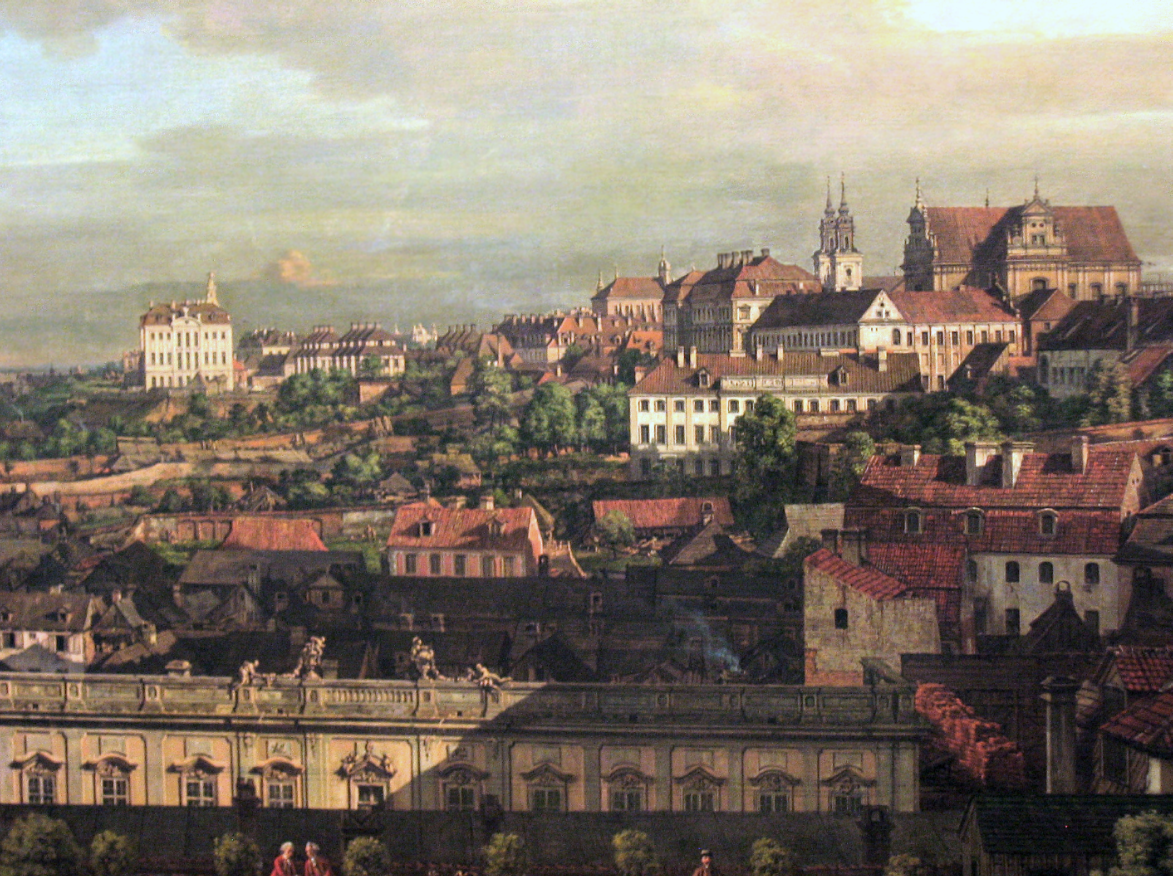
Warschau von Canaletto um 1770 (Warschau)
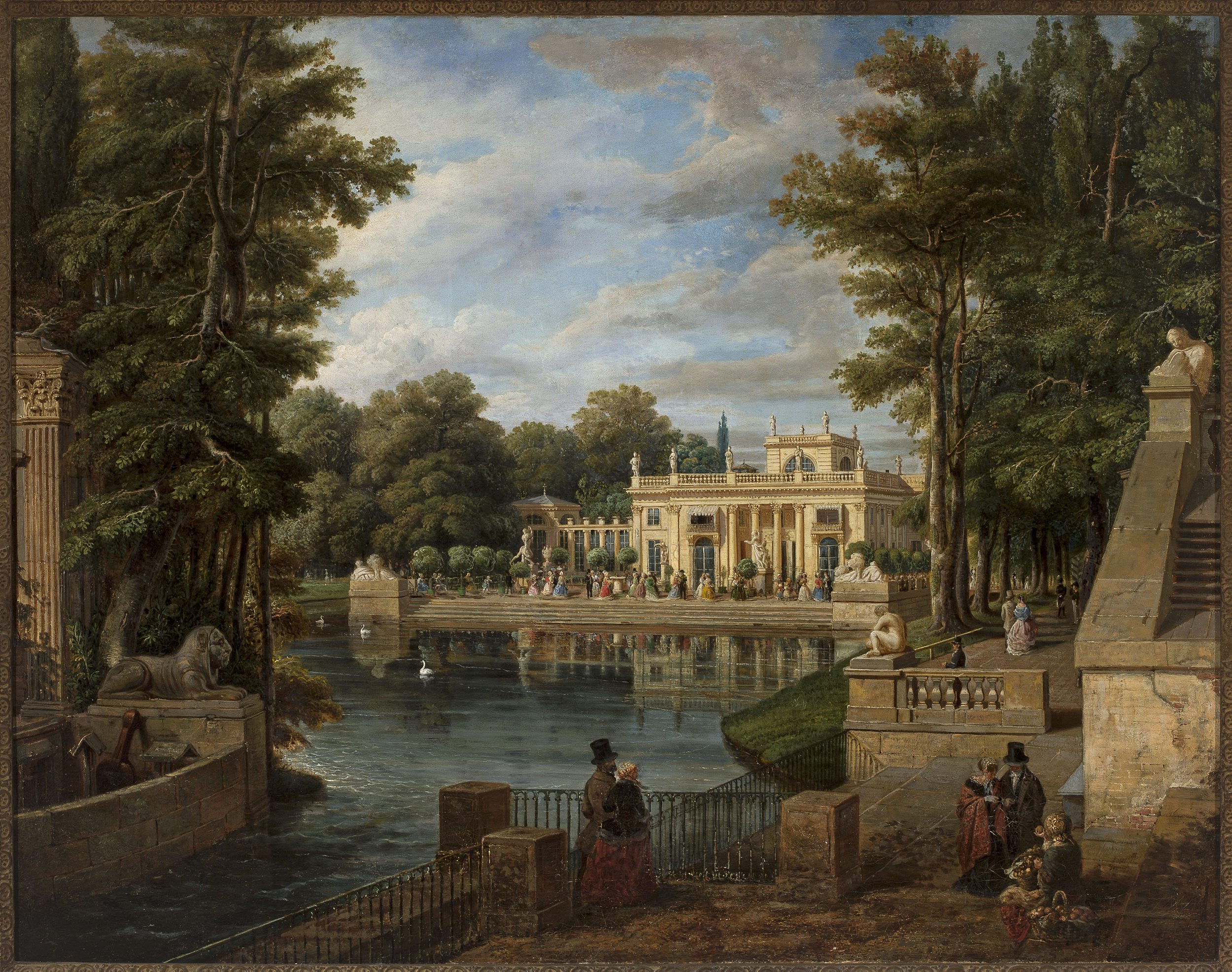
Łazienki-Palast von Marcin Zaleski um 1850 (Warschau)
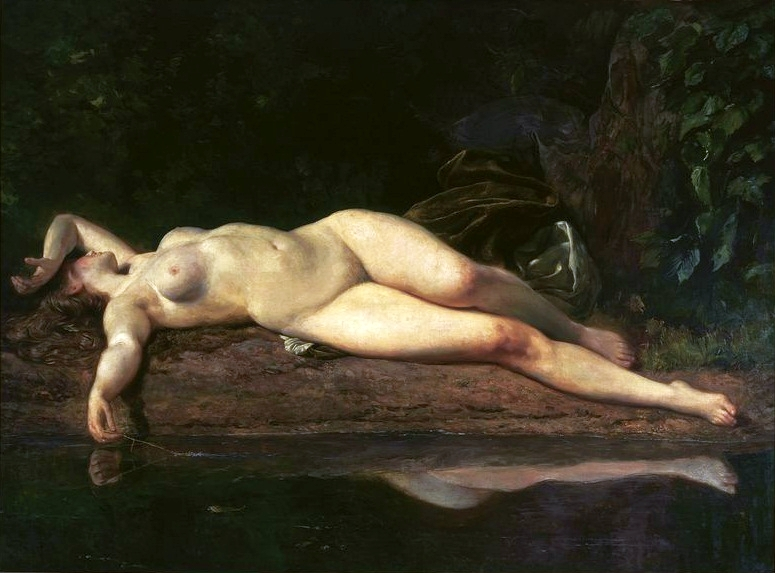
Ruhe von Wojciech Gerson um 1895 (Warschau)

## Veranstaltungen

### Musikfestivals
- Internationaler Chopin-Wettbewerb
- Warschauer Herbst
- Internationaler Henryk-Wieniawski-Violinwettbewerb
- Jazz Jamboree
- Jüdisches Kulturfestival in Krakau
- Sopot Festival
- Krajowy Festiwal Piosenki Polskiej w Opolu
- Haltestelle Woodstock
- Rawa Blues Festival
- Ostróda Reggae Festiwal
- Metalmania

### Filmfestivals
- Polnisches Filmfestival Gdynia
- Internationales Filmfestival Warschau
- Krakowski Festiwal Filmowy
- Camerimage

### Sportveranstaltungen
- Polen-Rundfahrt
- Szlakiem Grodów Piastowskich
- Warschau-Marathon
- Krakau-Marathon
- Breslau-Marathon
- Weltspiele der Auslandspolen

## Verkehr

### Flugzeug
Die größte Fluggesellschaft ist die Polskie Linie Lotnicze (LOT), welche Tochterunternehmen wie die Eurolot, besitzt.
Der mit Abstand größte und bedeutendste Flughafen Polens ist der Chopin-Flughafen Warschau, gefolgt von denen in Krakau, Danzig, Katowice und Breslau. Weitere Flughäfen mit geringerem internationalen Flugverkehr sind Warschau-Modlin, Posen, Rzeszów, Stettin-Goleniów, Bydgoszcz, Łódź, Lublin-Świdnik, sowie Zielona Góra-Babimost.

### Bahn
Das Schienennetz ist in Polen sehr dicht und beträgt 22.560 km. Betrieben wird es von der Staatsbahn PKP. Das Schienennetz ist sternartig angelegt mit Warschau als Mittelpunkt. Weitere wichtige Verkehrsknotenpunkte sind Posen, Danzig, Stettin, Breslau, Kattowitz und Krakau. Von Warschau nach Kattowitz/Krakau sowie nach Posen, Łódź und Breslau existiert eine Neubaustrecke (Centralna Magistrala Kolejowa).
Die wichtigsten Städte werden durch Intercity-Züge miteinander verbunden, in den genannten großstädtischen Agglomerationen existieren S-Bahn-ähnliche Vorortzugsysteme. Für einige Zugklassen (Express, EC, IC) besteht Reservierungspflicht.

### Bus
Trotz dem wachsenden Individualverkehr dient ein ausgedehntes Überlandbusnetz in Polen immer noch sehr bedeutsamen öffentlichen Verkehr. Neben den öffentlichen Buslinien PKS gibt es ein zahlreiches Angebot an privaten Anbietern.
Öffentliche Verkehrsmittel in viele Städte unterstützt auch benachbarten Städten und Dörfern, z. B. in Oberschlesien (die Umgebung von Katowice) und Agglomeration Stettin (die Umgebungen von Stettin und Police).

### Auto
Das Straßennetz verfügt über eine Gesamtlänge von 364 697 km. Dabei sind nur relativ wenige Autobahnen vorhanden, die jedoch systematisch ausgebaut werden.
Vorhandene Autobahnen:
| Nr.   | Europa- straßen | Von (Nord bzw. West)      | Via | Bis (Süd bzw. Ost) | Gesamt- länge | In Betrieb | In Betrieb | Im Bau   | Im Entwurf a | In der Aus- schreibung | In konkreter Planung b |
| ----- | --------------- | ------------------------- | --- | ------------------ | ------------- | ---------- | ---------- | -------- | ------------ | ---------------------- | ---------------------- |
| A1    | E75             | Danzig                    | Grudziądz – Włocławek – Toruń – Łódź – Piotrków Trybunalski – Częstochowa – Bytom – Zabrze – Gliwice – Rybnik – Żory                 | CZ / Gorzyczki     | 0566,7 km     | 0566,7 km  | 0100 %     |          |              |                        |                        |
| A2    | E30             | DE / Świecko              | Posen – Konin – Łódź – Skierniewice – Warschau – Siedlce – Biała Podlaska                                                            | BY / Kukuryki      | 0625,0 km     | 0528,2 km  | 084,5 %    | 063,3 km | 000,0 km     | 009,3 km               | 23,9 km                |
| A4    | E40 · E462      | DE / Jędrzychowice        | Legnica – Breslau – Opole – Gliwice − Ruda Śląska − Chorzów − Katowice – Mysłowice − Jaworzno – Krakau – Tarnów – Rzeszów – Przemyśl | UA / Korczowa      | 0669,5 km     | 0669,5 km  | 100 %      |          |              |                        |                        |
| A6    | E28             | DE / Kołbaskowo           | Stettin | Rzęśnica           | 0027,8 km     | 0027,8 km  | 100 %      |          |              |                        |                        |
| A8    | E67 · E261      | Wrocław Południe          | Breslau | Wrocław Psie Pole  | 0022,6 km     | 0022,6 km  | 100 %      |          |              |                        |                        |
| A18   | E36             | DE / Olszyna              | | Krzyżowa           | 0076,3 km     | 0076,3 km  | 100 %      |          |              |                        |                        |
| A50   |                 | Zentralflughafen Warschau | Żyrardów – Góra Kalwaria – Otwock | Halinów            | 0097,9 km     | 0000 km    | 000,0 %    | 000,0 km | 00,0 km      | 00,0 km                | 00,0 km                |
| Summe | Summe           | Summe                     | Summe | Summe              | 2085,7 km     | 1891,1 km  | 090,6 %    | 150,4 km | 0,0 km       | 9,3 km                 | 23,9 km                |

Stand: 31. Dezember 2024

### Fahrrad
Radwege in den Städten sind eher eine Ausnahme, häufig weichen Radfahrer auf die Bürgersteige aus. Radwanderrouten sind häufig über Nebenstraßen und über unbefestigte Wege, die bei Regen verschlammen können, ausgewiesen.

### Schiff
In Polen gibt es 3812 km befahrbare Wasserstraßen. Die wichtigsten Seehäfen Polens befinden sich in Danzig, Gdynia, Świnoujście und Stettin.
Folgende regelmäßige Fährverbindungen bestehen:
- Danzig nach Nynäshamn (bei Stockholm)
- Gdynia nach Helsinki, Oxelösund und Malmö
- Swinemünde nach Kopenhagen, Malmö, Rønne (nur im Sommer) sowie Ystad

### Segel- und Motorboot
Auf den schiffbaren Flüssen und Seen kann man mit dem Segel- oder Motorboot fahren und auch seinen Urlaub verbringen. Besonders beliebt ist die Masurische Seenplatte, der Augustow-Kanal, Warthe, Weichsel und Oder. Die Masurische Seenplatte ist im Norden von Angerburg bis in den Süden bei Johannisburg schiffbar. Für Motorboote besteht noch keine Verbindung zur Ostsee. Die Wasserwege werden jetzt immer weiter revitalisiert und sind schon ein wichtiger Zweig des Tourismus, es gibt eine Reihe von Bootsvermietern. Die Wasserwege können zum Beispiel im Rahmen eines Bootsurlaubs mit einem Kabinenkreuzer befahren werden.

## Sprache
Nahe der deutschen Grenze und in den Städten wird oft Deutsch gesprochen, ansonsten kommt man in den Großstädten mit Englisch recht weit. In ländlichen Gebieten abseits der wichtigsten Touristenregionen ist es schwer, sich mit Deutsch und Englisch zu verständigen. Kenntnisse anderer slawischer Sprachen können behilflich sein, obwohl Russisch bei vielen Polen bis heute negativ konnotiert sein kann. Zwar ist die polnische Sprache relativ schwierig zu erlernen, allerdings begegnen die meisten Polen Ausländern, die sich darin versuchen, sehr wohlwollend.

## Währung und Einkaufen
Die Landeswährung ist Złoty (PLN). Ein Euro entspricht 4,2765 PLN, ein CHF – 4,575265 PLN. Es gibt viele Wechselstuben in den Großstädten, in denen der Wechselkurs in der Regel günstiger als z. B. am Flughafen oder in Banken ist. In Polen gibt es (außer Feiertagen) keine Beschränkung der Ladenöffnungszeiten, allerdings haben nur wenige Großmärkte in den Außenbezirken der Großstädte rund um die Uhr geöffnet, ansonsten liegt die reguläre Öffnungszeit vieler Läden montags bis sonntags zwischen 7 und 21 Uhr. An der deutsch-polnischen Grenze gibt es zahlreiche Polenmärkte.

## Küche
Die polnische Küche hat viele Spezialitäten, wie Bigos, Pierogi, Barszcz, Uszka, Gołąbki, Flaki, Żurek etc. zu bieten. Polnische Fleischprodukte genießen weltweit hohes Ansehen.
Zu den bekanntesten polnischen Biermarken zählen Żywiec, Tyskie, Lech, Warka, Leżajsk, EB, Bosman und Piast.
Der Wodka wird entweder klar, z. B. Chopin, Belvedere, Wyborowa, Sobieski, oder mit Aromen, z. B. Żubrówka, Żołądkowa angeboten. Trinkhonig ist eine altpolnische Spezialität.
In der Bar mleczny, der polnischen Milchbar, eine Institution, die ihre Blüte im Sozialismus erlebte, werden traditionelle polnische Gerichte angeboten.

## Ausgehen
Gut ausgehen können Frau und Mann vor allem in den großen Städten. Die Kneipenkultur und das Nachtleben sind insbesondere in den großen Studentenstädten Krakau, Warschau, Breslau, Łódź und Posen attraktiv für junge Gäste. Insbesondere Krakau dürfte sich als Stadt mit ca. 150.000 Studenten und hunderten von Kneipen, Kellern, Bars in der Altstadt und im jüdischen Viertel Kazimierz einen Namen als europäische Topdestination in Bezug auf das Nightlife gemacht haben. Am Marktplatz – dem größten mittelalterlichen der Welt – dürfte sich wohl nur schwer ein nicht unterkellertes Gebäude mit einer Kneipe oder Disco finden lassen. Warschau und Łódź können dagegen mit großen Diskos und Tanzpalästen aufwarten. Aber auch in der Warschauer Altstadt und um den Łazienki-Park gibt es sehr gute Ausgehmöglichkeiten. Auch andere Studentenstädte, wie Breslau, Posen, Danzig, Stettin, Lublin und Kattowitz haben ein intensives Nightlife.

## Übernachtung
Jugendherbergen und Wanderhütten werden z. B. von PTTK betrieben. Diese sind meistens relativ groß und anonym, oft mit nach Geschlechtern getrennten Zimmern. Es gibt auch Youth Hostels, die durchgehend offen haben. Campingplätze gibt es im ganzen Land. Aber auch wildes Zelten wird geduldet. Auch an luxuriösen Hotels und Schlosshotels mangelt es nicht.

## Lernen
Polnische Hochschulen pflegen Austauschprogramme, z. B. Erasmus, mit Hochschulen in Deutschland, Österreich und der Schweiz. Die älteste Universität Polens und zweitälteste Mitteleuropas ist die Jagiellonen-Universität in Krakau von 1364.
Polnischkurse für Ausländer werden von verschiedenen Veranstaltern (auch Hochschulen) in mehreren Städten angeboten, z. B. in Krakau und Warschau.

## Feiertage
| 1. Januar                 | Neujahr (Nowy Rok)                                                                                           |
| März, April               | Ostersonntag (Niedziela Wielkanocna)                                                                         |
| März, April               | Ostermontag (Poniedziałek Wielkanocny)                                                                       |
| 1. Mai                    | Maifeiertag (Święto Państwowe 1 Maja)                                                                        |
| 3. Mai                    | Tag der Verfassung vom 3. Mai 1791 (Święto Konstytucji Trzeciego Maja)                                       |
| 7. Sonntag nach Ostern    | Pfingsten (Zielone Świątki)                                                                                  |
| 9. Donnerstag nach Ostern | Fronleichnam (Boże Ciało)                                                                                    |
| 15. August                | Mariä Aufnahme in den Himmel (Wniebowzięcie Najświętszej Maryi Panny), gleichzeitig Tag der Polnischen Armee |
| 1. November               | Allerheiligen (Wszystkich Świętych)                                                                          |
| 11. November              | Unabhängigkeitstag (Dzień Niepodległości)                                                                    |
| 25. Dezember              | 1. Weihnachtsfeiertag (pierwszy dzień Bożego Narodzenia)                                                     |
| 26. Dezember              | 2. Weihnachtsfeiertag (drugi dzień Bożego Narodzenia)                                                        |

## Gesundheit
Die ärztliche Versorgung ist, insbesondere im kleinstädtischen bzw. ländlichen Bereich, zwar gut, allerdings nicht immer mit der Qualität in Westeuropa vergleichbar. So gibt es vor allem in der Versorgungsdichte mit Fachärzten und Krankenhäusern z. T. einige Lücken und auch der Standard vieler öffentlicher Krankenhäuser ist, oft aus finanziellen Gründen, noch ausbaufähig.
Die meisten Krankenkassen übernehmen die Kosten einer Notfallbehandlung in Polen.
In Städten haben immer einige Apotheken Nachtdienst, generell ist die Versorgungsdichte mit Apotheken gut.
Die Badegewässer sind regelmäßig vor allem im Norden von guter Qualität. Problematisch können Zeckenstiche in Masuren werden. Eine Impfung gegen FSME bzw. regelmäßiges Absuchen des Körpers ist zu empfehlen. In Masuren sollte auch ein Mittel gegen Stechmücken nicht fehlen, welches aber auch günstig vor Ort gekauft werden kann.

## Telekommunikation und Post
Polen ist mit Festnetzanschlüssen gut abgedeckt und auch das Mobilfunknetz ist gut ausgebaut und bietet auch in ländlichen Regionen meist gute Verbindungen. Telefonzellen sind zahlreich und funktionieren mit Telefonkarten, Jetons oder Münzen. In den Städten befinden sich zahlreiche Internetcafés. Der erste WLAN-Hotspot in Europa war auf dem Krakauer Marktplatz. Die polnische Post ist in fast jedem Ort vertreten. Briefe und Postkarten kommen in der Regel zügig an, Pakete brauchen in der Regel etwas länger. Pakete werden auch von privaten Anbietern befördert.